# Хмільник
Хмільни́к — місто в Україні, центр Хмільницького району та Хмільницької міської громади Вінницької області, курорт державного значення (з 2011 року).

## Географія
Місто розміщене в мальовничій місцевості в північно-східній частині Поділля на річці Південний Буг. Відстань до обласного центру становить 70 км залізницею.
Станція Хмільник має сполучення з Вінницею, Калинівкою, Козятином, Києвом, Старокостянтиновом, Хмельницьким, Кам'янцем-Подільським, Конотопом та іншими містами.
Також через місто проходить автошлях Р31, який переходить в E50 (М12).

### Клімат
Клімат — помірно-теплий, м'який, без різких коливань температури, сприятливий для організму людини. Висота над рівнем моря становить 250—285 м.

## Населення
| Зміни кількості населення Хмільника |
| ----------------------------------- |

Станом на 1 січня 2021 року в місті мешкало 27 158 осіб. За кількістю населення місто посідає четверте місце в Вінницькій області, перше — в Хмільницькому районі. За 2020 рік кількість жителів скоротилася на 240 осіб, за рахунок природного скорочення — на 187, міграційного — на 53 особи.
Кількість чоловіків всього — 12,8 тис., в тому числі працездатного віку (16-60 років) — 7,4 тис. (57,8 %), пенсіонерів — 2,3 тис. (18,0 %).
Серед загальної кількості мешканців громади економічно активне населення становить 11,9 тис. осіб (47,2 %), із них працюють в медицині — 36 %, у промисловості  — 30 %, у малому бізнесі — 23 %, інших — 11 %.
Середньомісячна заплата працівників у містах  — 2400 грн (2011). Зареєстрований рівень безробіття —1,47 % (2011).

### Розподіл населення за національністю та мовою
Національний склад населення згідно з даними Всеукраїнського перепису 2001 року:
| Національність | Кількість | Частка, % |
| -------------- | --------- | --------- |
| українці       | 23999     | 95,31     |
| росіяни        | 741       | 2,94      |
| поляки         | 253       | 1,00      |
| білоруси       | 53        | 0,21      |
| євреї          | 45        | 0,18      |
| молдовани      | 18        | 0,07      |

Розподіл населення за рідною мовою за даними перепису 2001 року:
| Мова       | Відсоток |
| ---------- | -------- |
| українська | 97,12 %  |
| російська  | 2,59 %   |
| білоруська | 0,08 %   |
| польська   | 0,05 %   |
| єврейська  | 0,04 %   |
| вірменська | 0,04 %   |
| румунська  | 0,03 %   |

Перед Другою Світовою війною більшість населення міста становили євреї (1926 — 56 %, українці — 41 %; 1959 відповідно — 2 і 92 %).

## Походження назви
За народними переказами у межах сучасного міста Хмільник жили поселенці, які робили набіги на грабіжницькі орди татар і ховались від них на острові, покритому густими заростями лози й калини, поверх якої густо вився хміль. Цей острів називали Хмільником (від слова «хміль»).
Хмільник — так слов'яни називали горо́д або сад, у якому вирощували хміль для варіння пива.

## Герб
Герб Хмільнику надав польський король Сигізмунд I Старий після побудови там оборонного замку (близько 1500 року); теперішній герб Хмільника— кам'яна вежа на блакитному тлі, оточена срібною стіною.

## Історія

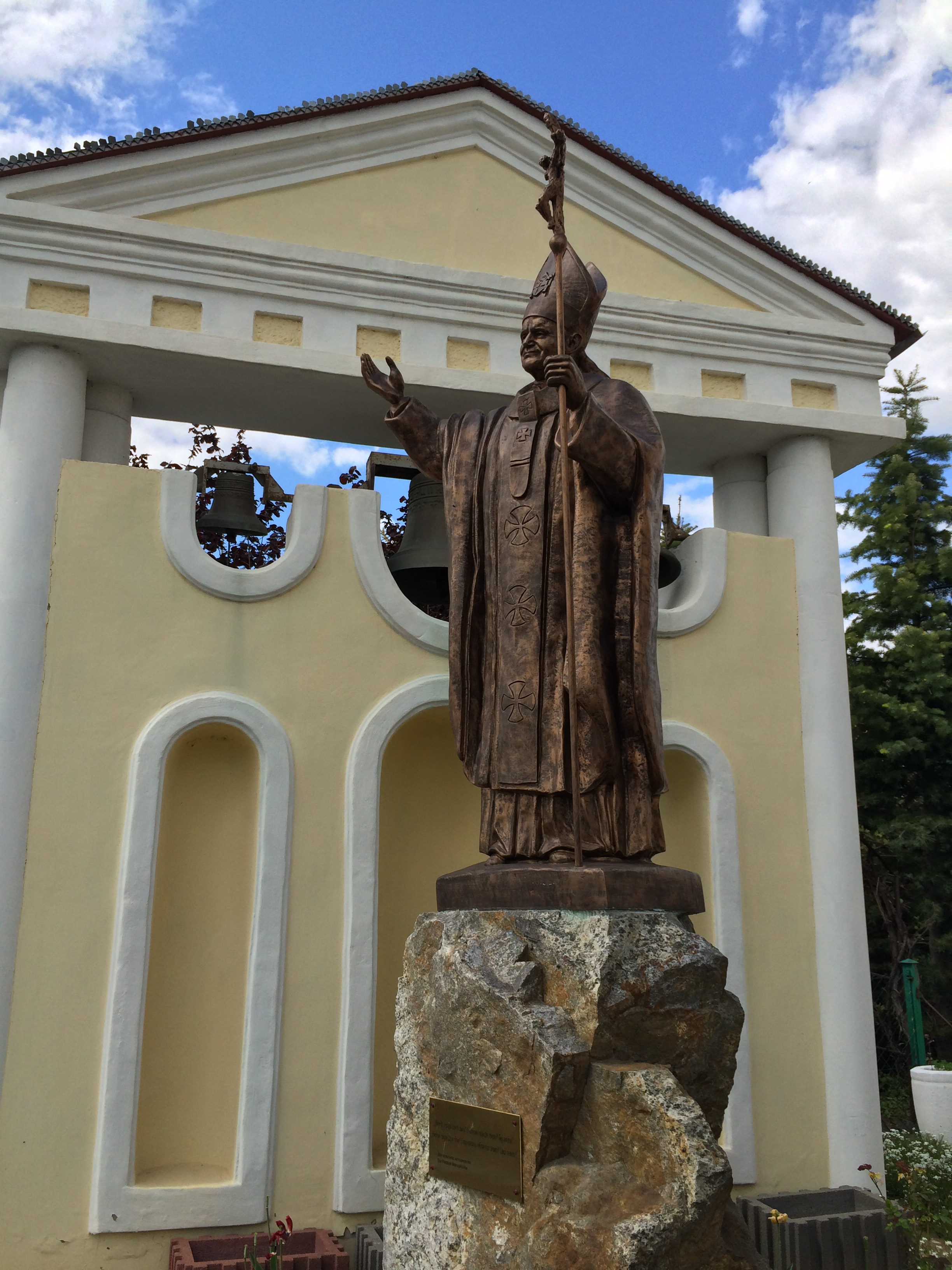
Пам'ятник Папі Івану Павлу ІІ на фоні дзвіниці костелу Усікновення глави Івана Хрестителя (Пресвятої Трійці)

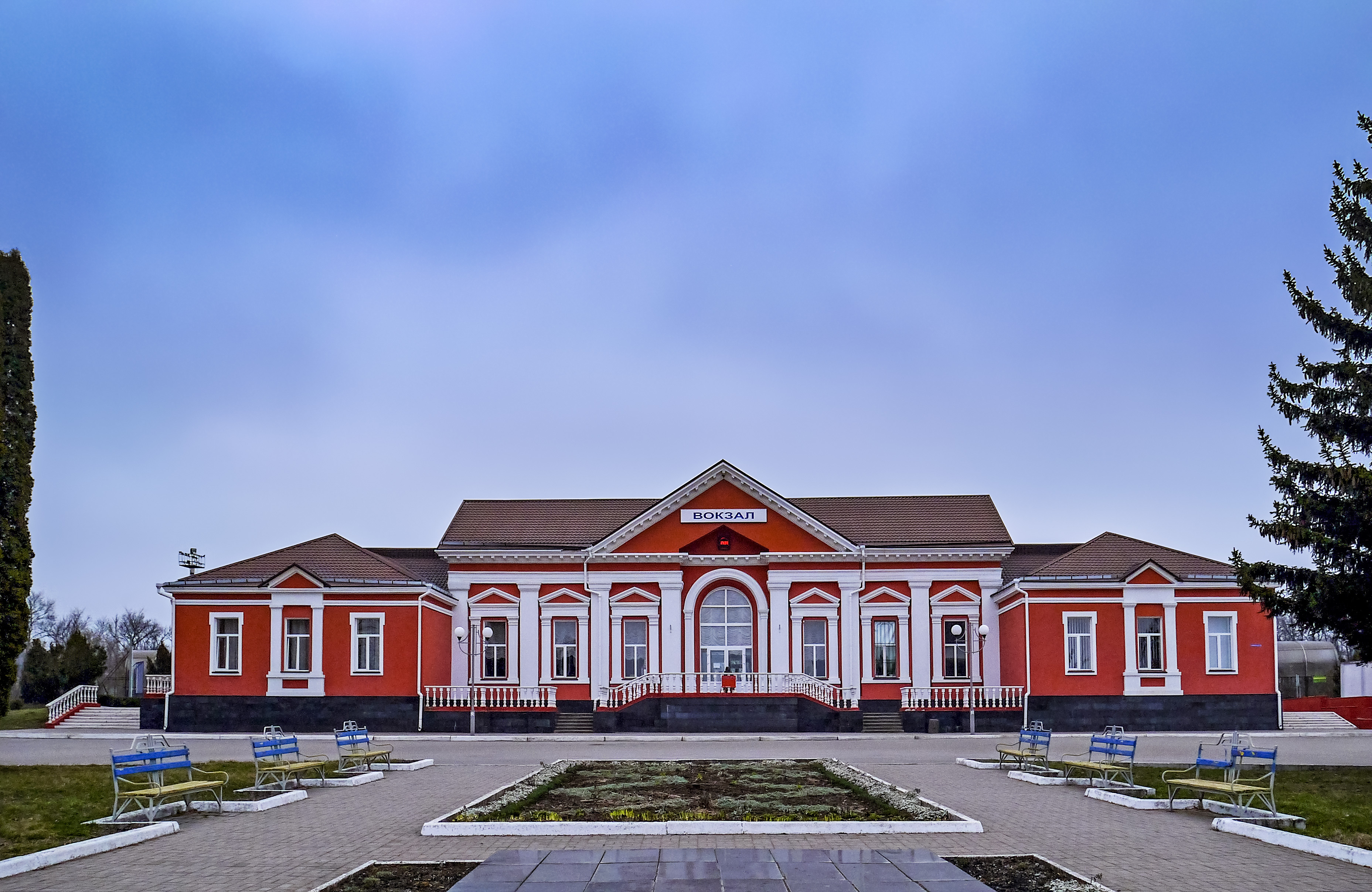
Залізничний вокзал

За однією з версій, Хмільник вперше згаданий 1363 року в літописній оповіді «Про Поділля» завдяки перемозі 1362 року війська литовського князя Ольгерда над військом татар у Битві на Синіх Водах. Після цієї перемоги князь Ольгерд оволодів Хмільником.
Згодом князь Ольгерд віддав усе Поділля братам Коріатовичам. Вони побудували Меджибіж, Вінницю, Брацлав і Хмільник.
1389 року власником міста став Федір Коріятович. 1434 р. Хмільник перейшов під владу Польщі, став центром Хмільницького староства подільського воєводства (дивись розділ «Старости Хмільника»). 1448 р. місто отримало від великого князя литовського Казимира IV Ягеллончика магдебурзьке право, пізніше підтверджене королем Сигізмундом I Старим. З одержанням статусу міста почали розвиватися ремесло, торгівля, виникли шевські, кравецькі та інші майстерні. Польща вбачала у Хмільнику аванпост своїх володінь, зміцнювала його. 1534 року коронний гетьман Ян Тарновський сприяв зміцненню хмільницького замку, обнесенню його валом.
За люстрацією 1565 р. у Хмільнику було 250 димів 1350 мешканців, 4 попи, 7 жидів, 14 шляхетських домів. Існувала школа, 1585 року ректором був Християн Франкен.
1578 року місто забудоване дерев'яними будинками, замок на рівнині над Богом теж був дерев'яним.
1675 року місто мало 2 мости, 1 костел, 2 церкви в місті, 2 в передмісті, замок на горі, обнесений дубиною зі давньою баштою на зразок вежі з 2 рівнями зверху і двома внизу, всередині замку була дерев'яна резиденція.
Із 1434 до 1793 року (з малими перервами) Хмільник входив до Королівства Польського, Речі Посполитої, відіграв роль в козацьких повстаннях проти Польщі. У 1648–1667 роках входив до козацько-гетьманської держави.
Географічне положення міста визначило його складну історичну долю, бо Хмільник розміщений неподалік від Чорного шляху, яким рухалися татарські орди, залишаючи за собою страшні сліди насилля та руйнувань.
Після Брестської унії (1596 р.) посилився гніт корінного населення, що призвело до нових повстань проти шляхти. 1594 р. Хмільник захопили козацькі загони Северина Наливайка. 1637 р. в місто увійшли козаки на чолі з Павлом Бутом. У період Визвольної війни українського народу (1648—1657  рр.) повстанські загони приєднувались до військ Богдана Хмельницького. Кілька разів замок звільнявся загонами Максима Кривоноса. Місто часто було ареною боїв між козацькими і польськими військами, що спустошувало місто.
В 1650 році в місті відбувся Синод провінціональний представників протестантських течій, який ухвалив рішення просити магната Анджея Лещинського звернутись із клопотанням («інтервенцією») до короля стосовно захисту їх прав та свобод.
З 1672 року по 1699 р. Хмільником володіла Османська Імперія: турки укріпили замок, в кутовій башті влаштували мечеть, розширили мережу підземних ходів. Безперервні бої між поляками і турками призвели до занепаду ремесла і торгівлі, місто знелюдніло.
1699 року Хмільник знову відійшов до Речі Посполитої. 1774 р. король Станіслав ІІ Август Понятовський подарував Хмільницьке староство своєму племінникові — Юзефу Понятовському.
У 1776 — 497 осель, 1789 р. за люстрацією в старому місці 60 осель, в новому місці 150 осель і передмісті Угриновка 60 осель і 9 шляхти, жидів в старому місці: купців і крамарів 36, шинкарів — 32; ремісників: кравців 11, кушнірів — 4, злотник, інтролігатор, пекарів — 5, цирульників — 3, різник, воскобійник, шевців — 3, фурманів — 3; рабин. В новому місці жидів: крамарів — 2, шинкарів — 21, кравців і кушнірів — 3. На півдні міста був розташований чорний ліс, який називають — Згар. За містом є 3 фабрики: поташова, скляна і салітрова. Місто має 33 стави, млинів на р. Бог та на Згарці — 39 та 28 на ставах. Старостою тоді був граф Юзеф Оссоліньський.
1793 р. разом з іншими містами Поділля, Хмільник перейшов під владу Російської Імперії, як заштатне містечко Подільської губернії. З утворенням Брацлавської губернії 22 травня 1796 р. був затверджений герб міста (срібна вежа на блакитному тлі).
У 1797 р. Катерина II подарувала графу Безбородьку Хмільник і Хмільницьке староство з населенням 6070 осіб.
9 червня 1804 року Хмільник став заштатним містом Літинського повіту Подільської губернії до Жовтневого перевороту. Зі зростанням промисловості збільшився приплив переселенців до міста (1915 р. у Хмільнику мешкало 18,3 тис. осіб).
У північно-східній частині острова, утвореного рукавами річки Бог, наприкінці XIX ст. були рештки Хмільницького замку. Територія замку займала десятину, мала овальну форму. В одній зі східних башт на початку XIX ст. була церква св. Іллі. Під замком розташовані підземні ходи.
1878 року в місті засновано ткацьку фабрику, до 1905 р. стали до ладу пивоварний завод, тартак, чавуноливарний завод. Серед 1616 ремісників було 470 шевців, 250 кравців, 230 кушнірів. До 1910 р. побудовано 4 православні церкви.
Економічний застій 1907—1910 рр. змінився деякими пожвавленнями. 1911 року працювало 22 підприємства, 67 різних майстерень із переробки продуктів тваринництва, обробці дерева, металу. Було багато кустарів-одинаків, серед яких — 1800 шевців, які під час Першої світової війни виготовляли взуття для війська.
9—16 серпня 1919 р. у Хмільнику під час наступу на Київ стояв Кінний полк Чорних Запорожців Армії УНР.
У квітні 1921 року в містечку активно діяла проти радянської влади українська повстанська група отамана Гальчевського під проводом Мирона Лиха.
Із 1923 року Хмільник став районним центром.
У 20—30-ті роки XX ст. у Хмільнику утвердилася радянсько-більшовицька влада. Розпочинається час репресій, переслідувань української інтелігенції, голодомор, закривають церкви.
В 1934 р. при пошуках питної води у Хмільнику були виявлені радонові води, які на той час вважалися лікувальними. Відкрилася нова сторінка в історії міста — Хмільник став курортом.
Пам'ятає місто лихоліття Другої світової війни: у середині липня 1941 року фронт підійшов впритул до Хмільника. 16 липня гітлерівці захопили місто. Діяло гетто, куди нацисти насильно зганяли євреїв для компактного мешкання та подальших репресій. 26 червня 1943 року гітлерівські окупанти замучили 1600 жителів міста .
18 лютого 1944 року, після завершальних боїв під Корсунь-Шевченковим, 1-й Український фронт розпочав Проскурівсько-Чернівецьку операцію, в результаті якої місто Хмільник і весь Хмільницький район перейшли з-під німецького контролю під контроль СРСР. Уранці 10 березня бійці 71-ї та 276-ї стрілецьких дивізій РСЧА захопили лівобережну частину Хмільника, села Мазурівку, Сидориху. Після жорстоких десятиденних штурмів, внаслідок яких загинуло 164 бійці РСЧА та 8 бійців Вермахту, 18 березня 1944 року місто було повністю захоплене Червоною Армією.
Єврейське населення Хмільника, в період німецької окупації було піддане геноциду. Усі євреї міста були переселені до гетто, яке було розташоване на території міста. Населення єврейського походження систематично знищувалося німецькою окупаційною владою. Так, лише впродавж двох "кривавих п'ятниць" (9 та 16 січня 1942 року) каральні загони нацистів, поблизу міста, розстріляли понад 8 тисяч беззахисних мирних мешканців Хмільника і району. Всього, протягом німецької окупації, у Хмільнику було розстріляно 11 760 безвинних жертв. 18 липня 2002 року тут відкрили Меморіал скорботи.
З 1959 року Хмільник стає містом районного підпорядкування (приєднано села Порубинці, Мазурівка, Сидориха, Слобода, Вугринівка, частина села Будкова).
З 1970 року Хмільник — місто-курорт республіканського значення.
З 1979 року Хмільник віднесено до категорії міст обласного підпорядкування.

## Місто-курорт
Нині місто розвивається як бальнеологічний курорт, один із радонових курортів в Україні. На території міста діють 8 оздоровниць (планується будівництво ще трьох санаторних комплексів). Серед основних санаторіїв Хмільника виділяються «Радон», «Поділля», профспілковий санаторій «Хмільник», «Південний Буг», Залізничників, «Березовий гай», Військовий та корпус Поділля Преміум.
Основні засоби лікування: радіоактивні, вуглекислі, гідрокарбонат-хлориднокальціево-натрієві мінеральні води, торфове болото Війтівецького родовища. Показання: захворювання крові, органів руху, нервової системи, жіночі хвороби.
Щорічно на курорті оздоровлюється близько 50 тисяч громадян. Завдяки особливостям гідрологічної структури, запаси бальнеологічних ресурсів постійно поновлюються природним шляхом, що дозволяє щорічно приймати до 100 тис. осіб.

### Історія курорту
Існує легенда, що в одного польського магната донька багато років страждала на ревматизм. Жодні ліки їй не допомагали, а покоївка дівчини, як на те, так і сяяла здоров'ям. Багатій заздрив служниці, мріяв побачити такою свою доньку. Служниця порадила лікувати дівчину чудодійною водою з кам'яної криниці, яка була викопана у лісовій гущавині за Хмільником. І диво сталося: донька одужала! Та жадібний магнат наказав засипати криницю, аби ніхто більше не зміг використати цілюще джерело.
Переказ довгий час жив у народі, лише 1934 року знайшов якесь пояснення. Щоб забезпечити Хмільник питною водою, геологи з гідрогеологічної експедиції заклали першу свердловину. Але на них чекало розчарування. Добута на глибині 65 метрів вода була неприємна на смак, тверда й солонувата. Проте джерело привернуло увагу науковців Інституту геології Академії наук УРСР та Науково-дослідного інституту курортології АН УРСР. За хімічним складом води Хмільника класифікували як радонові, вуглекислі, гідрокарбонатно-хлоридно-кальцієво-натрієві мінеральні води з високим вмістом марганцю. За висновком фахівців, Хмільницькі підземні води мають лікувальні властивості та не мають аналогів серед інших відомих мінеральних вод.
Уряд УРСР в 1938  р. визнав район залягання лікувальних вод навколо Хмільника курортною місцевістю. З того часу в місті розпочинається будівництво водолікарень. У 1960 р. Хмільник стає курортом союзнореспубліканського значення і вже в 1961 р. у правічному листяно-хвойному лісі, осторонь міста, зростають перші корпуси профспілкового санаторію «Хмільник». Тепер це найпотужніша оздоровниця курорту з розвинутою сучасною інфраструктурою.
Нині Хмільник  — сучасний бальнеологічний курорт, до складу якого входять 7 санаторно-курортних закладів (дає змогу щорічно оздоровлювати до 50 тис. осіб, як з України, так і з-за кордону).
12 травня 2011 року Верховна Рада України ухвалила законопроєкт за № 8271 від 18.03.2011 р. «Про оголошення природних територій міста Хмільника Вінницької області курортом державного значення».

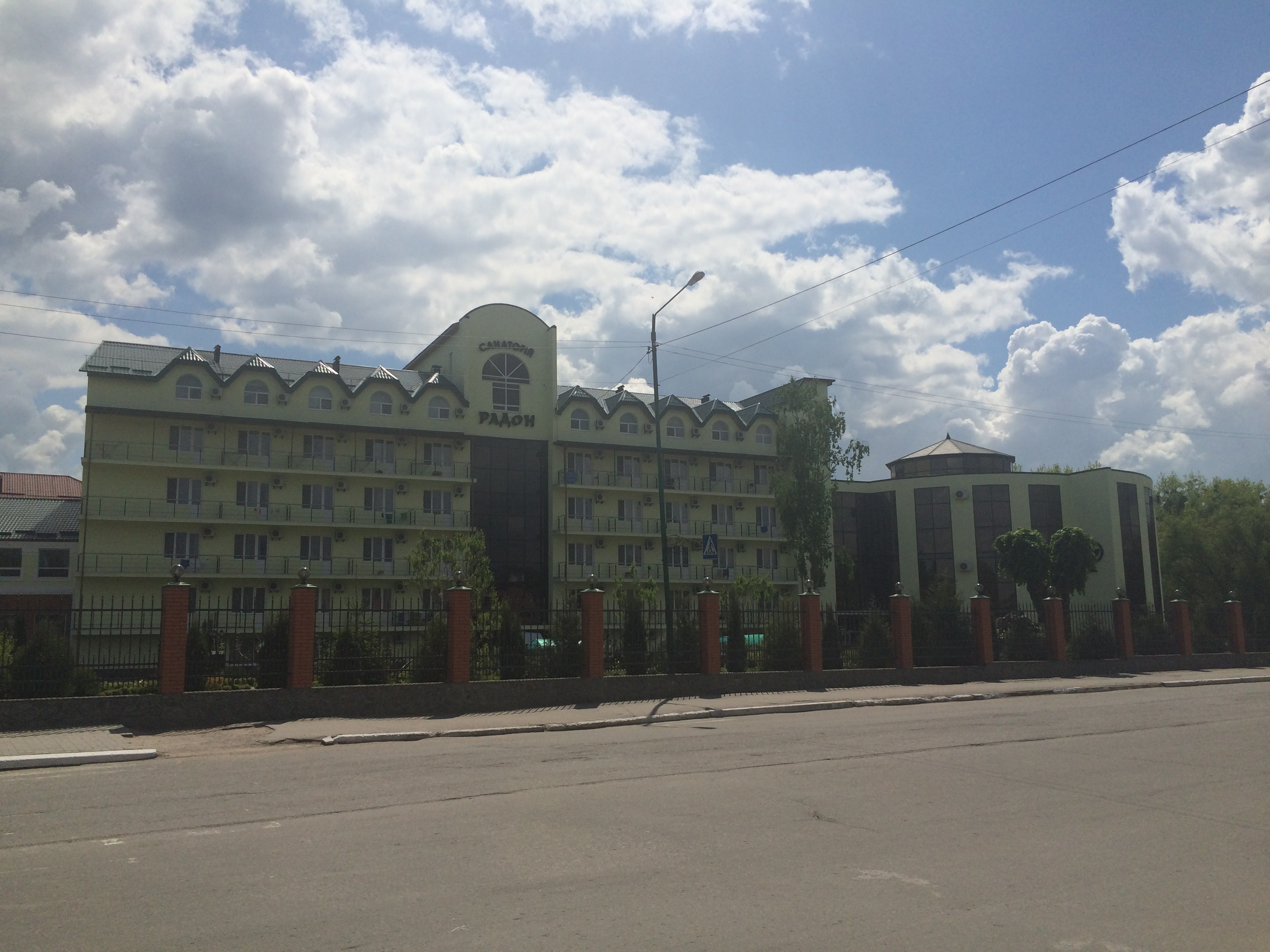
Санаторій «Радон»
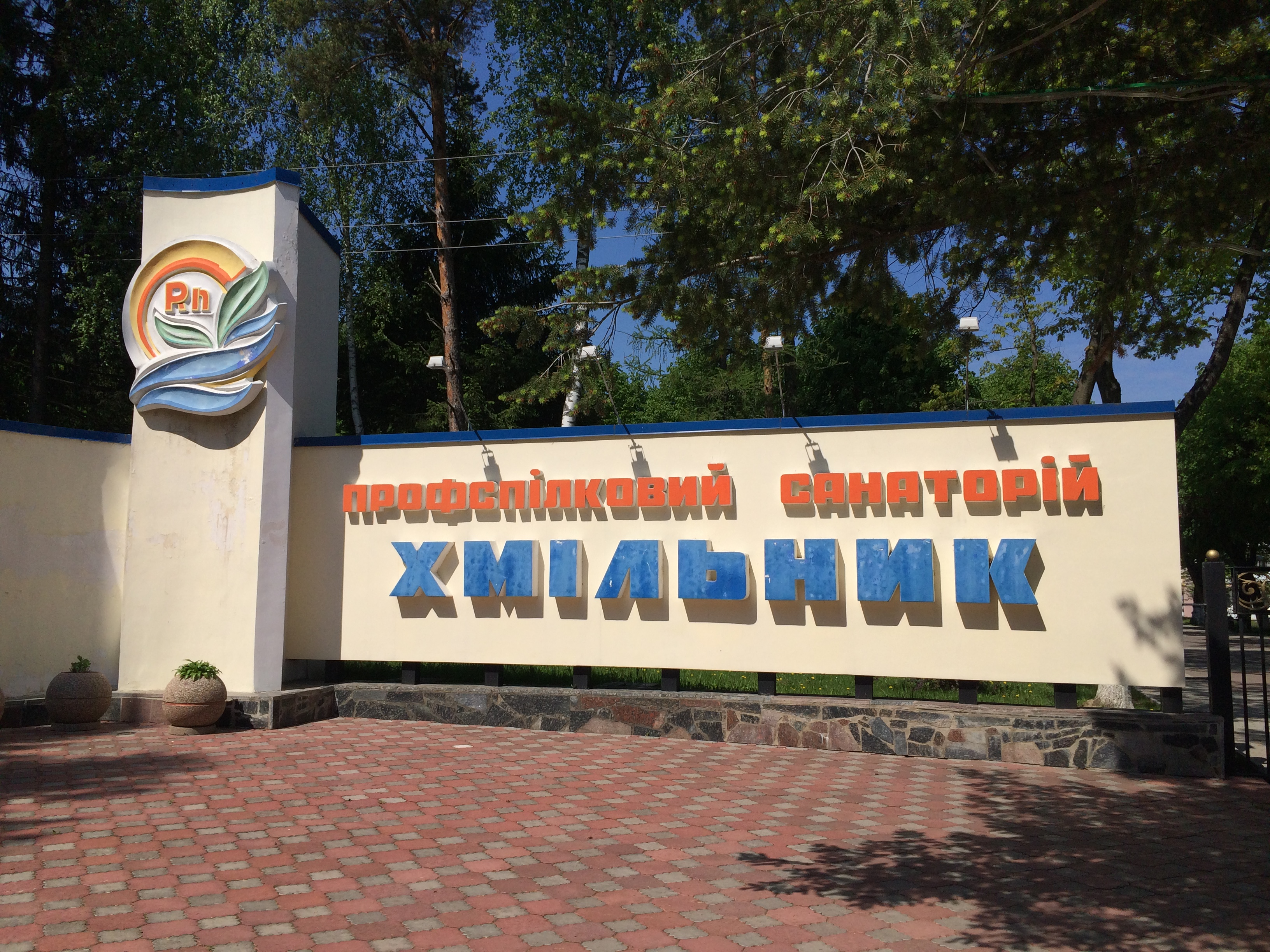
Профспілковий санаторій «Хмільник»
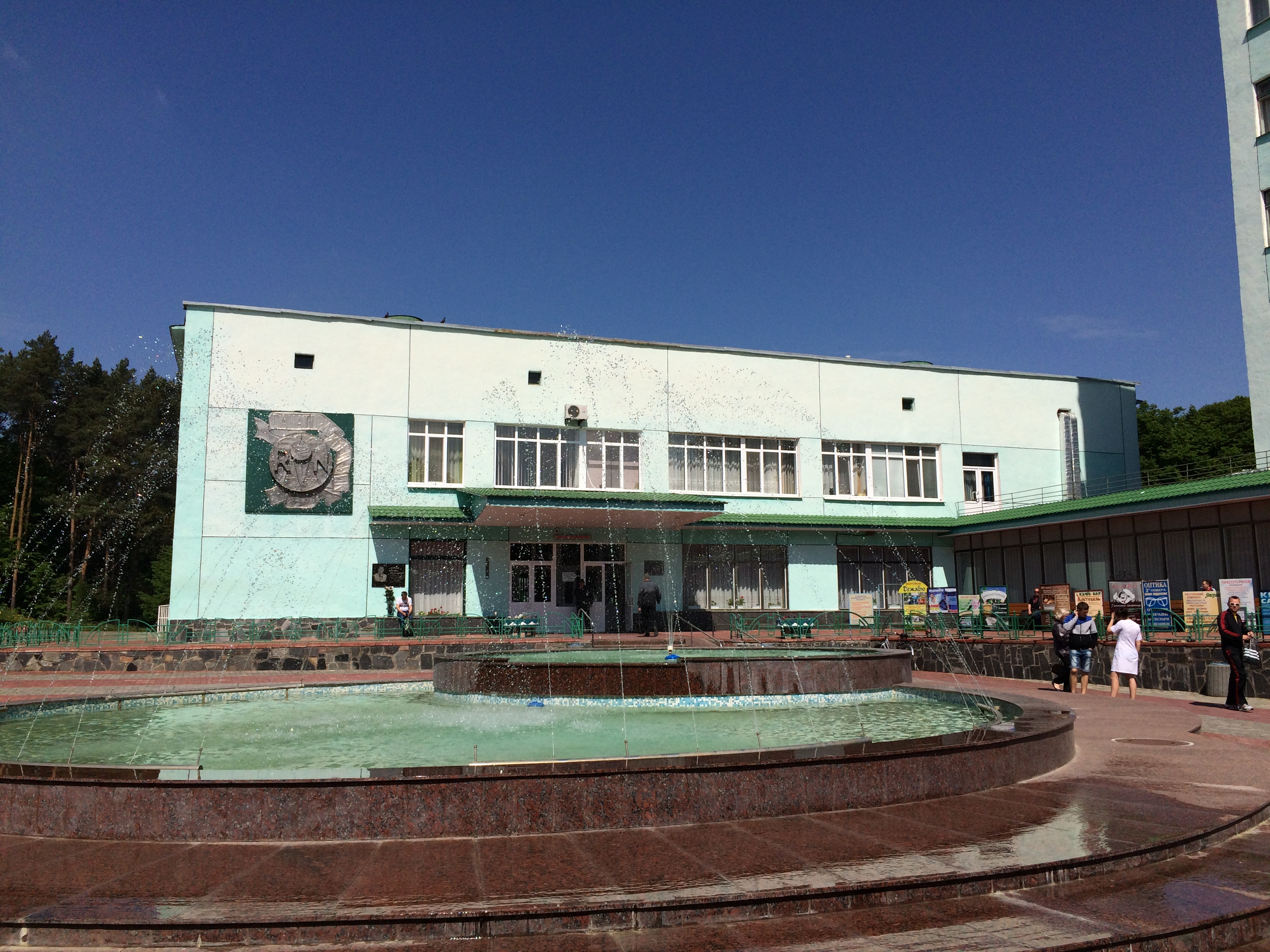
Профспілковий санаторій «Хмільник»
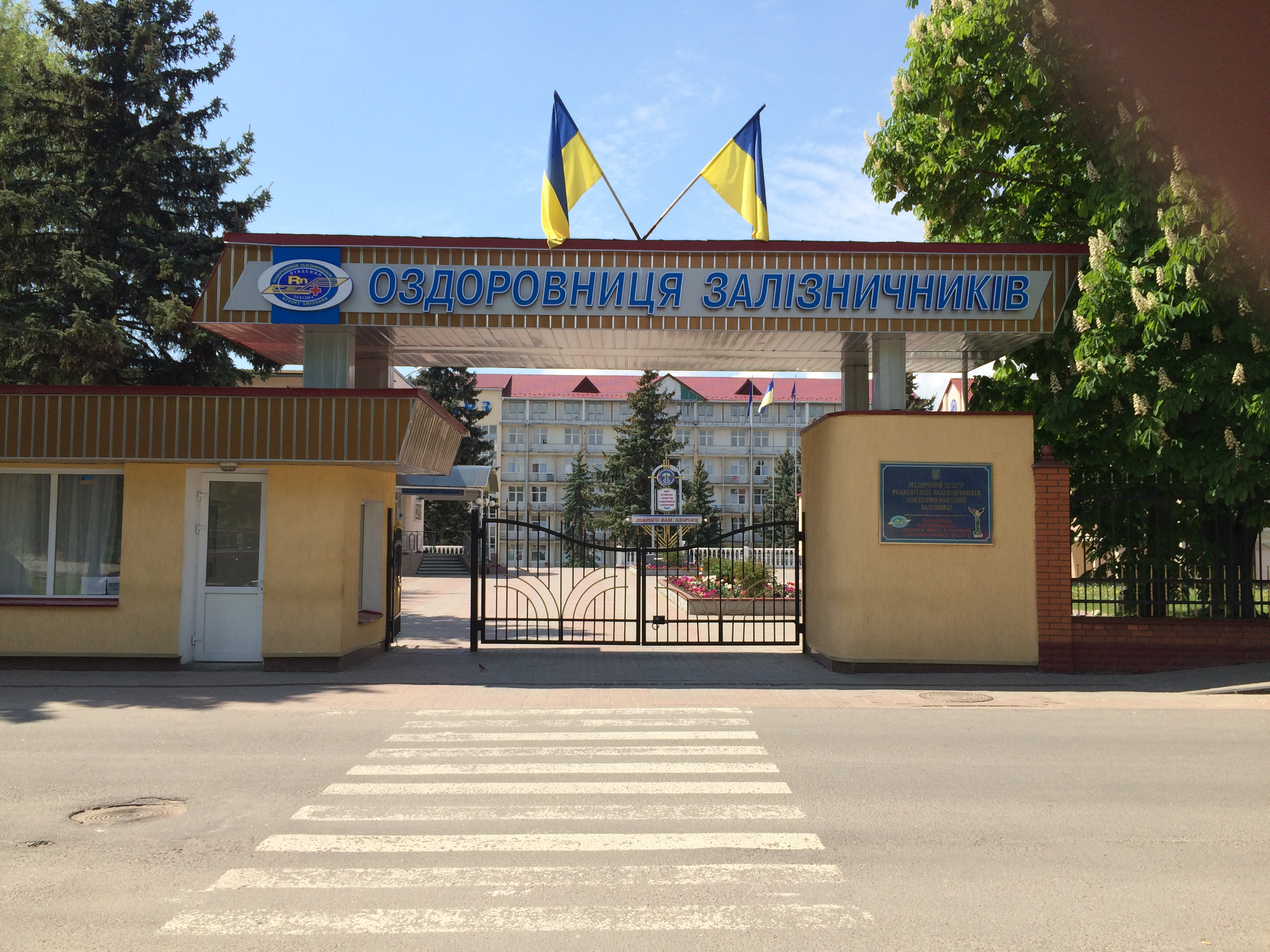
Оздоровниця залізничників
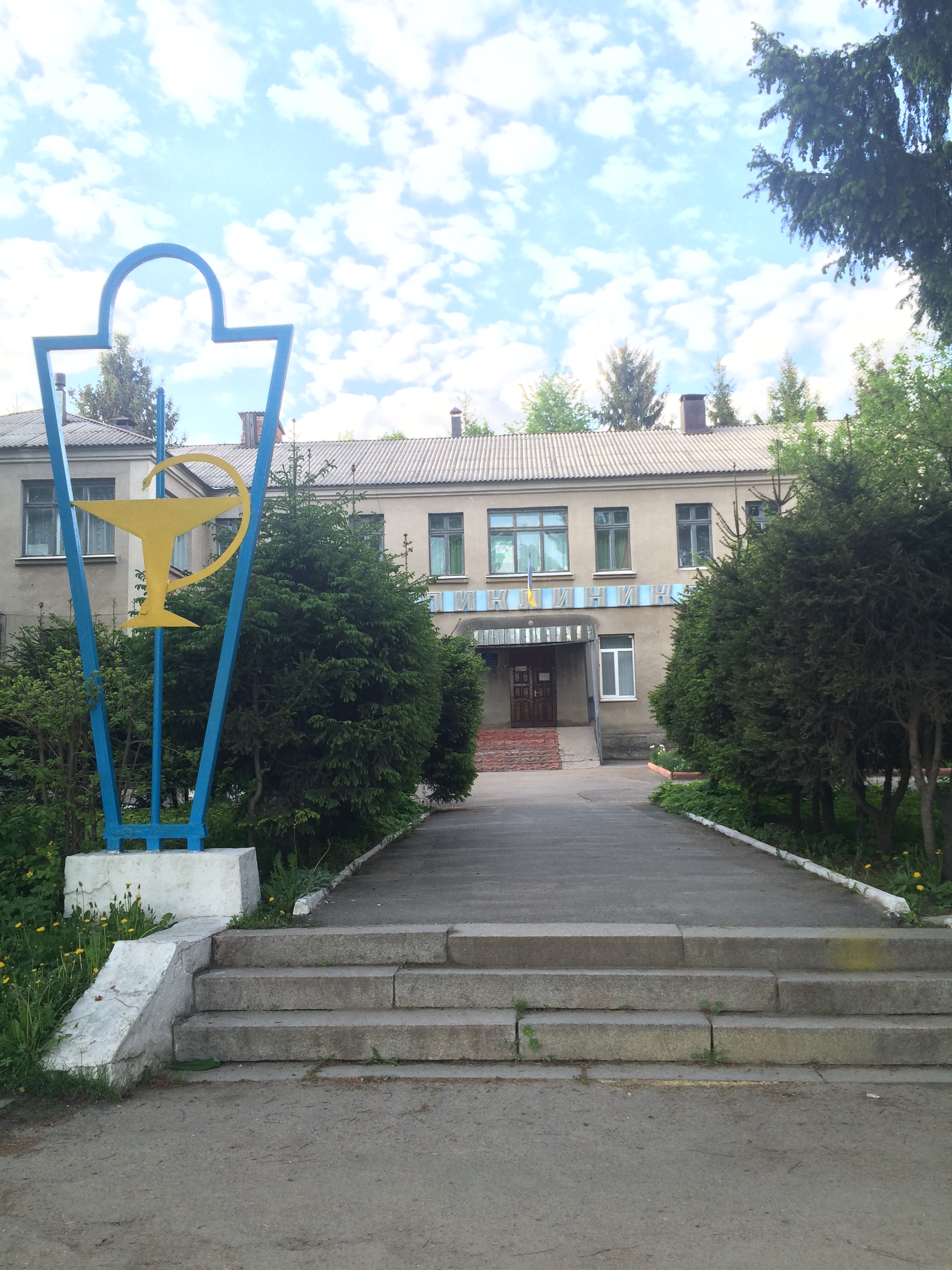
Хмільницьке поліклінічне відділення
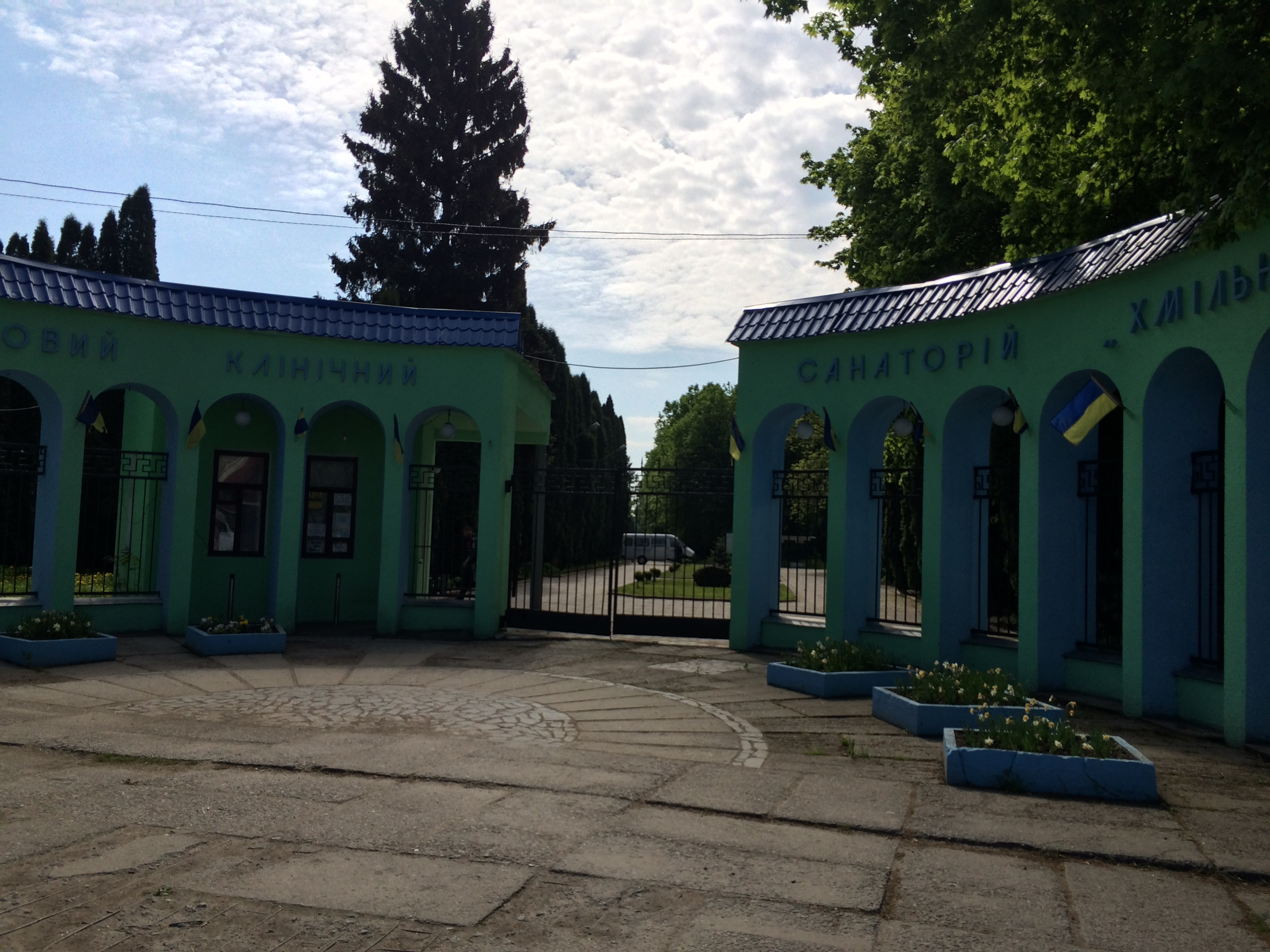
Центральний військовий клінічний санаторій «Хмільник»
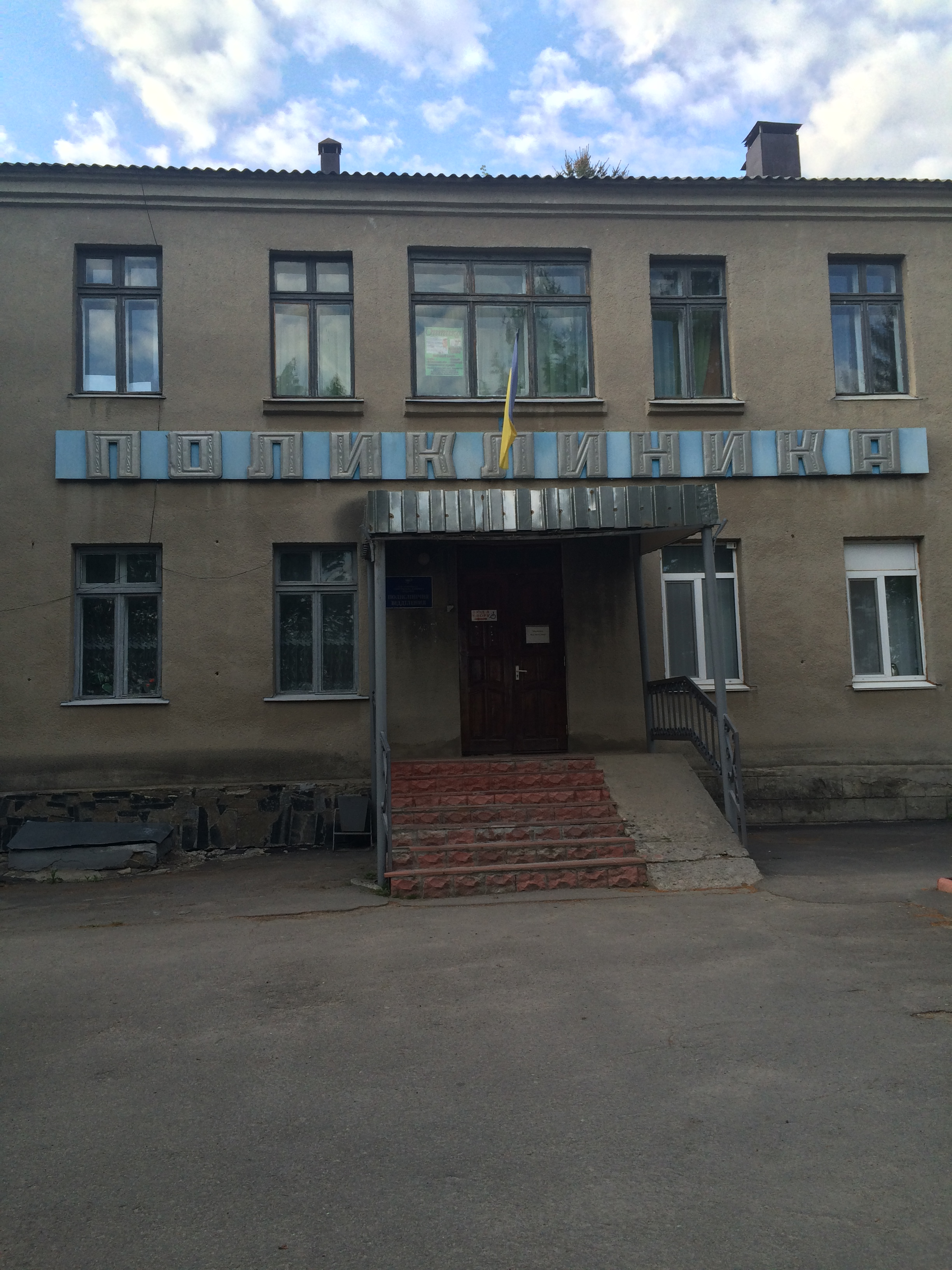
Хмільницьке поліклінічне відділення
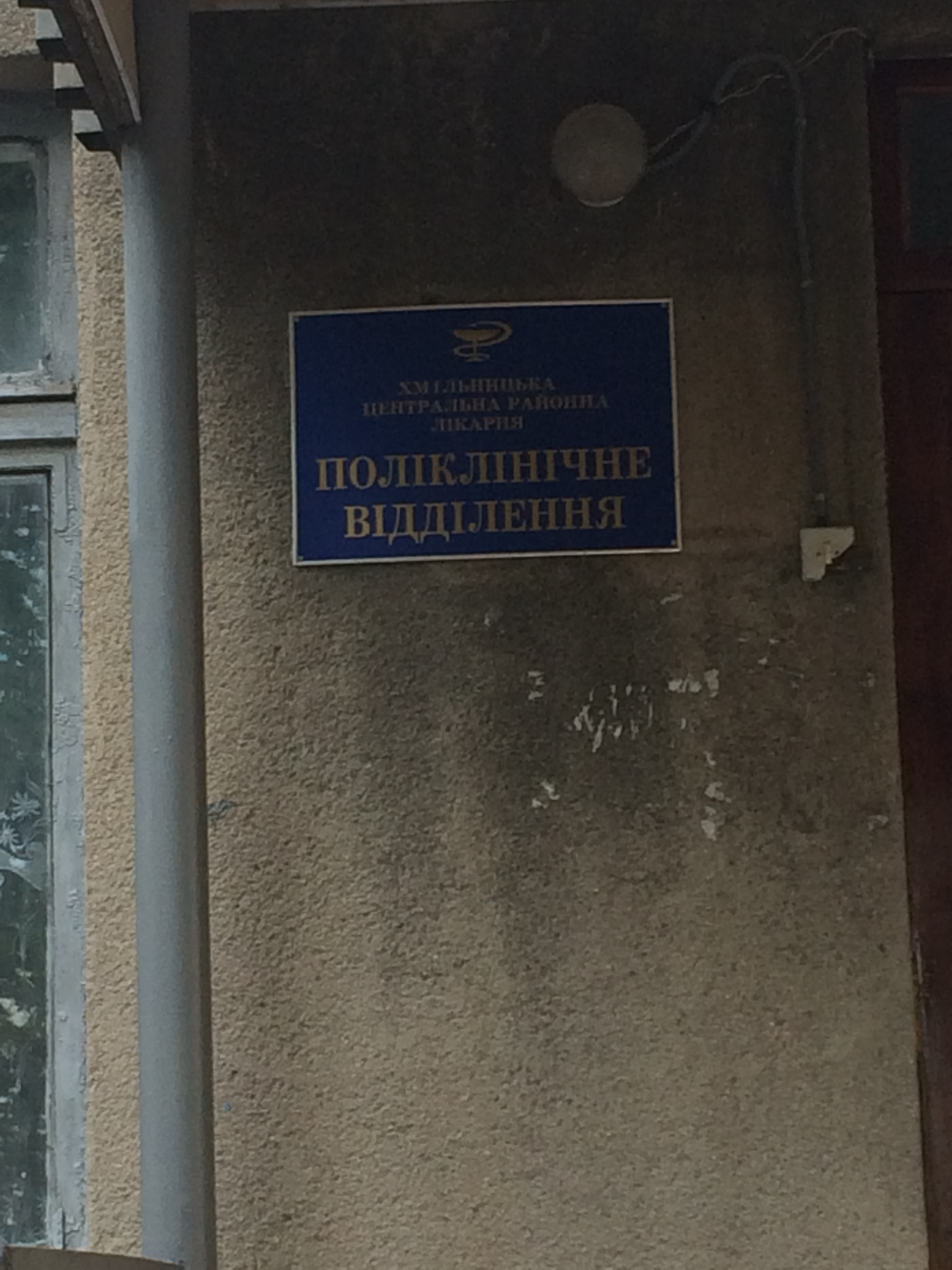
Хмільницька центральна районна лікарня
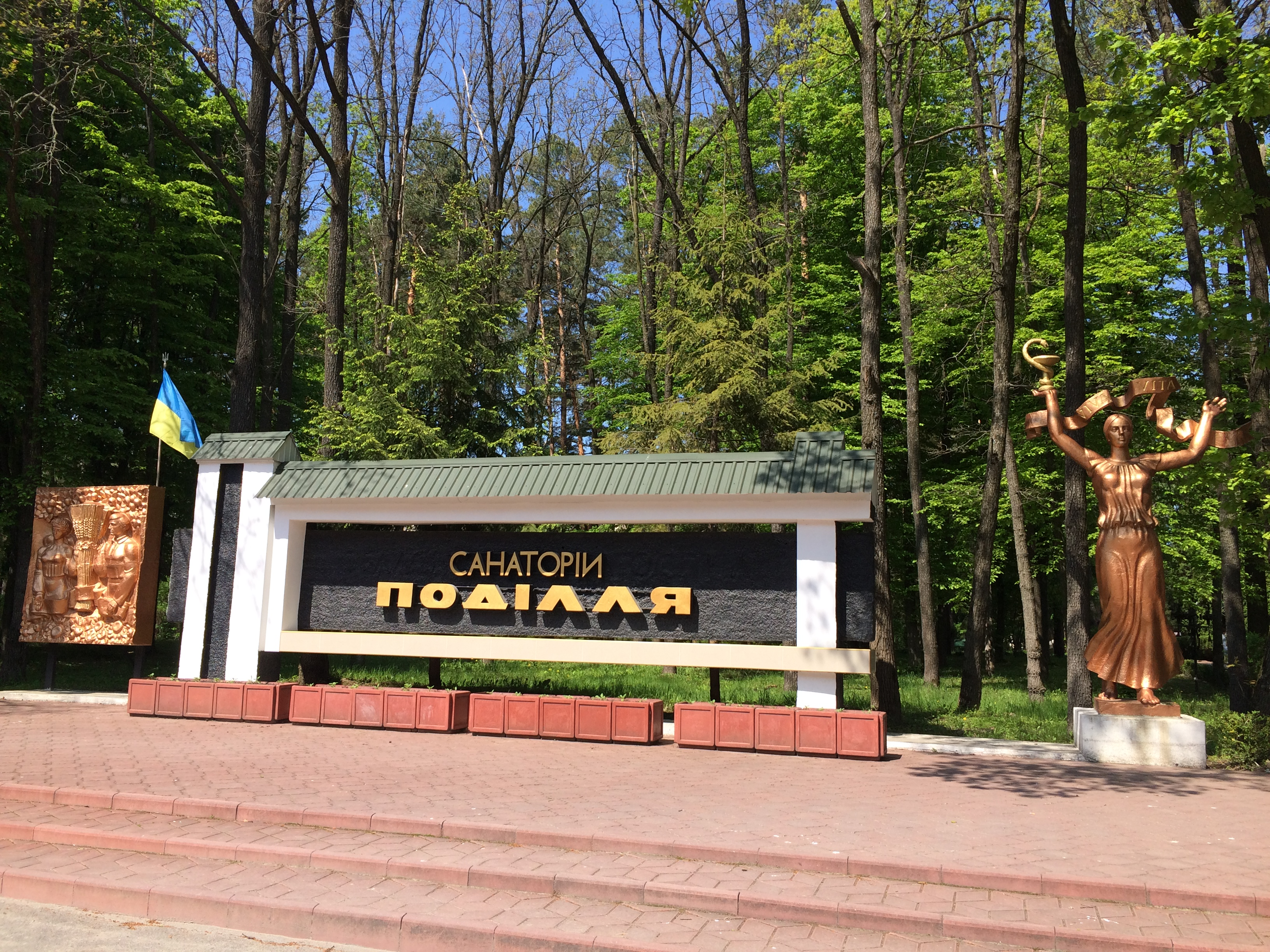
Санаторій «Поділля»

## Промисловість
На території міста знаходиться 5 промислових підприємств. В асортименті продукції, яку виготовляють на підприємствах міста: машини для внесення в ґрунт мінеральних добрив, набори меблів, шафи, ліжка, дивани, крісла, стільці, жіночий одяг, хлібобулочні, кондитерські та ковбасні вироби.

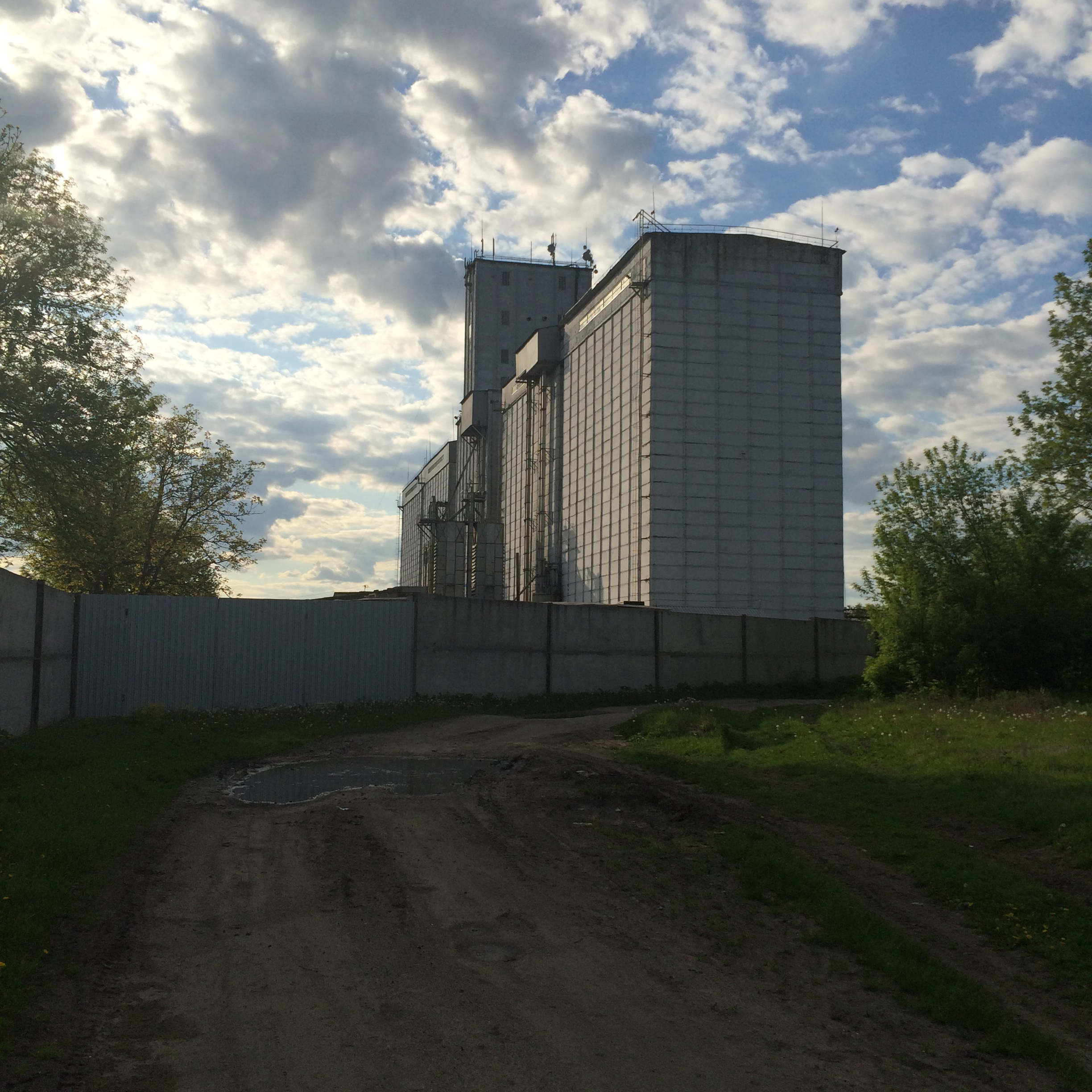
елеватор (зерносховище)
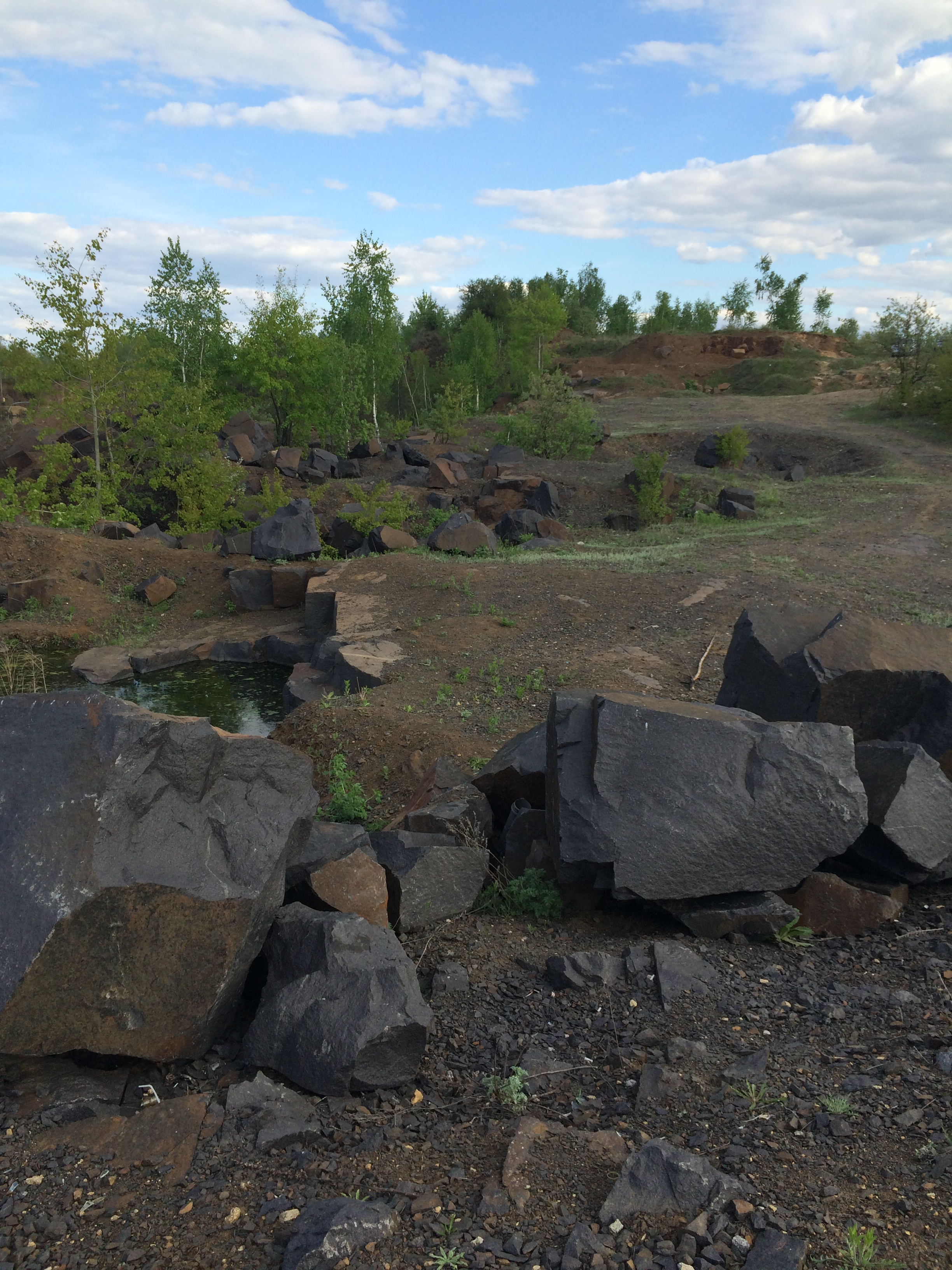
гранітний кар'єр
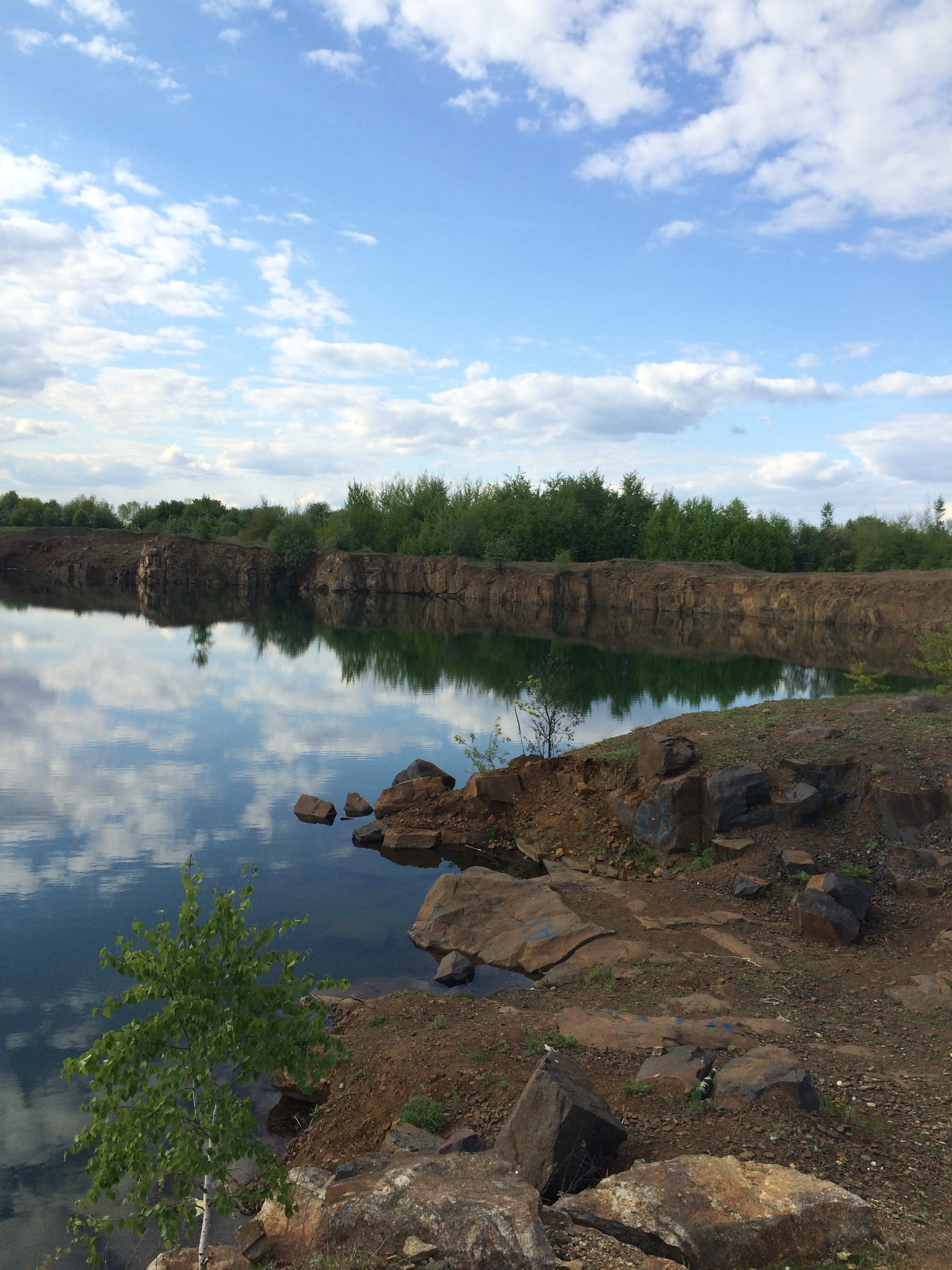
гранітний кар'єр

## Культура
У місті працює Хмільницька районна бібліотека для дорослих.

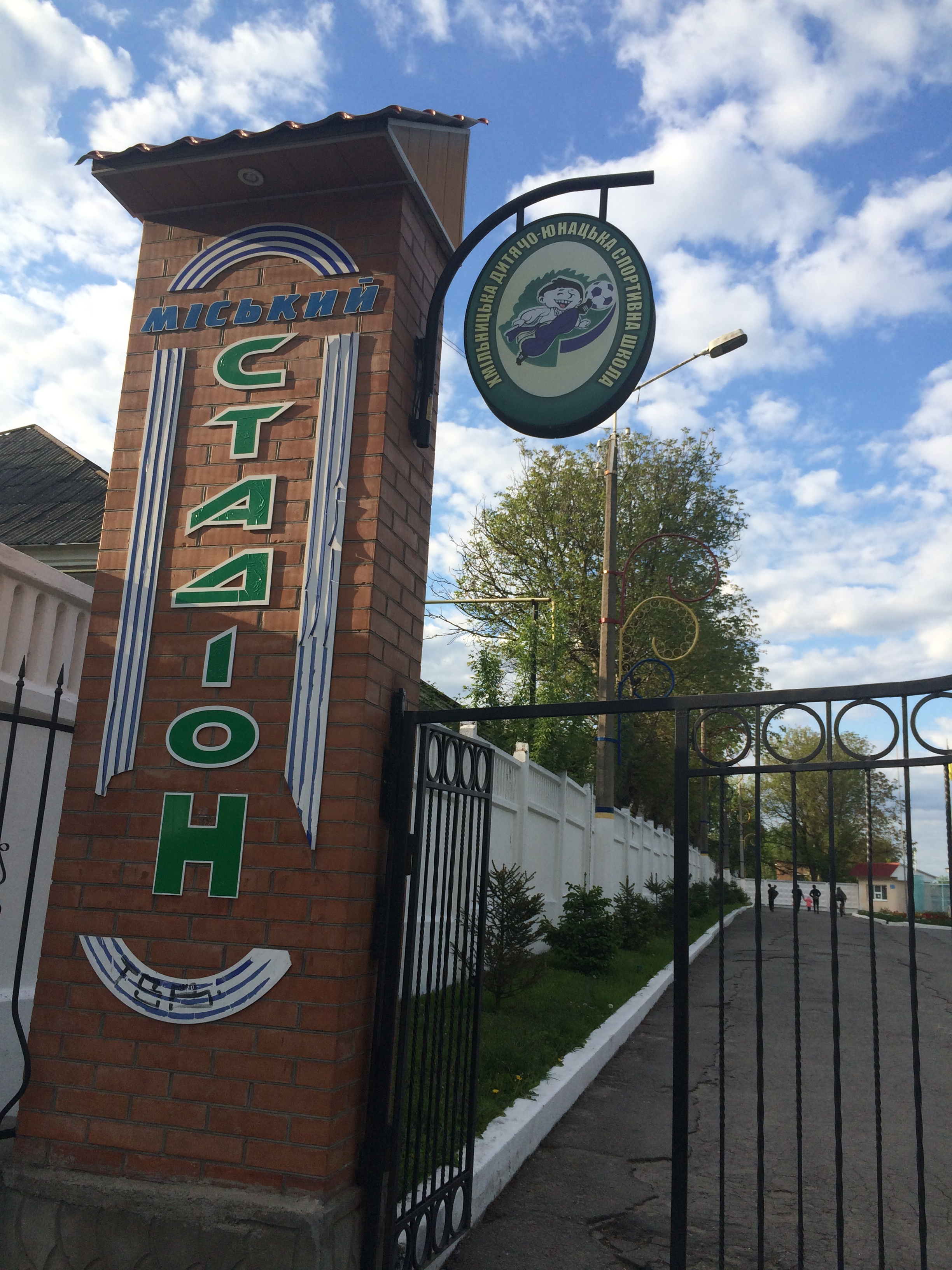
Міський стадіон
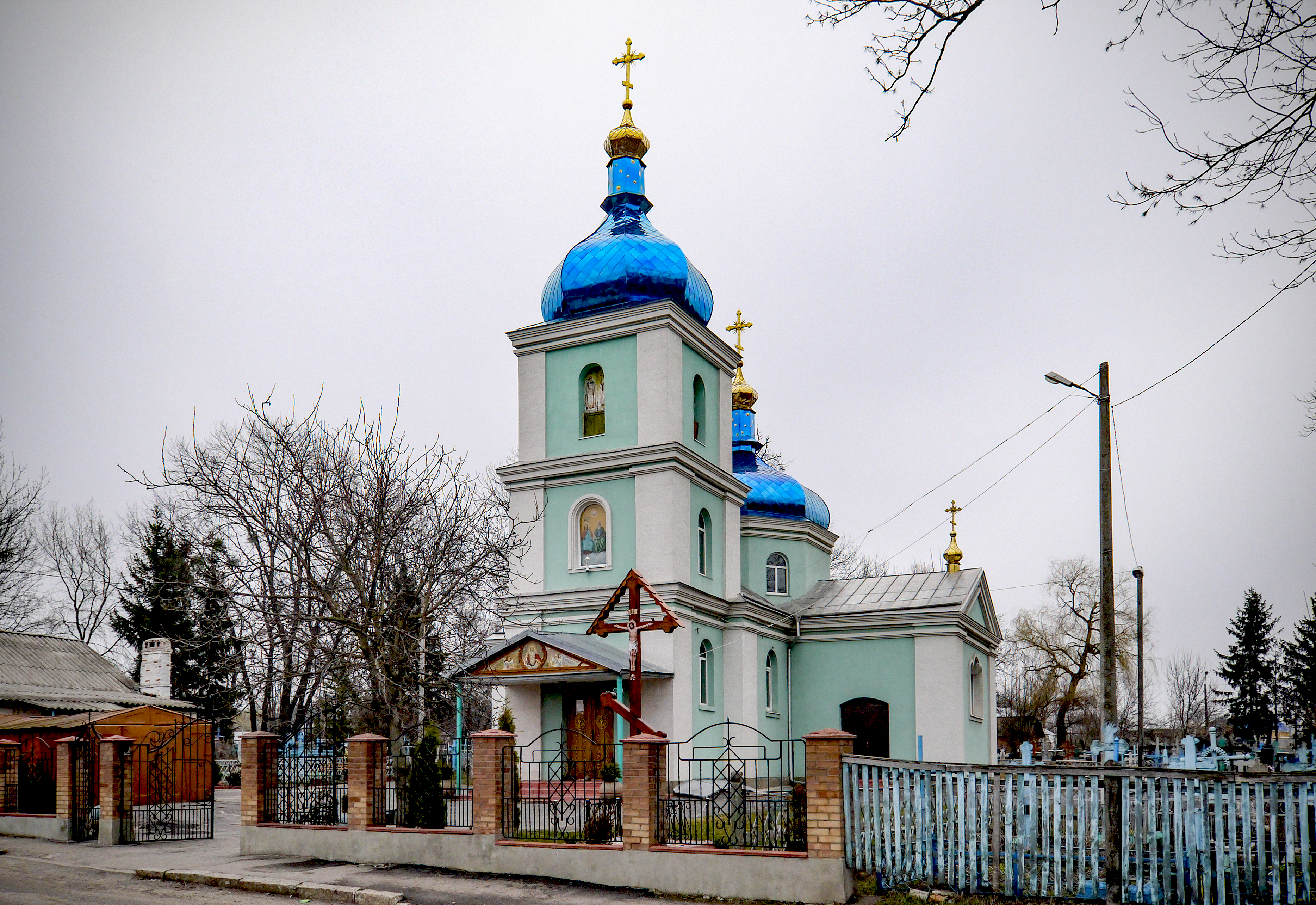
Церква Св. Трійці
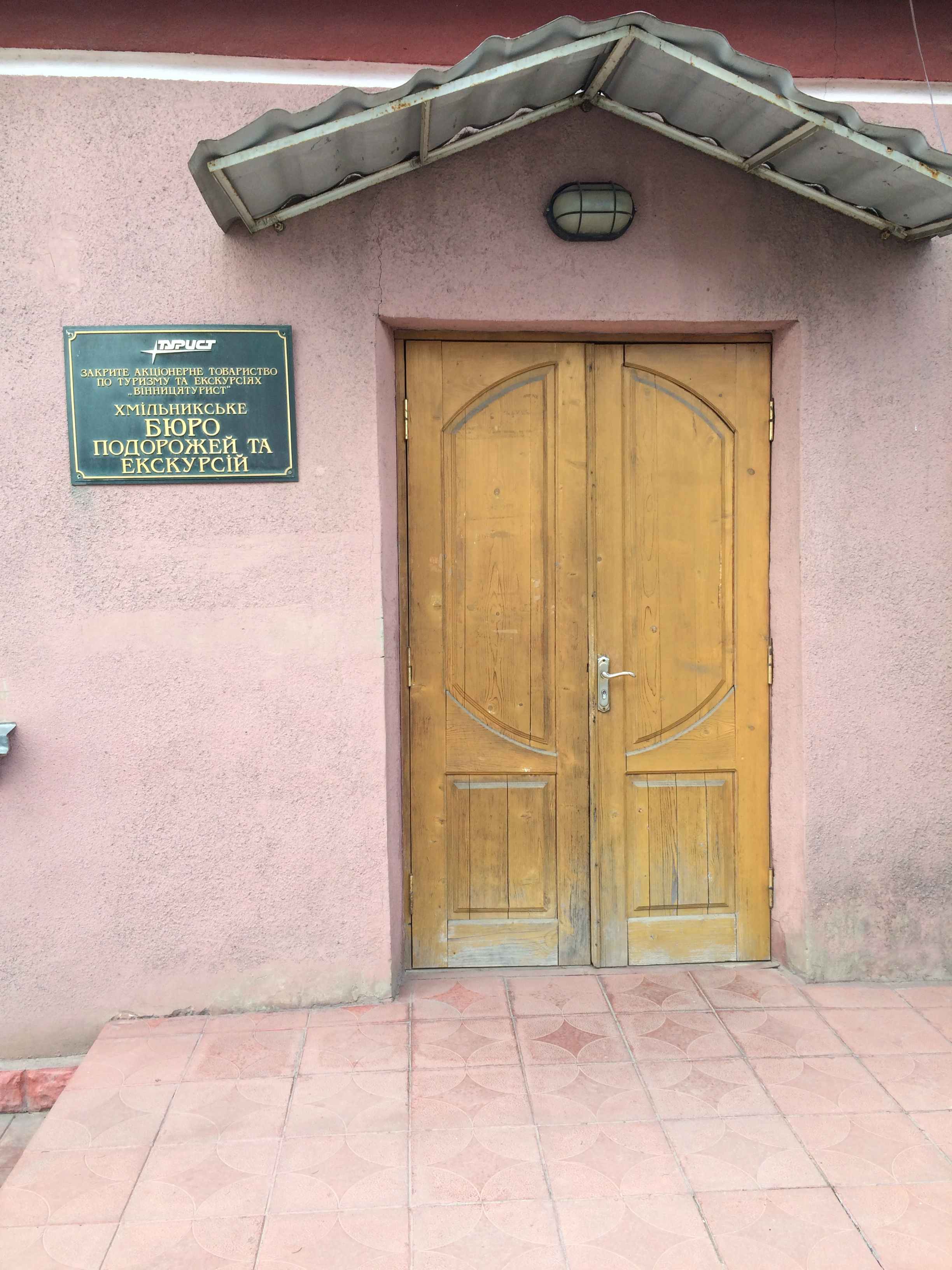
Бюро подорожей та екскурсій
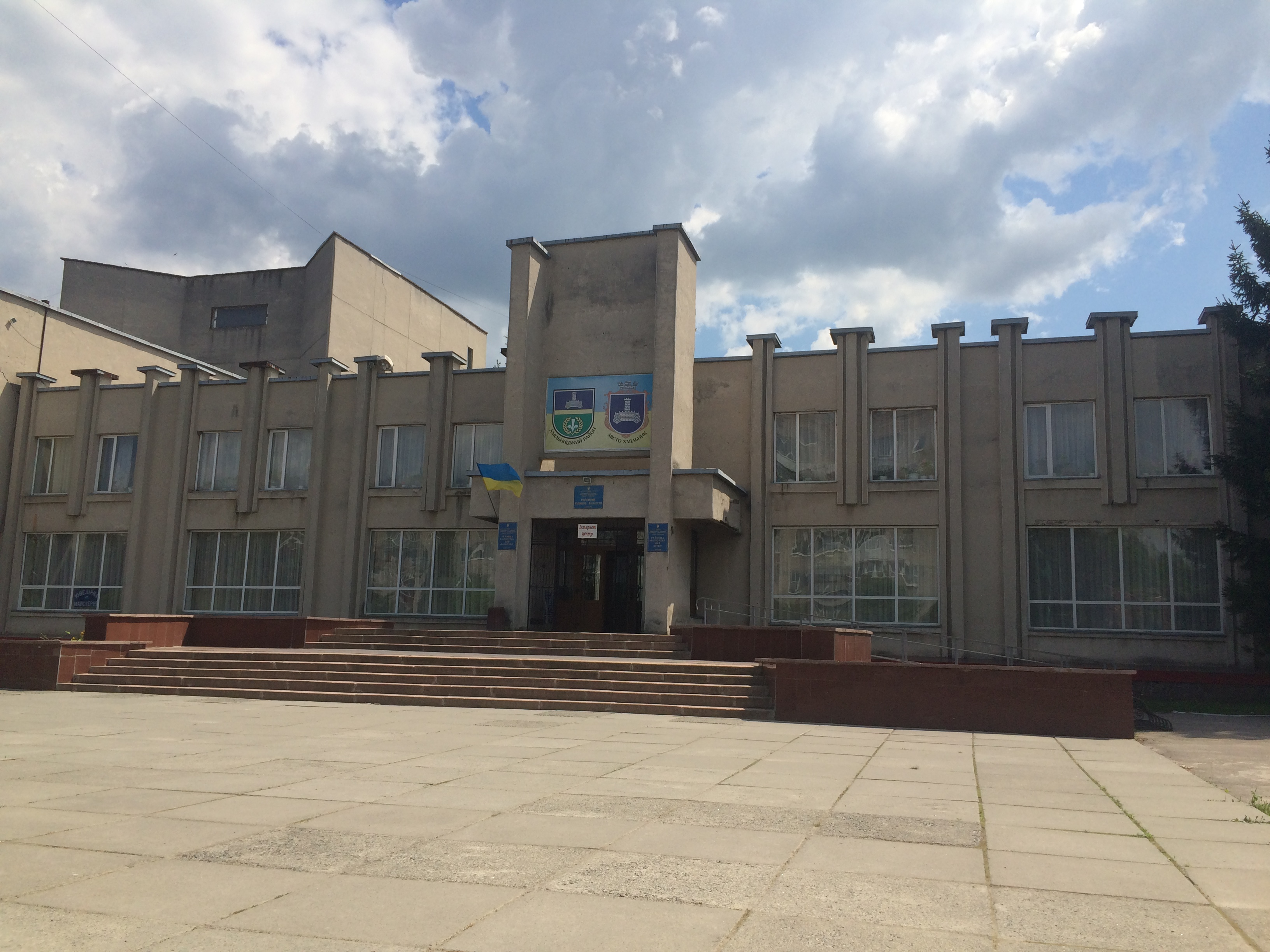
Районний будинок культури

## Громадські організації
| № з/п | Назва організації                                            | Юридична адреса                     | Керівник                    |
| ----- | ------------------------------------------------------------ | ----------------------------------- | --------------------------- |
| 1.    | Хмільницька міська спілка поляків ім. Владислава Реймонта    | м. Хмільник, вул. Сиротюка, 22      | Брильянт Євгенія Валеріївна |
| 2.    | Хмільницька міська рада садівничих товариств масиву «Дачний» | м. Хмільник, вул. Пушкіна, 11       | Бартков Петро Іванович      |
| 3.    | Хмільницька міська єврейська община                          | м. Хмільник, вул. 1-го Травня, 9/48 | Колтонюк Марія Павлівна     |
| 4,    | Хмільницька районна громадська організація «ПРАВО»           | проспект Свободи, 12                | Дорох Віталій Володимирович |

## Освіта
У місті функціонує гімназія, 4 загальноосвітні школи та 3 дитячі дошкільні установи.
Діють також школа естетичного виховання, дитячо-юнацька спортивна школа, центр дитячої та юнацької творчості, дитяча та дорослі бібліотеки.
В місті є 1 стадіон, 2 футбольних поля, 11 спортивних залів, 37 спортивних майданчиків та 12 майданчиків із тренажерним обладнанням.
Професійну підготовку в місті здійснюють:
- ДПТНЗ «Хмільницький аграрний центр професійно-технічної освіти» готує фахівців за такими професіями: «Бухгалтер», «Кухар, кондитер», «Перукар, манікюрниця», «Муляр, штукатур, лицювальник-плиточник», «Столяр будівельний», «Тракторист-машиніст с/г виробництва, водій».
- ДНЗ «Професійний Ліцей Сфери Послуг», який готує фахівців для підприємств швейної промисловості (швачка, столяр, кухар-офіціант, бухгалтер, муляр-плиточник, лицювальник та інші).

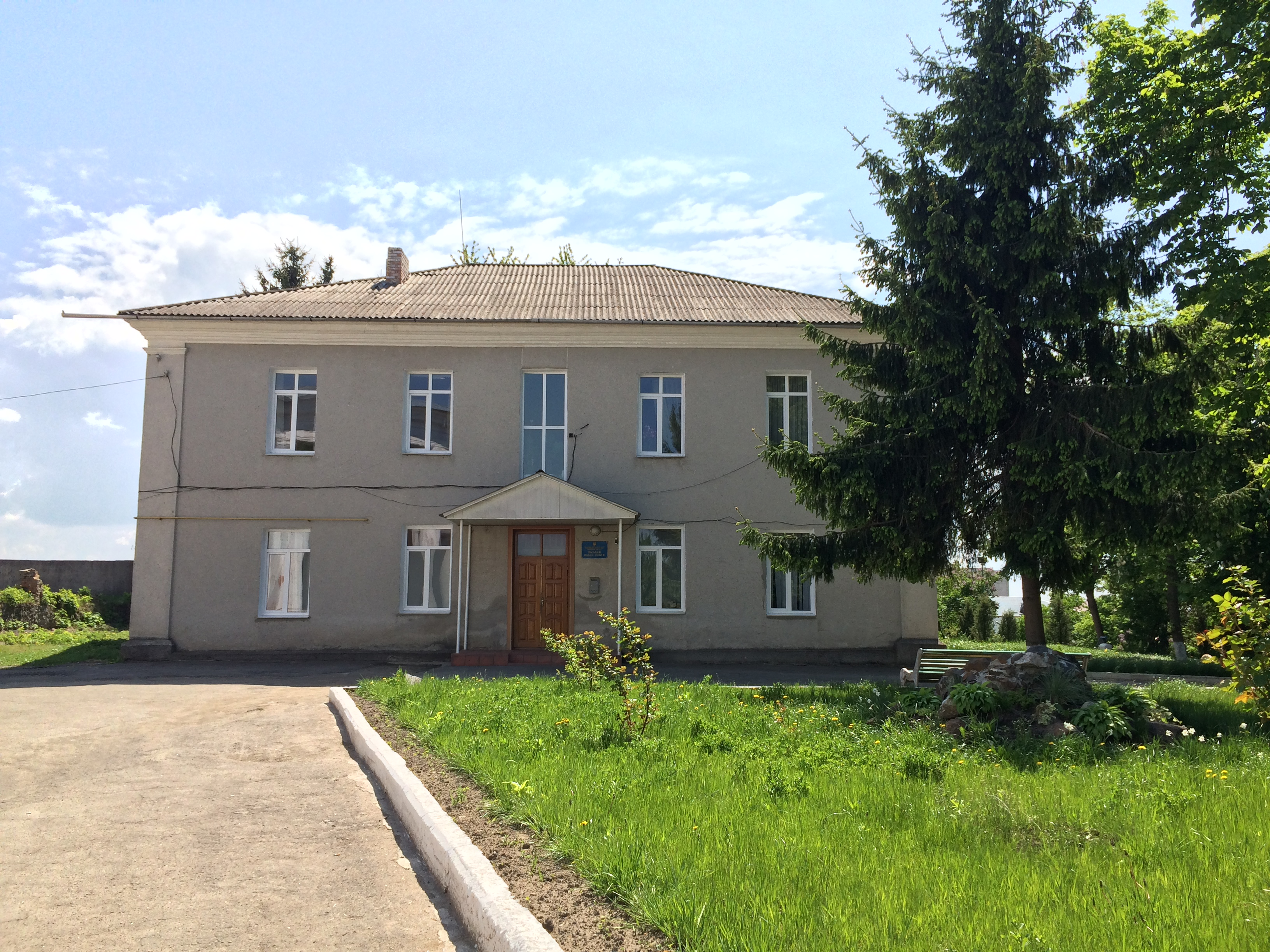
міський відділ освіти
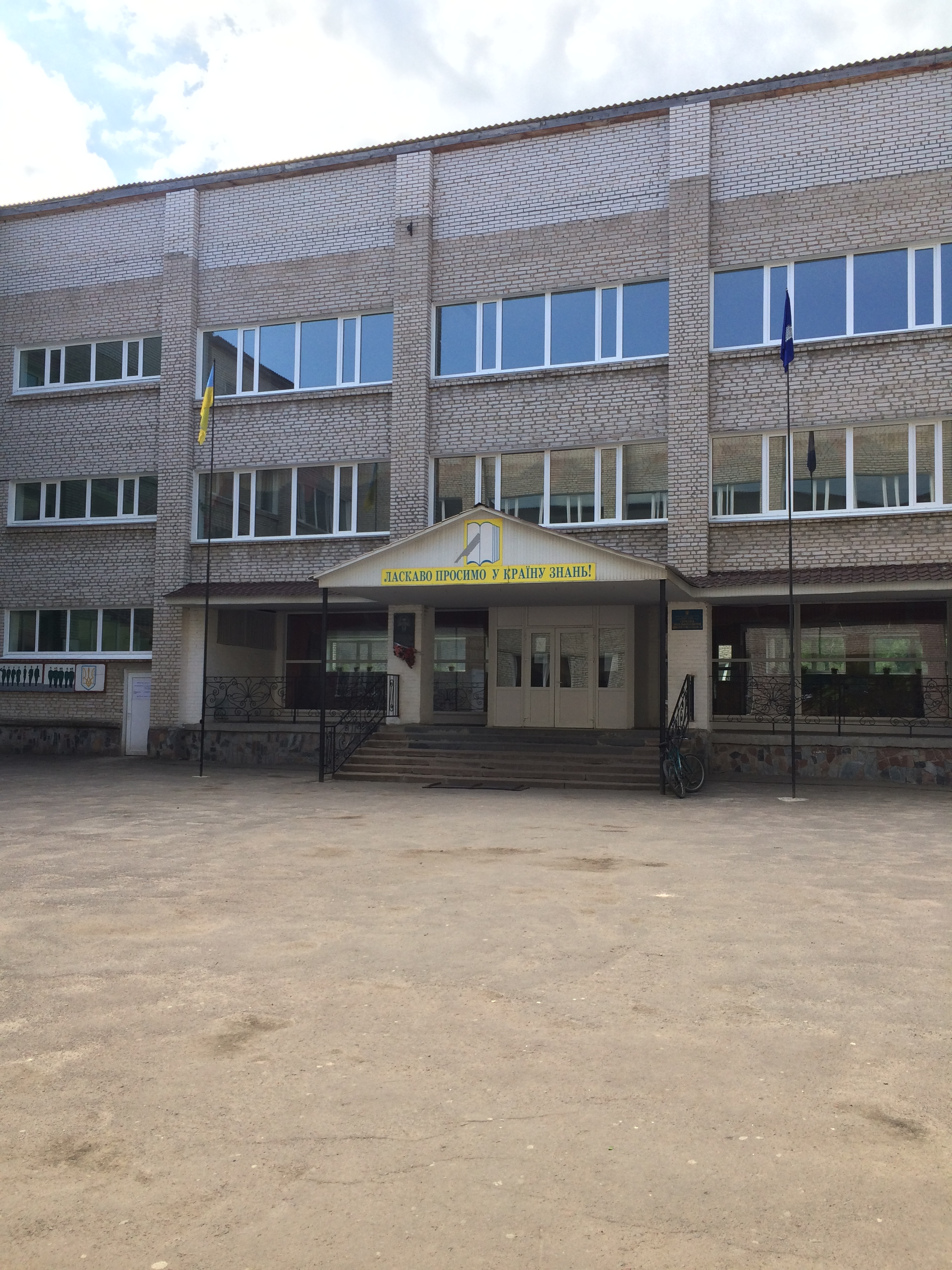
загальноосвітня школа №4
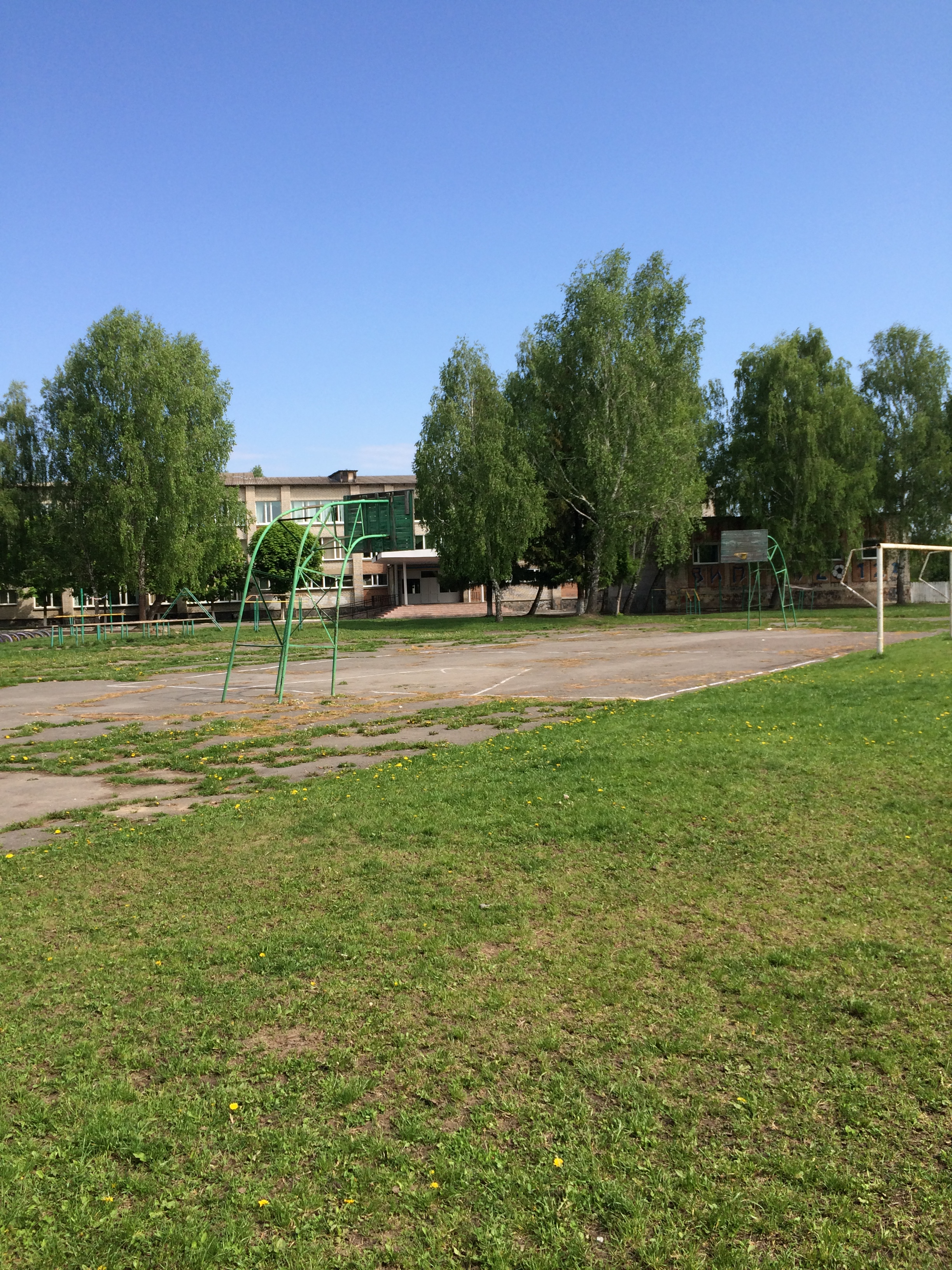
стадіон загальноосвітньої школи №4
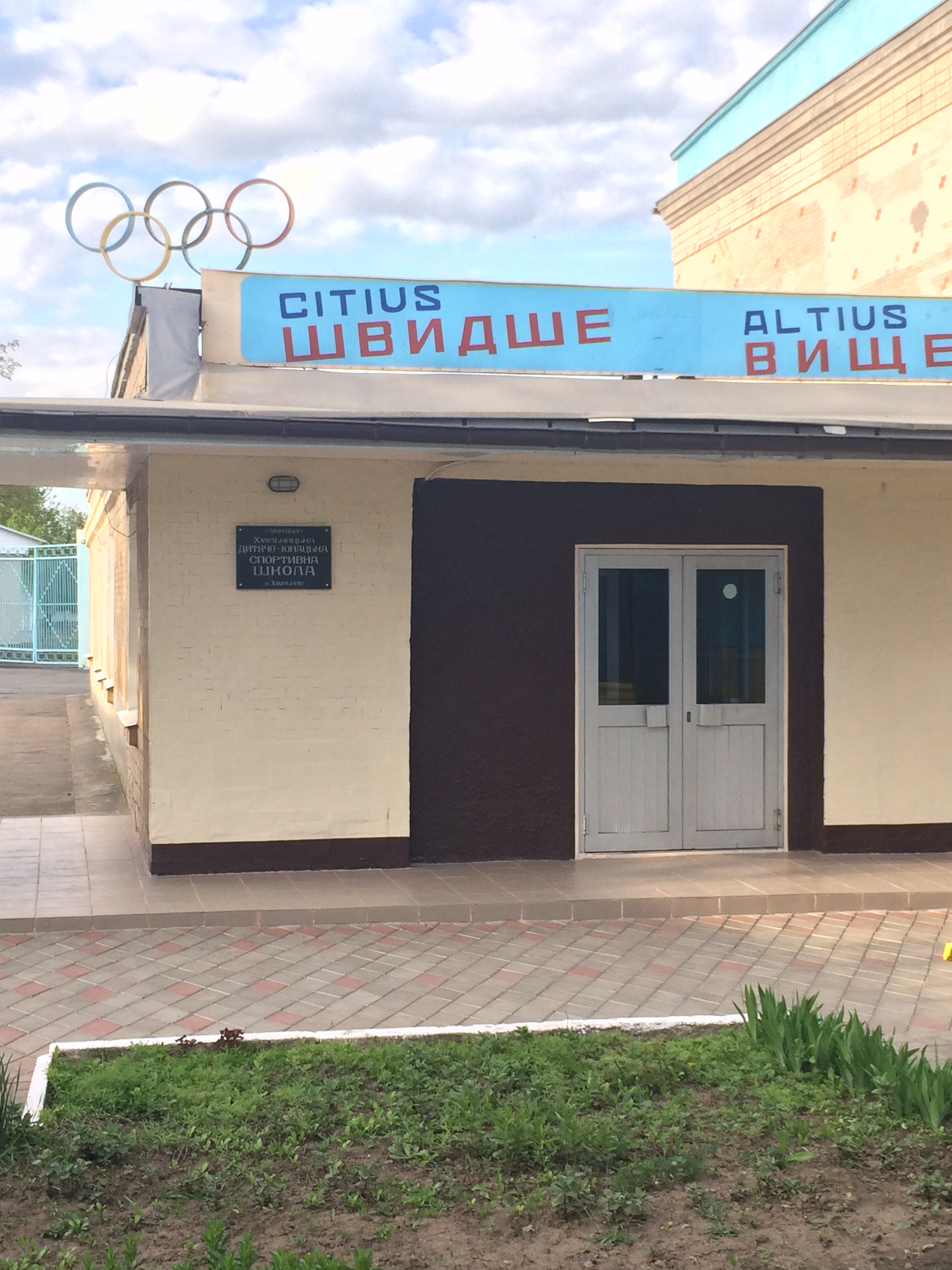
дитячо-юнацька спортивна школа
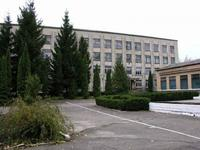
Хмільницький аграрний центр професійно-технічної освіти

## Вулиці
Детальніше Вулиці Хмільника

## Пам'ятки

### Костел Пресвятої Трійці

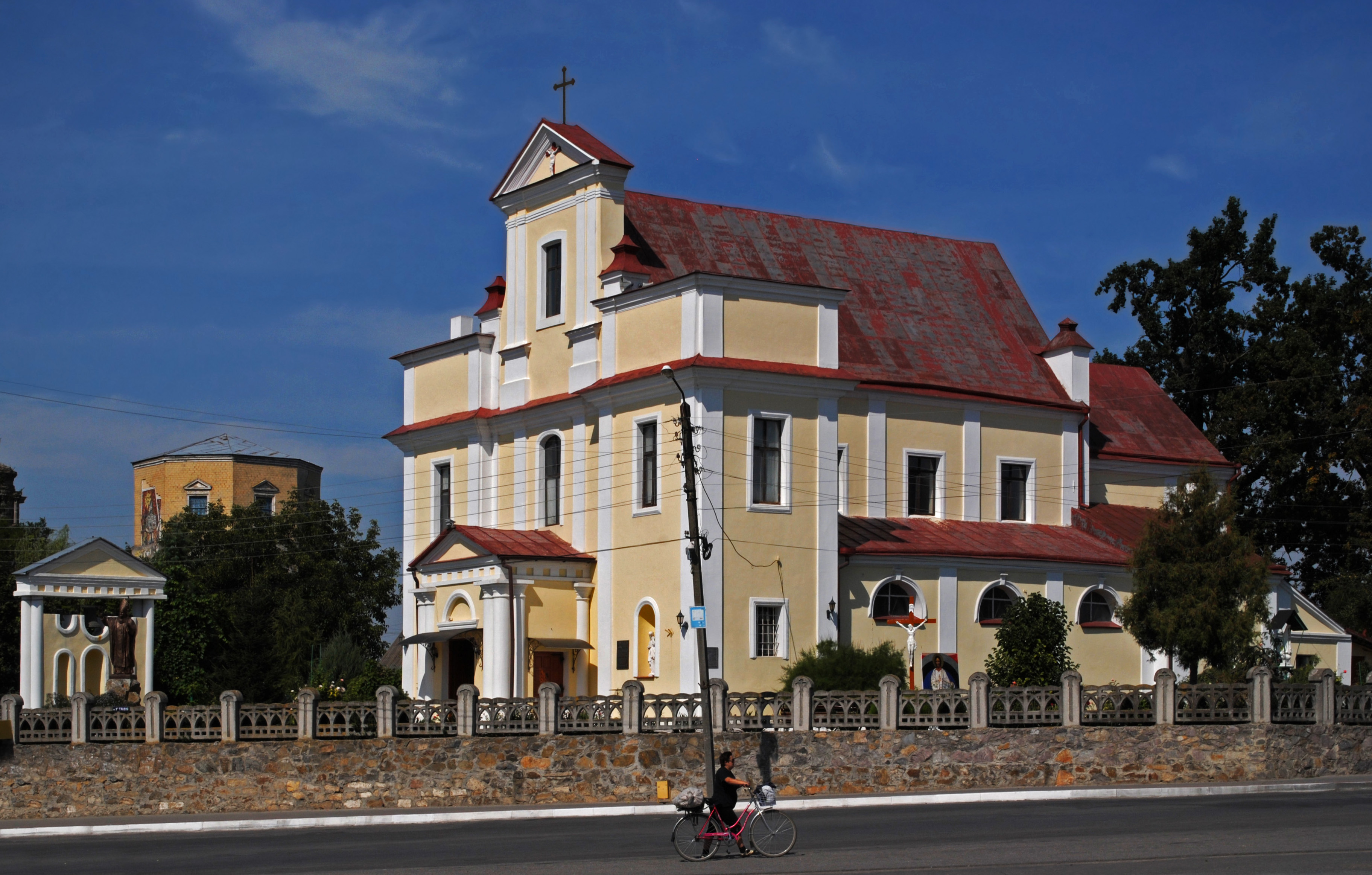
Костел вигляд по центру

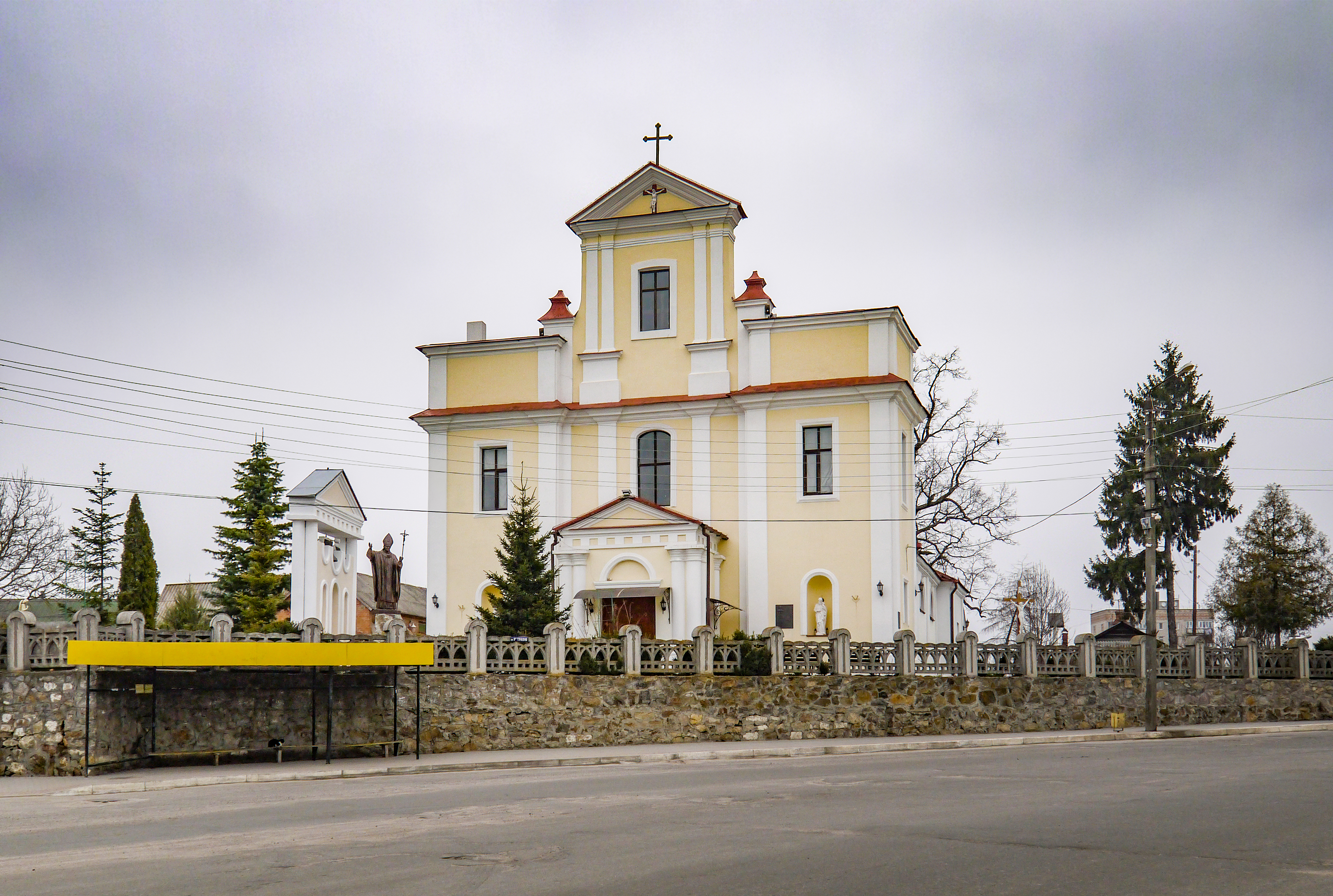
Костел Пресв'ятої Трійці

Щодня у Хмільнику щогодини лунає дзвін курантів, який нагадує гостям і мешканцям міста про плинність часу. Дзвін лунає з костелу Пресвятої Трійці, який розташований у центрі міста  — історичній частині Хмільника.
Костел збудований 1603 р. За часів господарювання турків і татар на Поділлі (1672—1699 роки) зазнавав руйнувань. На початку XVIII ст. костел відремонтували, розширили, 1728 року переосвятили.
У XIX — XX ст. проводились роботи з реставрації та добудові релігійної святині.
У плані храм — чотиристовпна базиліка у стилі тосканського бароко. Бокові нави перекриті хрестовими зводами, а головна нава — півциркулярними з розпалубками.
У 1930-1940-х роках костел двічі закривала комуністична влада. На місці, де був головний вівтар, влаштували кузню.
У 1970-х роках головний вхід на подвір'я костелу перенесено у зв'язку з розширенням дороги у центрі міста. Тепер вхідна брама розташована з іншої сторони.

### Вежа замку

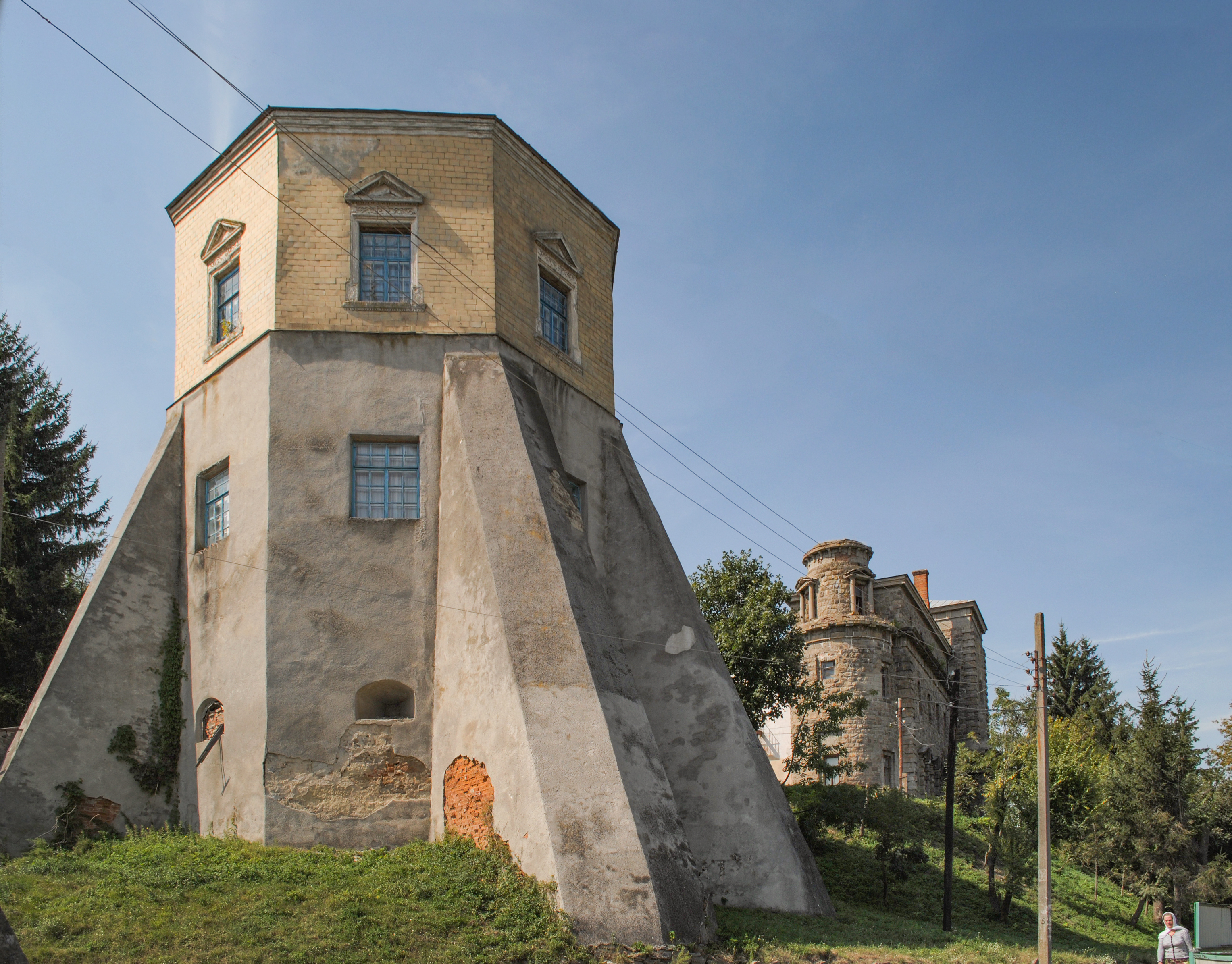
Вежа замку

У центрі міста над річкою Південний Буг височіє восьмигранна споруда з бійницями і контрфорсами— вежа замку (одна з кількох кутових веж, яка вціліла).
Хмільницький замок, найімовірніше, був збудований за правління литовських князів, приблизно на початку другої половини XIV століття. За наказом польського короля 1534 року було проведено роботи з відбудови та зміцнення замку, який служив для захисту від численних набігів татар, котрі здійснювали свої набіги на землі Поділля так званим «Чорним шляхом», що пролягає неподалік від міста. Вежа розміщена на насипному пагорбі, де колись був замок, обнесений кам'яною стіною і ще кількома вежами. Канал, викопаний між річкою Південний Буг і її притокою річкою Пастуша, надав укріпленням замку острівного стано́вища.
У період Визвольної війни (1648—1657 рр.) замок був частково зруйнований. У 1672—1699 рр. Хмільником володіли турки. Вони укріпили оборонні споруди, прокопали підземні ходи, а у вежі, яка збереглася до наших днів, влаштували мечеть.
У XVIII  ст. замок втратив оборонне значення і поступово зазнав руйнувань. Вцілілу вежу неодноразово реконструювали. В ХІХ — ХХ століттях у вежі функціонувала православна церква. У першій половині XX ст. вежу використовували під різні майстерні та комори, а в 1983 році, після чергової реставрації та добудови, у приміщенні нижнього двоярусного поверху вежі відкрили ресторан «Стара фортеця».
З листопада 1976 р. на двох верхніх поверхах вежі відкрили історичний музей на громадських засадах. Експонати для музею збирала ініціативна група у 1960—1976 рр. Сьогодні в історичному музеї налічується близько трьох тисяч експонатів основного фонду і стільки ж — допоміжного, які розподілені на відділи від палеоліту до наших днів. Тут представлені колекції кам'яних знарядь праці, етнографічні експонати, унікальні документи і фото. Музей щороку приймає 2 — 2,5 тис. відвідувачів, проводить екскурсії і масові заходи, публікує краєзнавчі статті у пресі, поповнює фонди новими експонатами.

### Палац Ксідо
Поруч з вежею замку височіє цікава і, на перший погляд, давня будівля. Це — палац російського дворянина грецького походження Константіна Ксідо.
На початку XX ст. за проєктом відомого архітектора Івана Фоміна у Хмільнику розпочали будівництво великого палацово-паркового комплексу, але цей проєкт не був реалізований до кінця. Палац будувався з 1911 по 1915 роки, однак завершений не був. До комплексу сьогодні входить палац і арковий псевдо-венеційський міст через річку Південний Буг.
Палац — яскравий приклад архітектури неокласицизму. Будівля двоповерхова, прямокутної конфігурації, без тилової сторони (з двома фасадами), з баштами на головному фасаді і торцях. Внутрішній план будинку трохи змінений. Головний фасад із шестиколонним портиком. Парковий фасад — фортифікаційного стилю, облицьований каменем. На даху височіла купольна ротонда, яка під час Другої світової війни була знищена Червоною Армією.
К. Ксідо не жив в палаці. 1915 р. будівництво зупинили через початок першої світової війни, участь в якій, як офіцер, приймав К. Ксідо. Подальші події в Російській Імперії змусили К. Ксідо емігрувати. Існує легенда, що К. Ксідо відвідував палац в 1942 або в 1943 році, на кілька днів приїхавши до Хмільника із Чехії.
З 1920-го по 1964-й рр. у будівлі були агрономічна і електротехнічна школи, управління НКВС, комори, млин, різні установи. З 1964 р. — готель. Сьогодні будівля палацу перебуває в аварійному стані і потребує капітального ремонту.

### Інші пам'ятки
Крім зазначених вище, у Хмільнику збереглись і такі пам'ятки:
- 4 православні церкви, побудовані в період 1801–1910 рр.
- пішохідний арочний кам'яний міст через р. Південний Буг за проєктом А. І. Фоміна (1915).

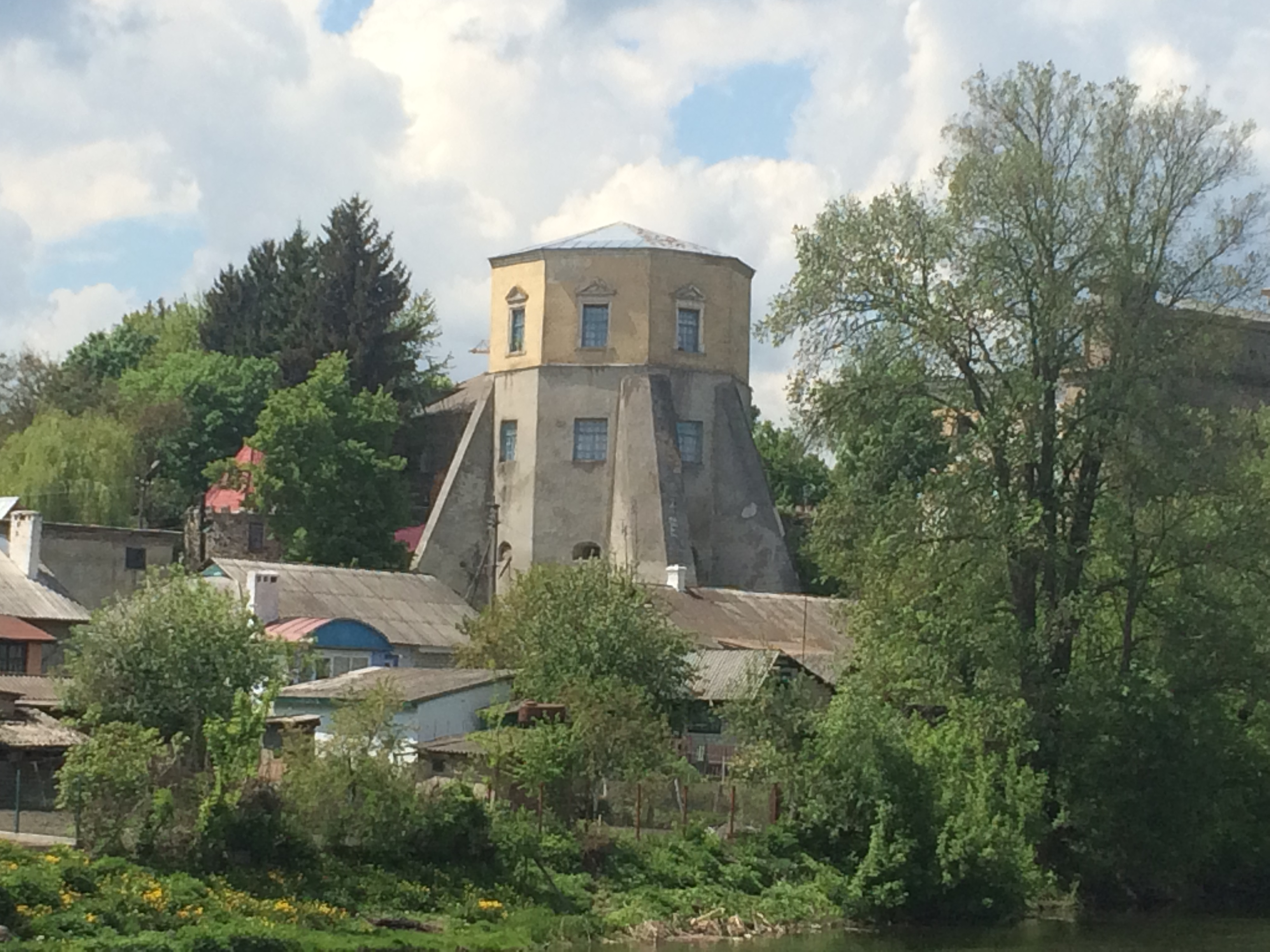
вежа-фортеця часів численних набігів татар
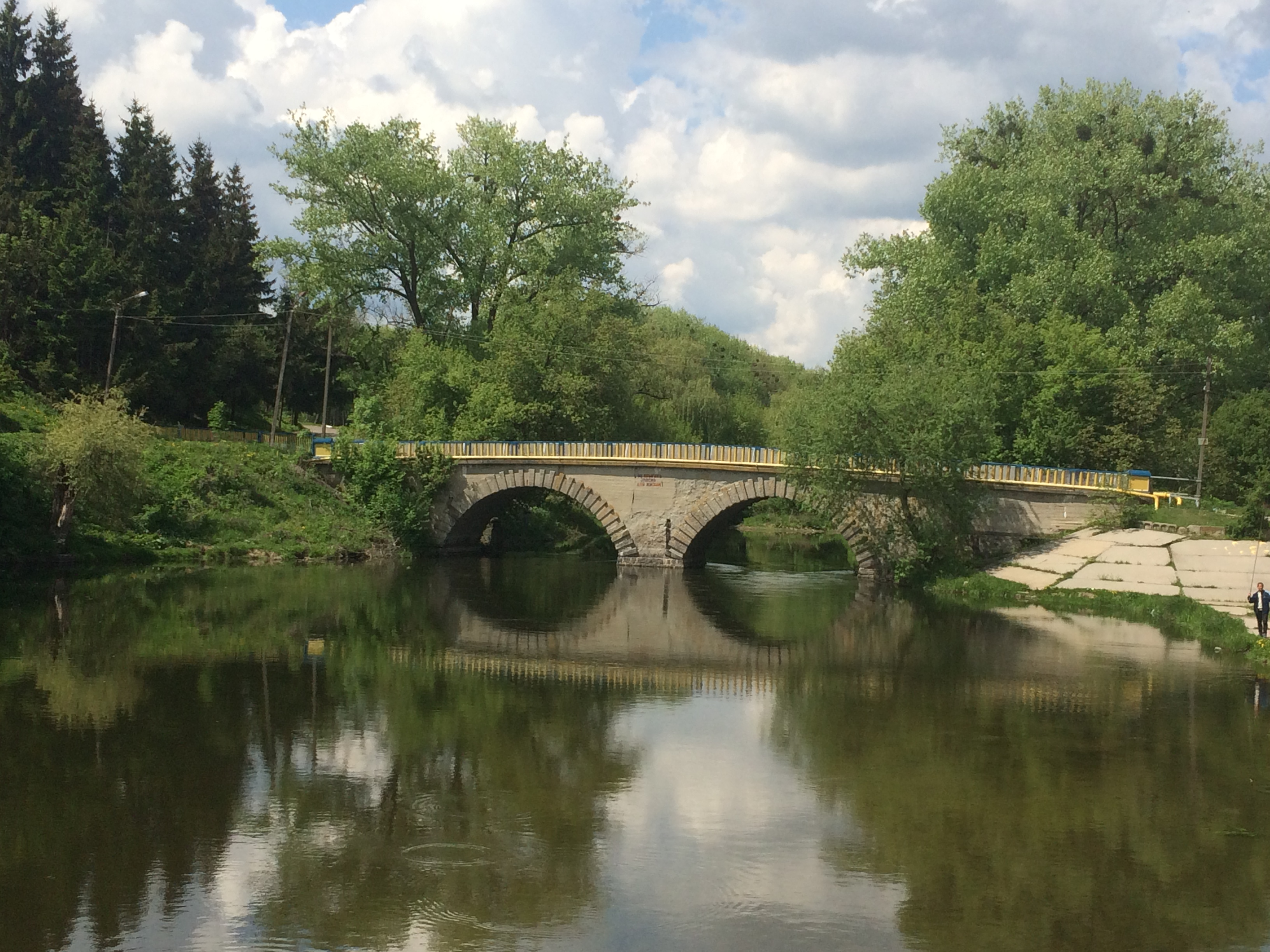
Міст у венеційському стилі
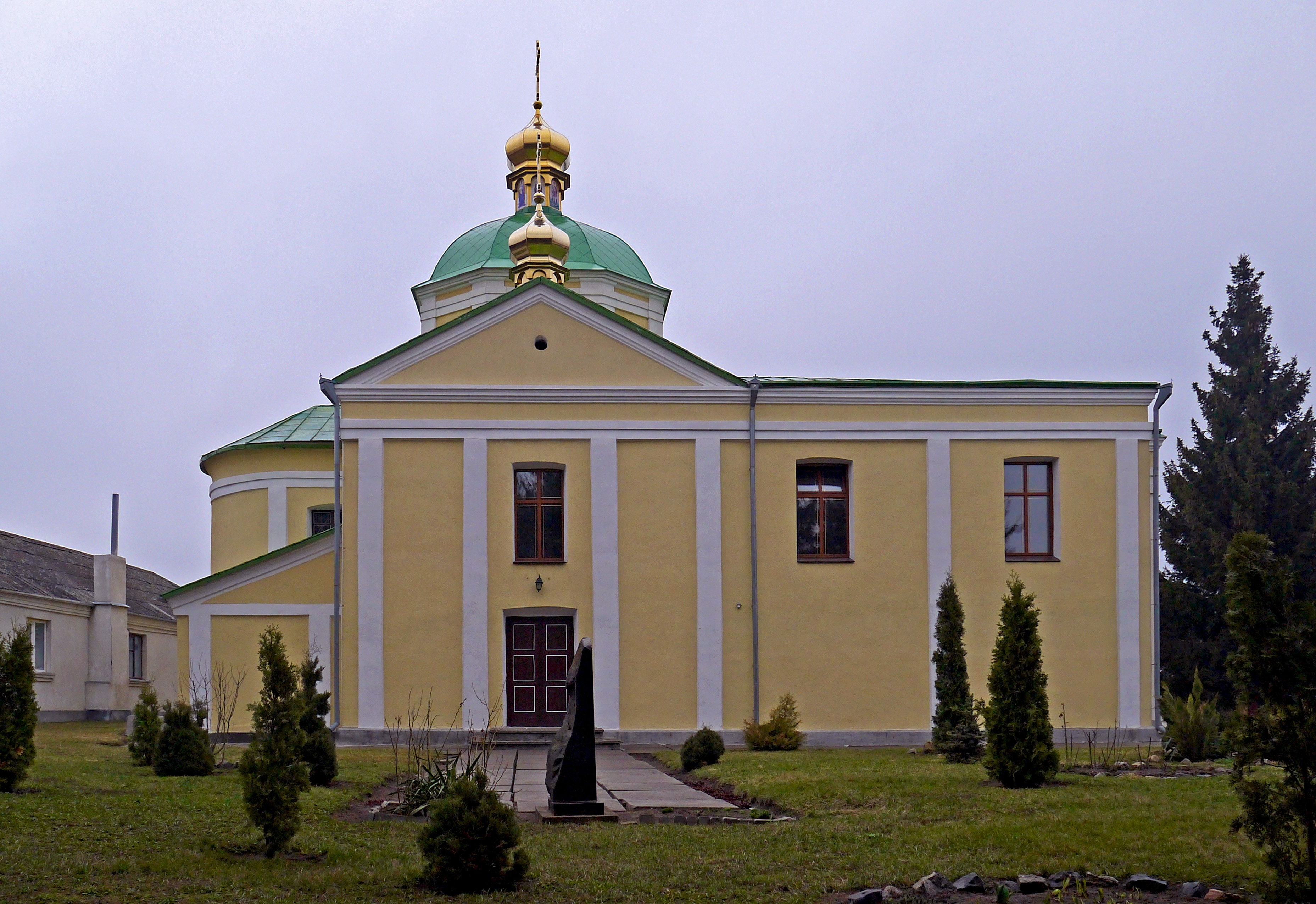
Церква Різдва-Богородиці
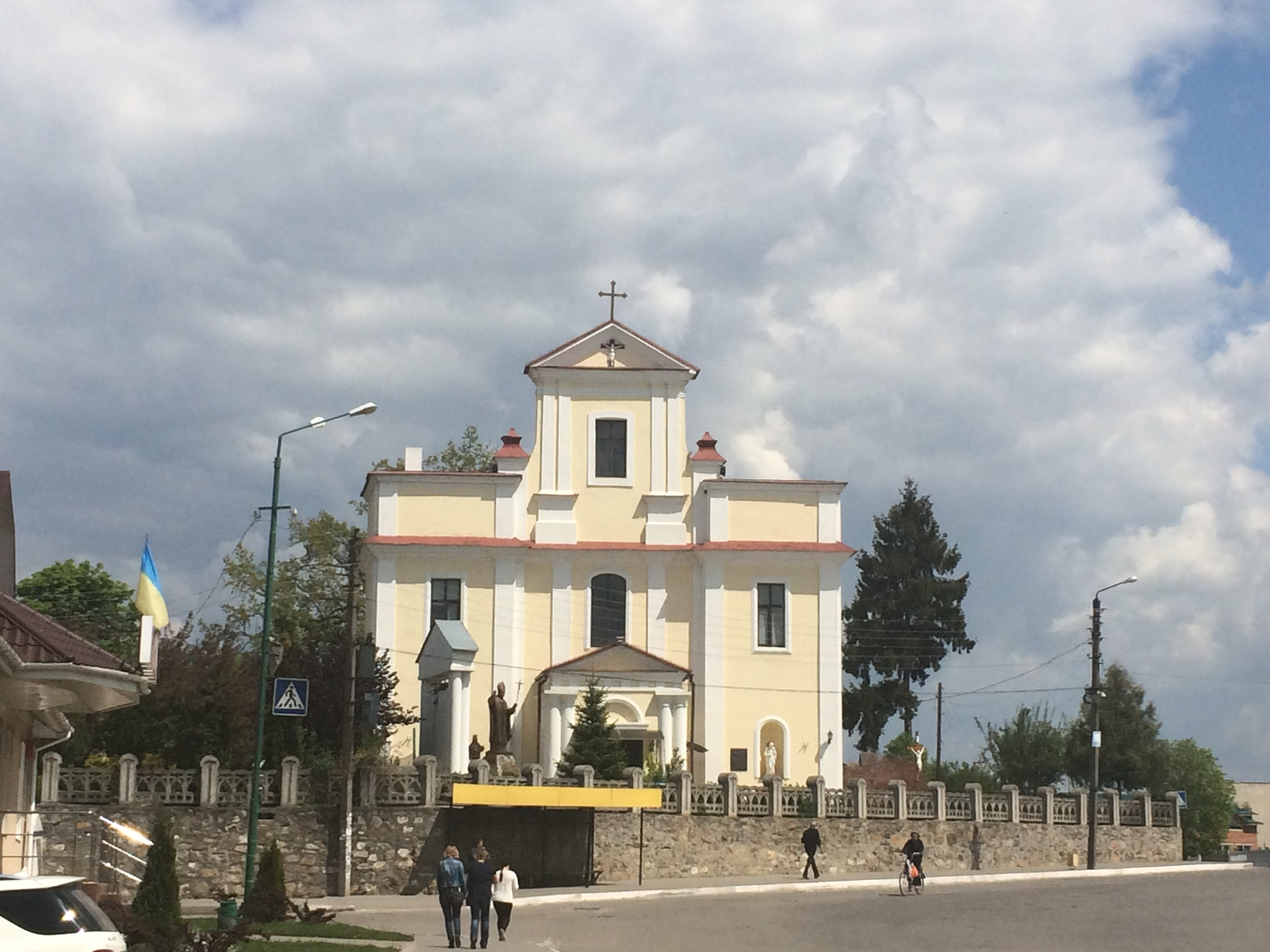
Католицький храм
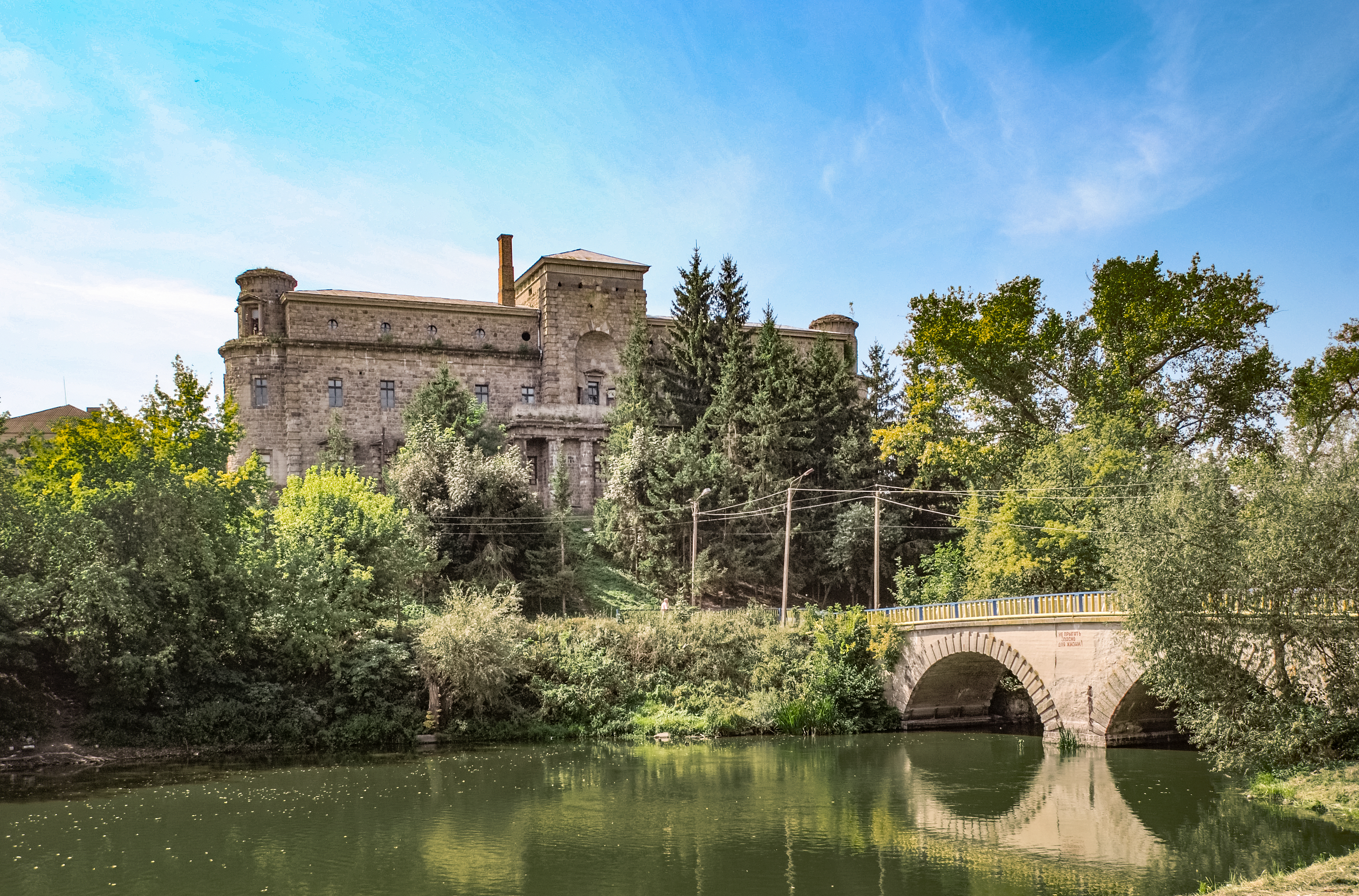
Міст у венеційському стилі та палац Ксідо
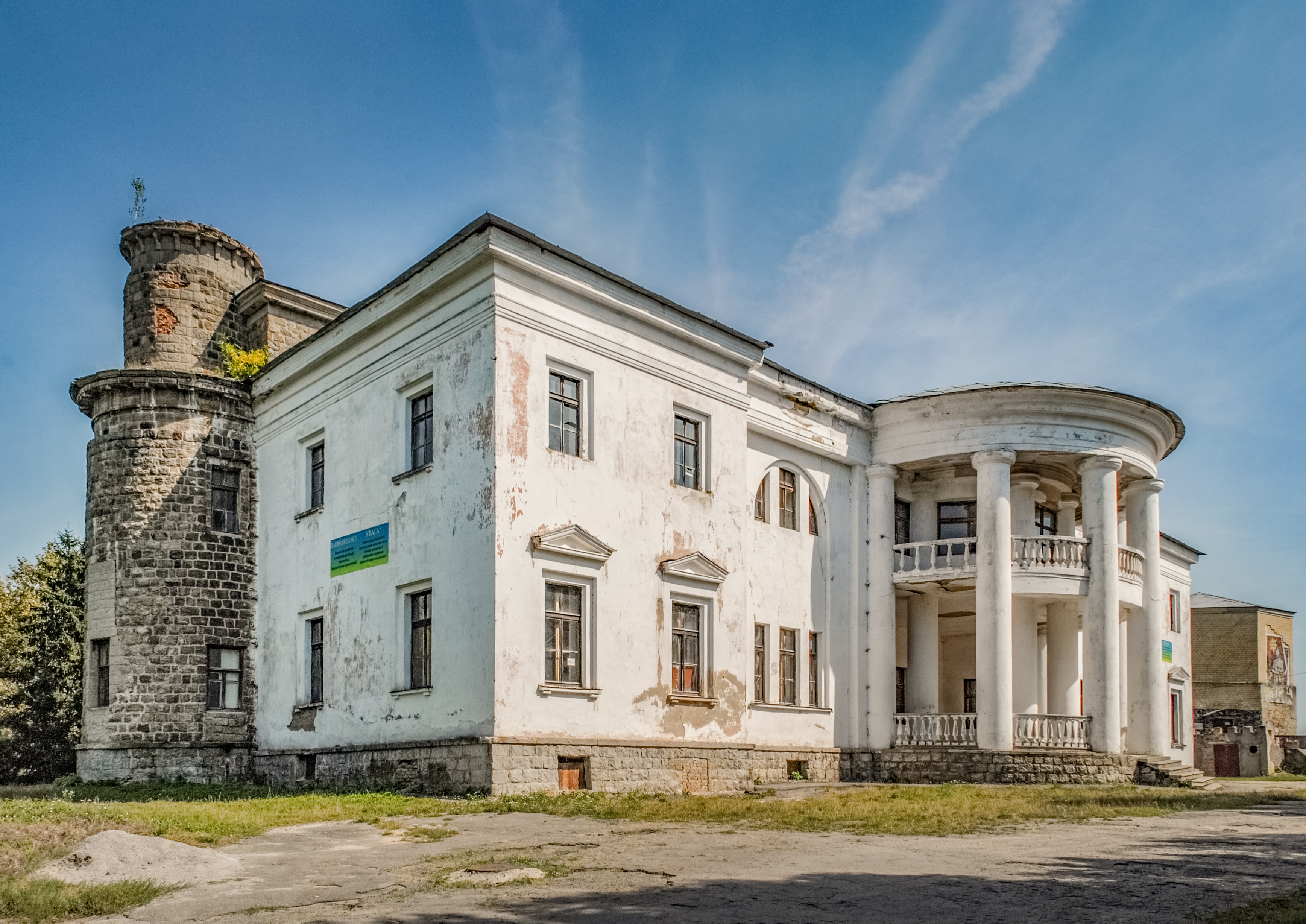
Палац Ксідо
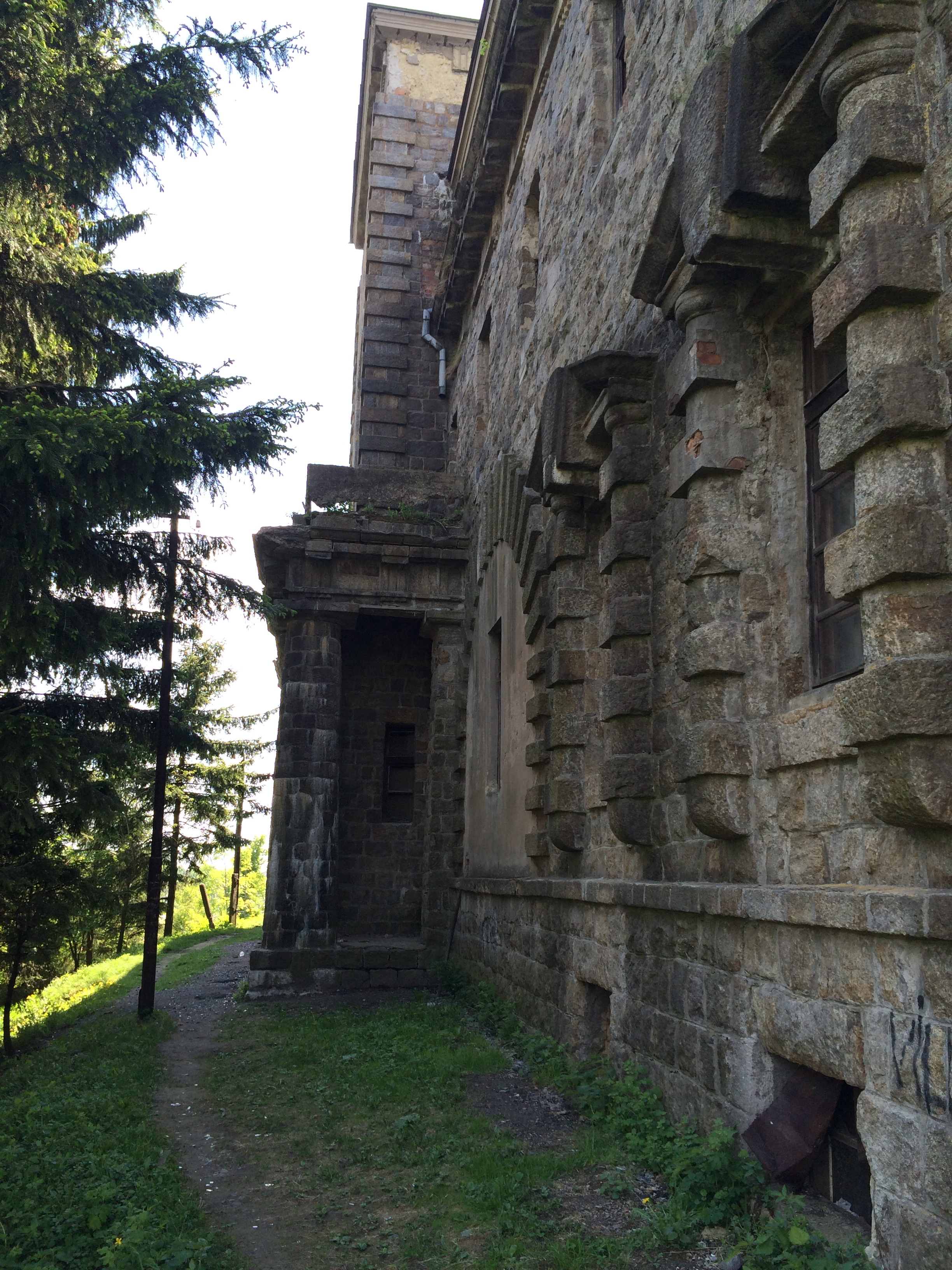
Палац Ксідо
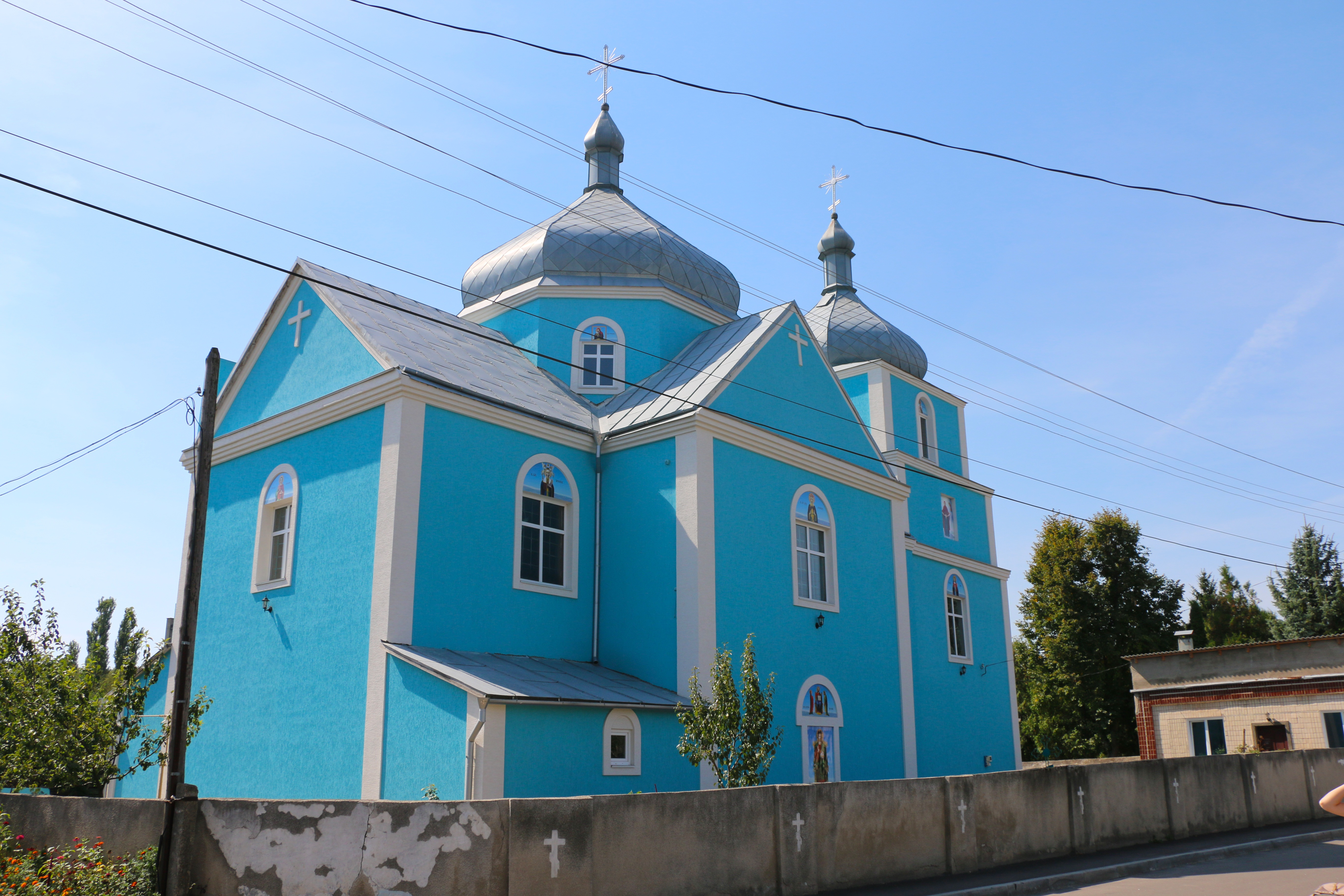
Церква Св.Вознесіння
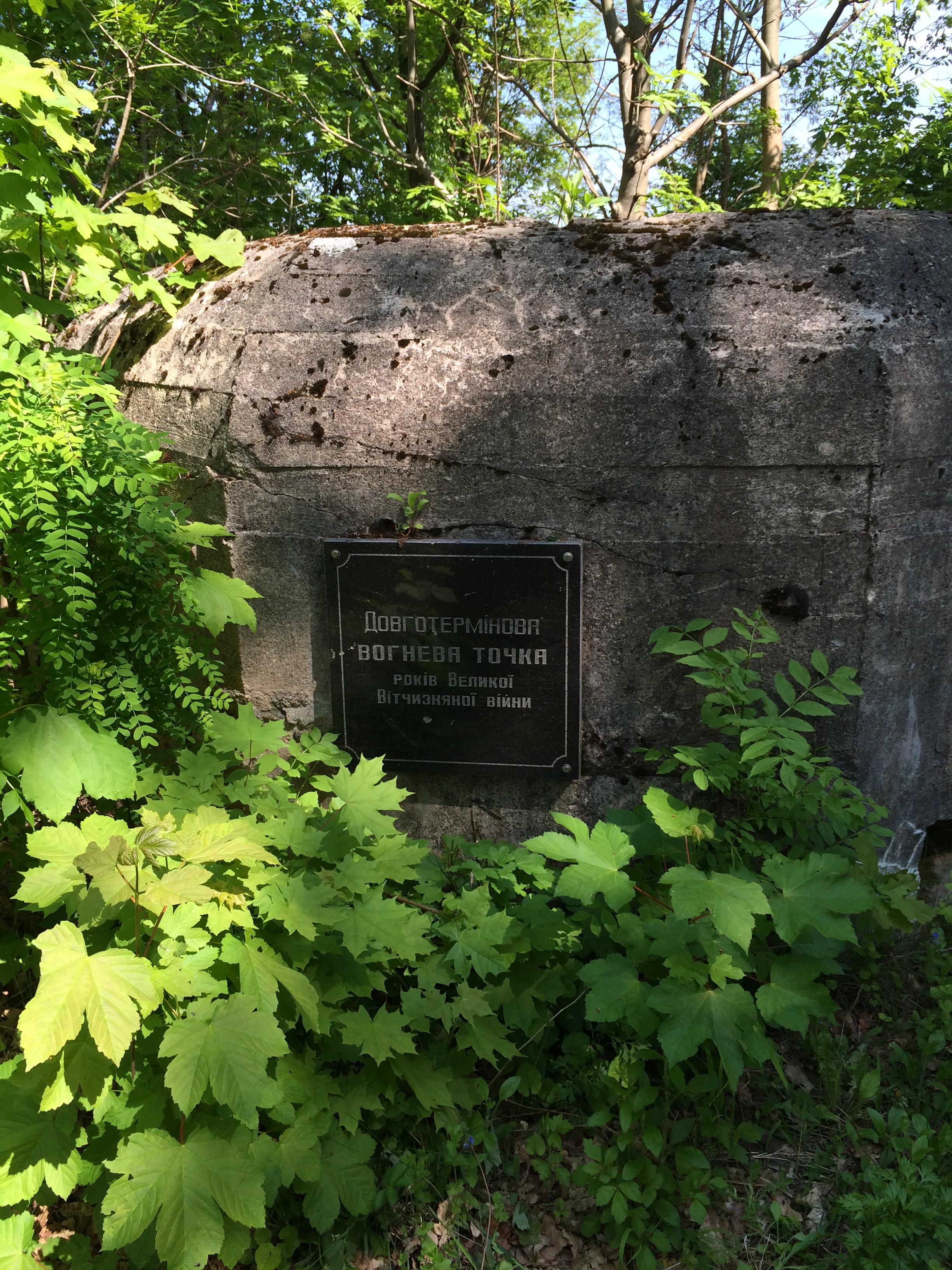
Довгострокова вогнева точка
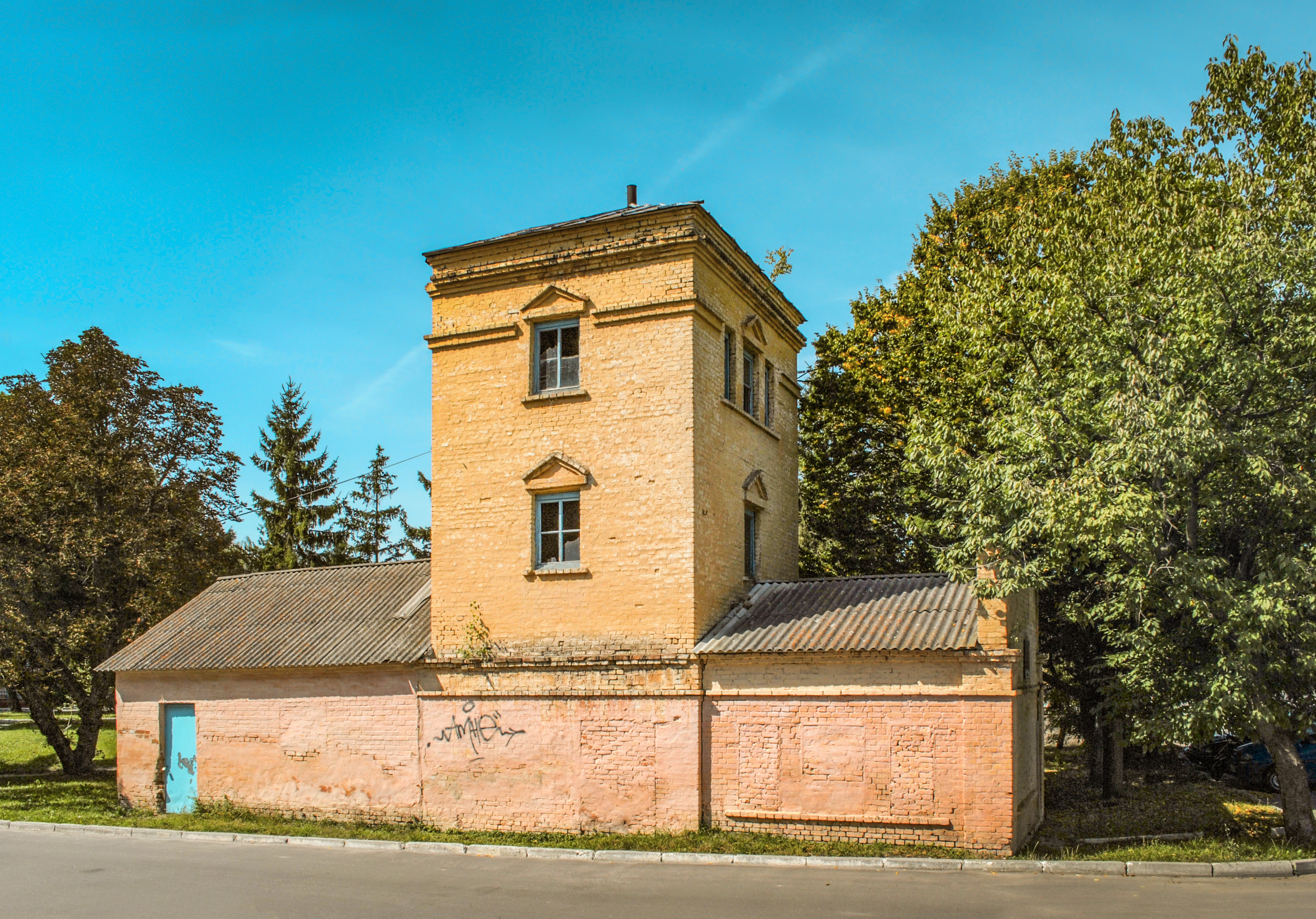
Надкоптажна будівля першої свердловини радонової мінеральної води
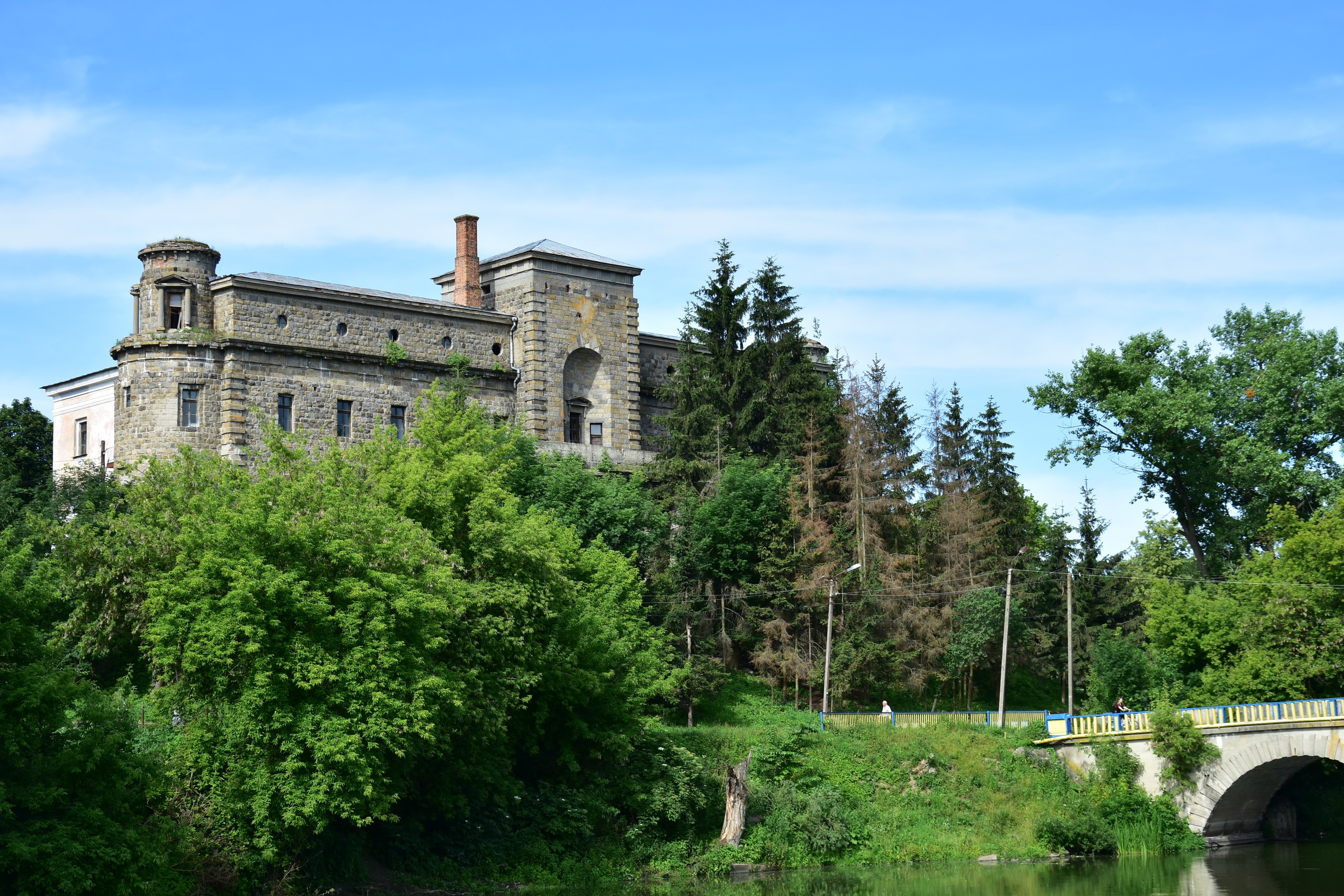
Палац Ксідо
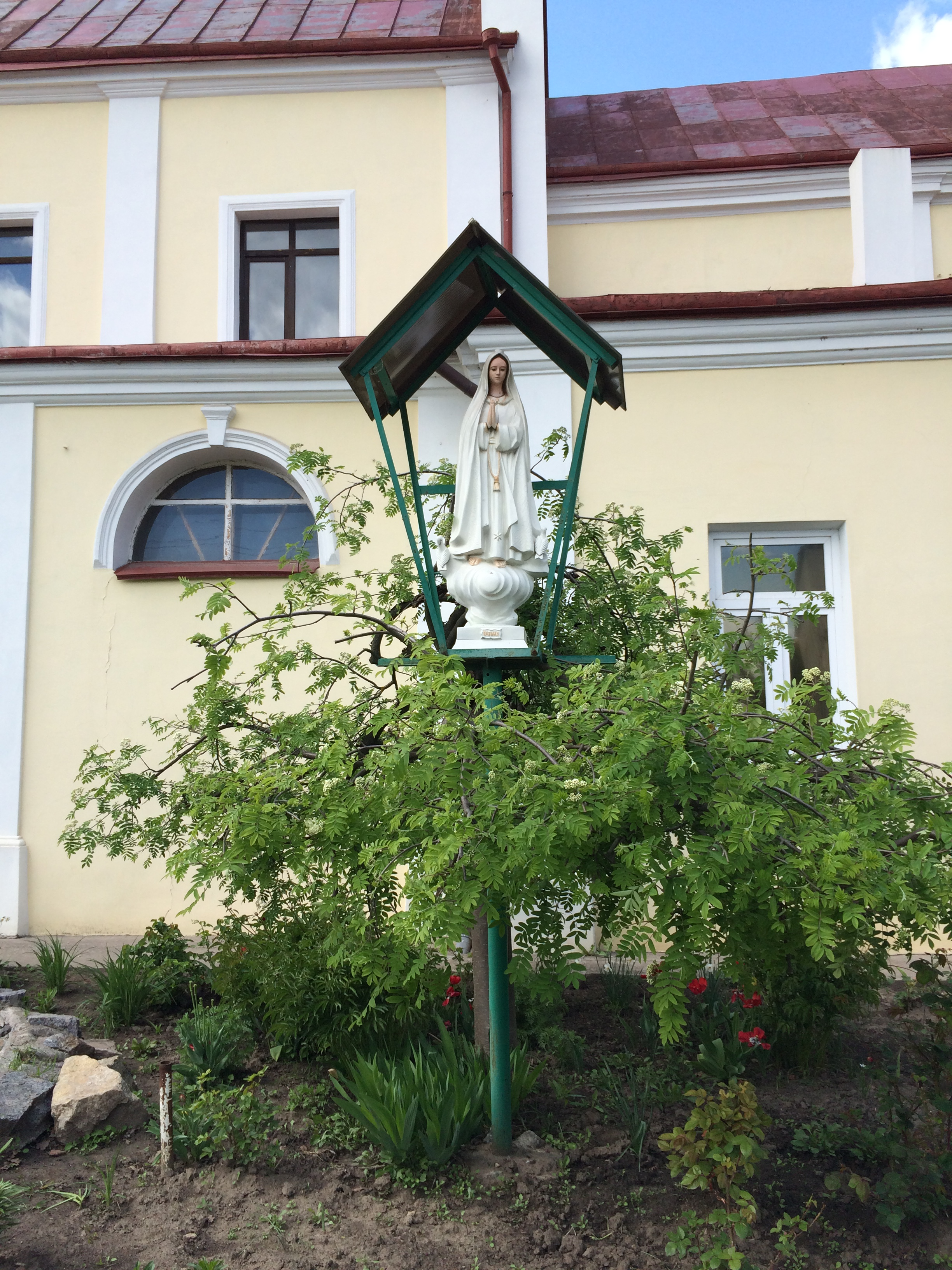
Костел Пресвятої Трійці (Усікновення Голови Івана Хрестителя)
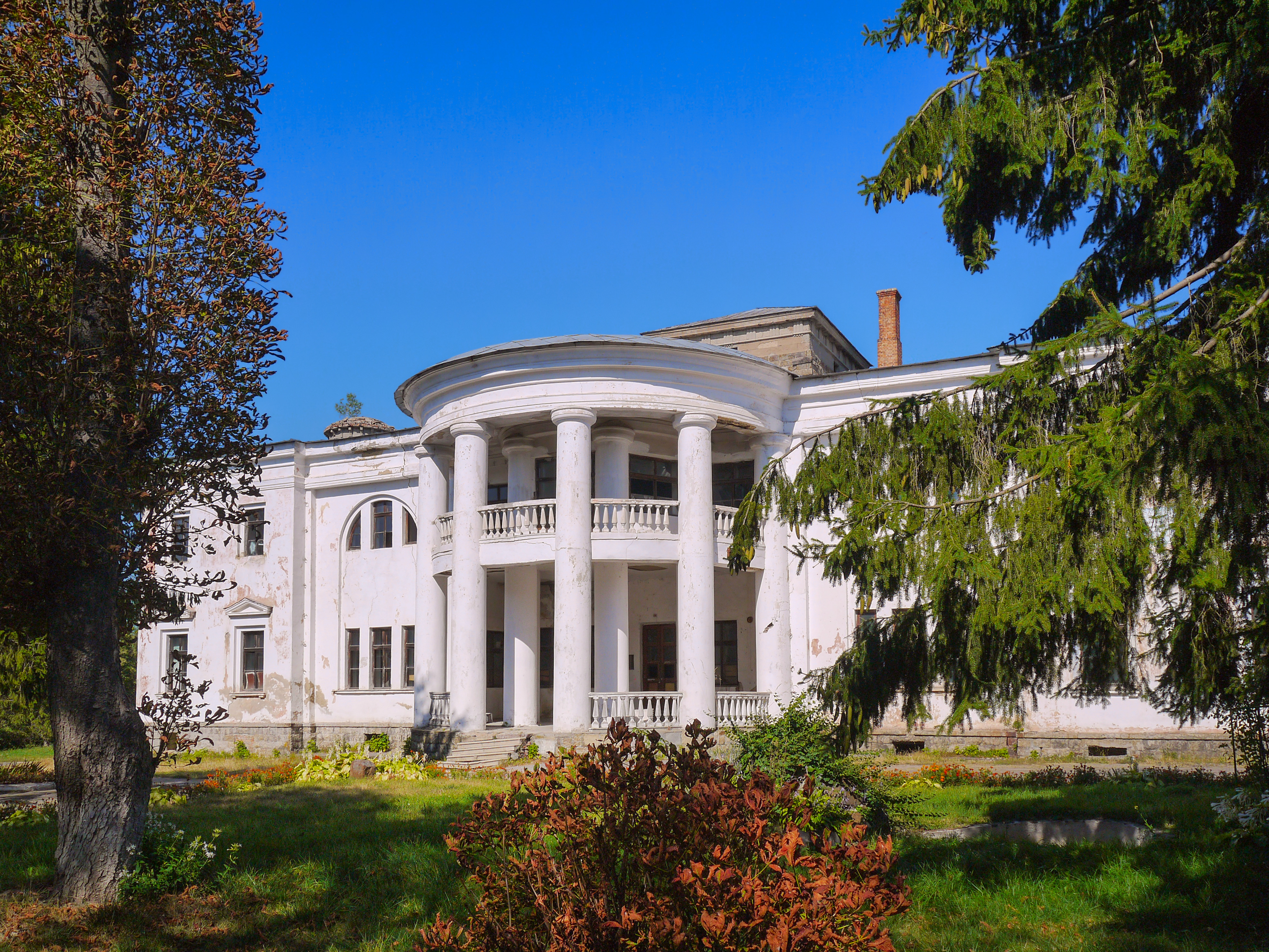
Палац графа Ксідо
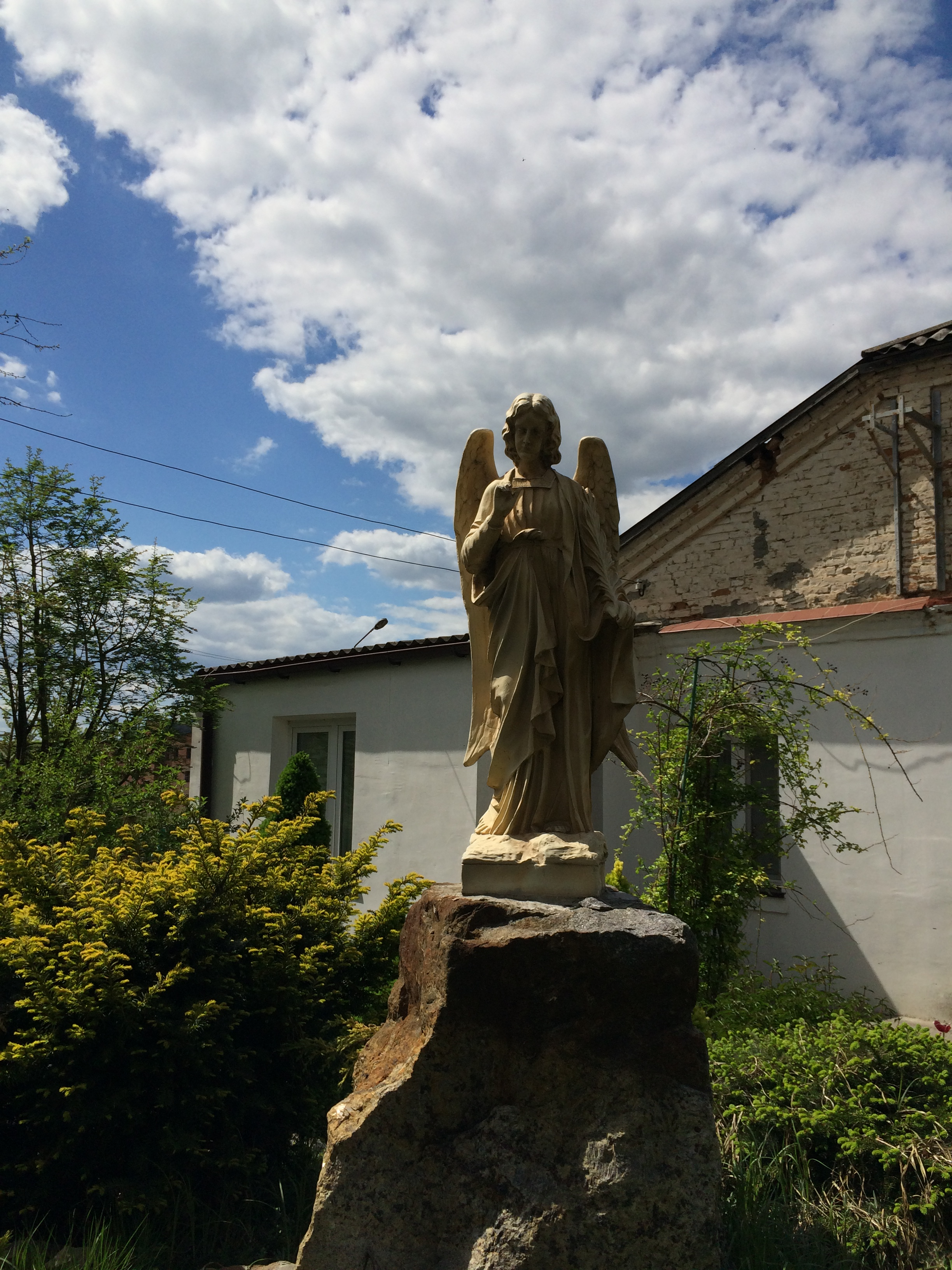
пам'ятник на території католицького собору
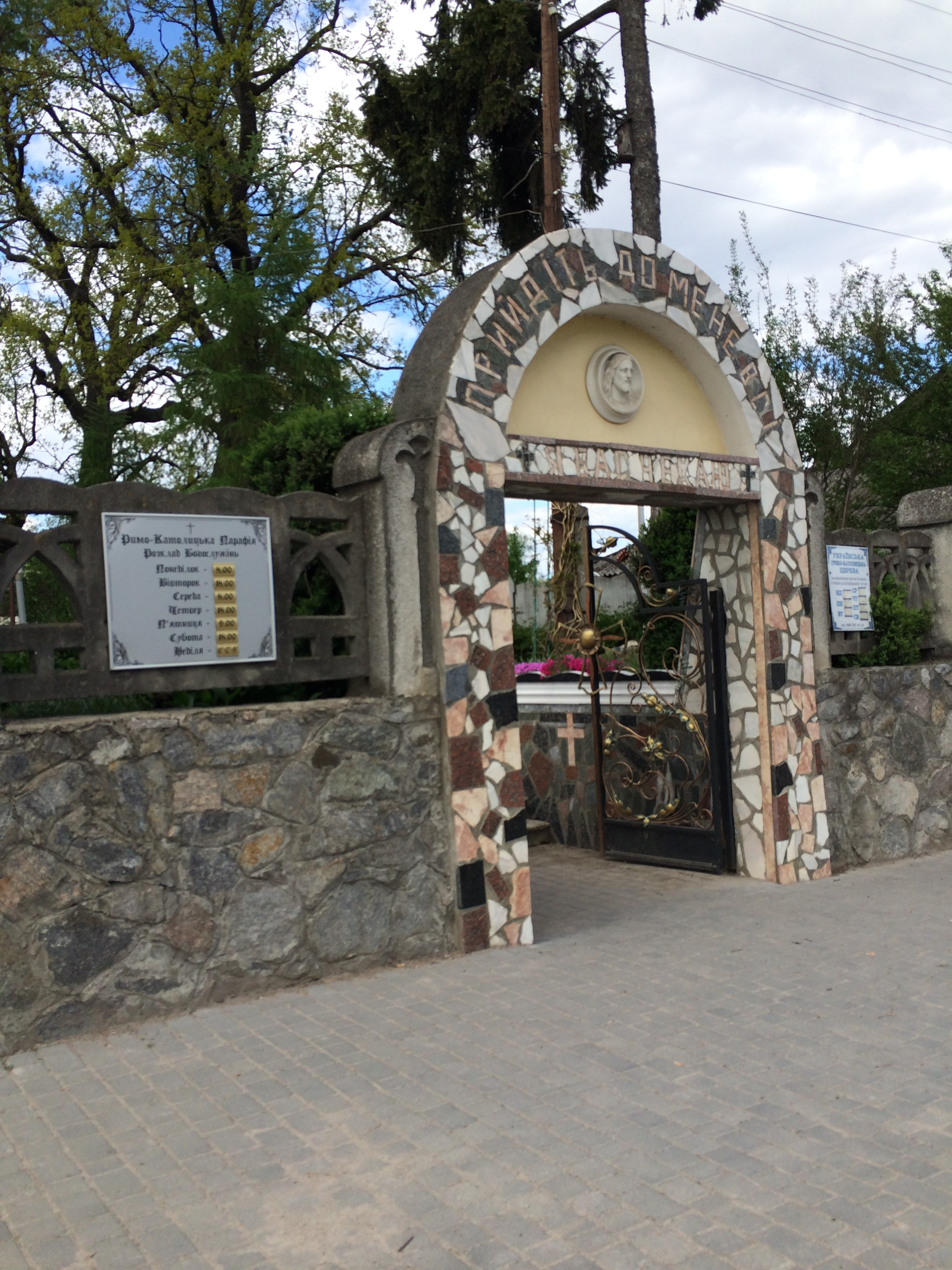
римо- католицька парафія
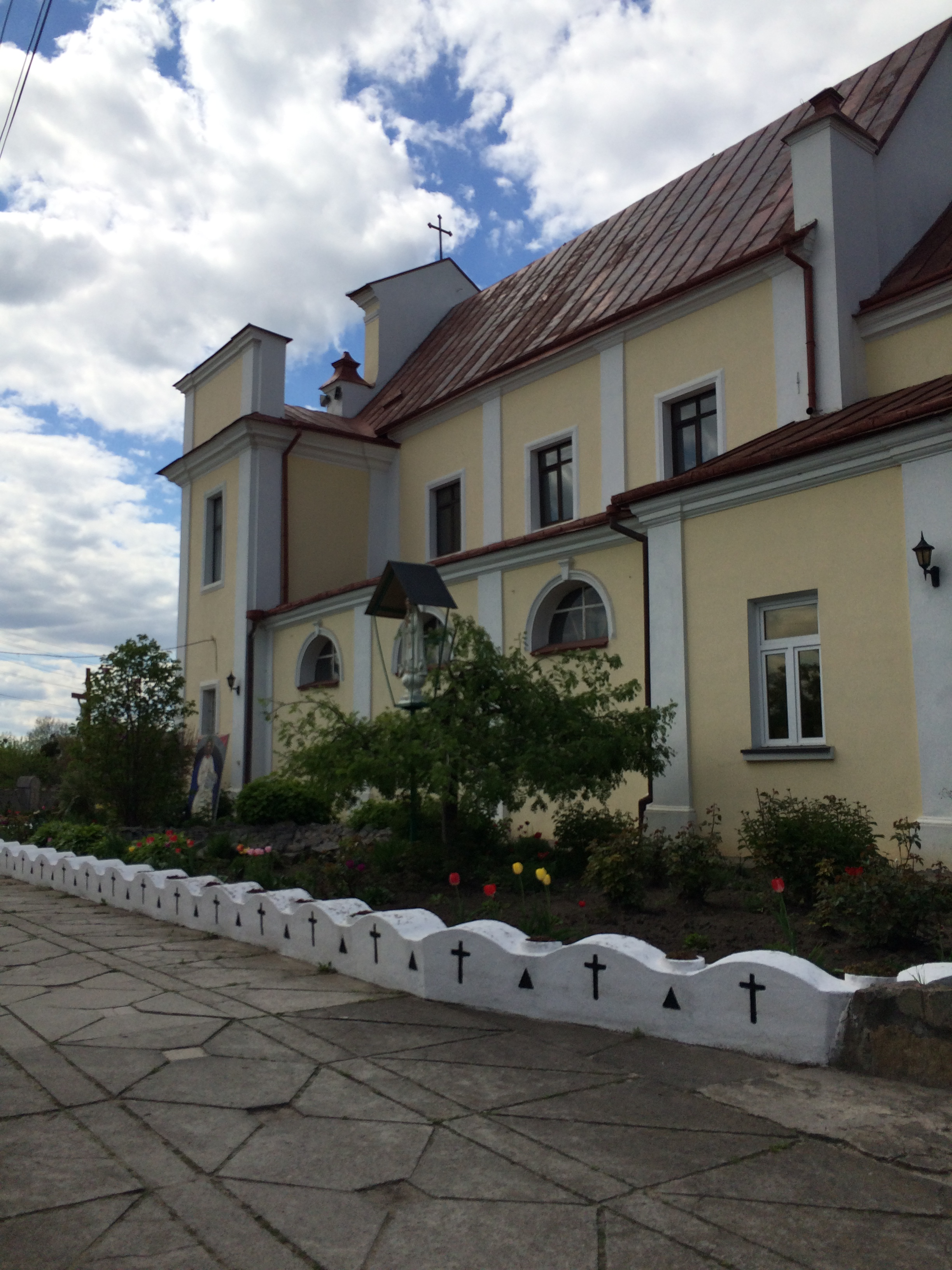
Костел Пресвятої Трійці (Усікновення голови Івана Хрестителя)
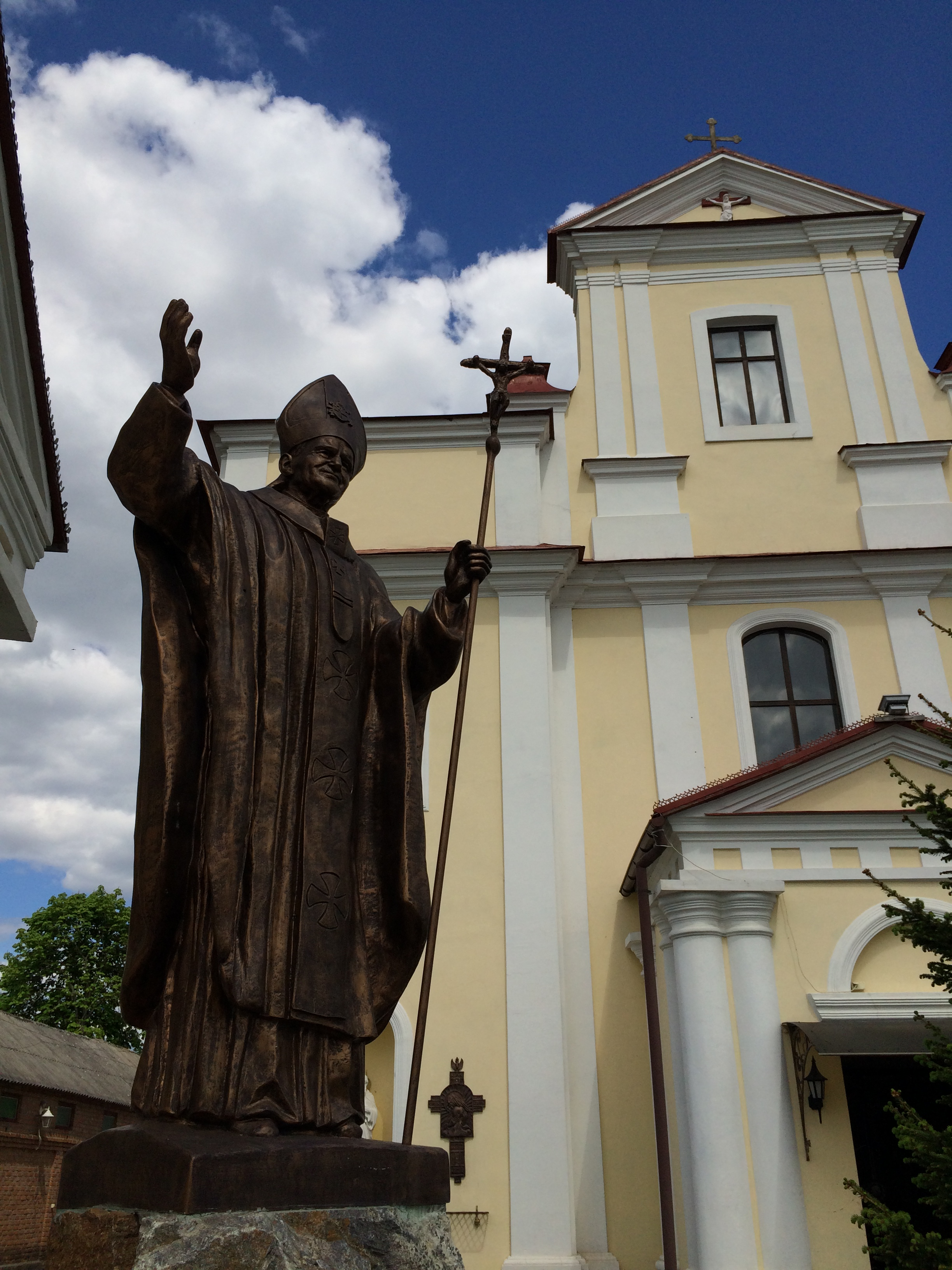
Костел Пресвятої Трійці (Усікновення Голови Івана Хрестителя)
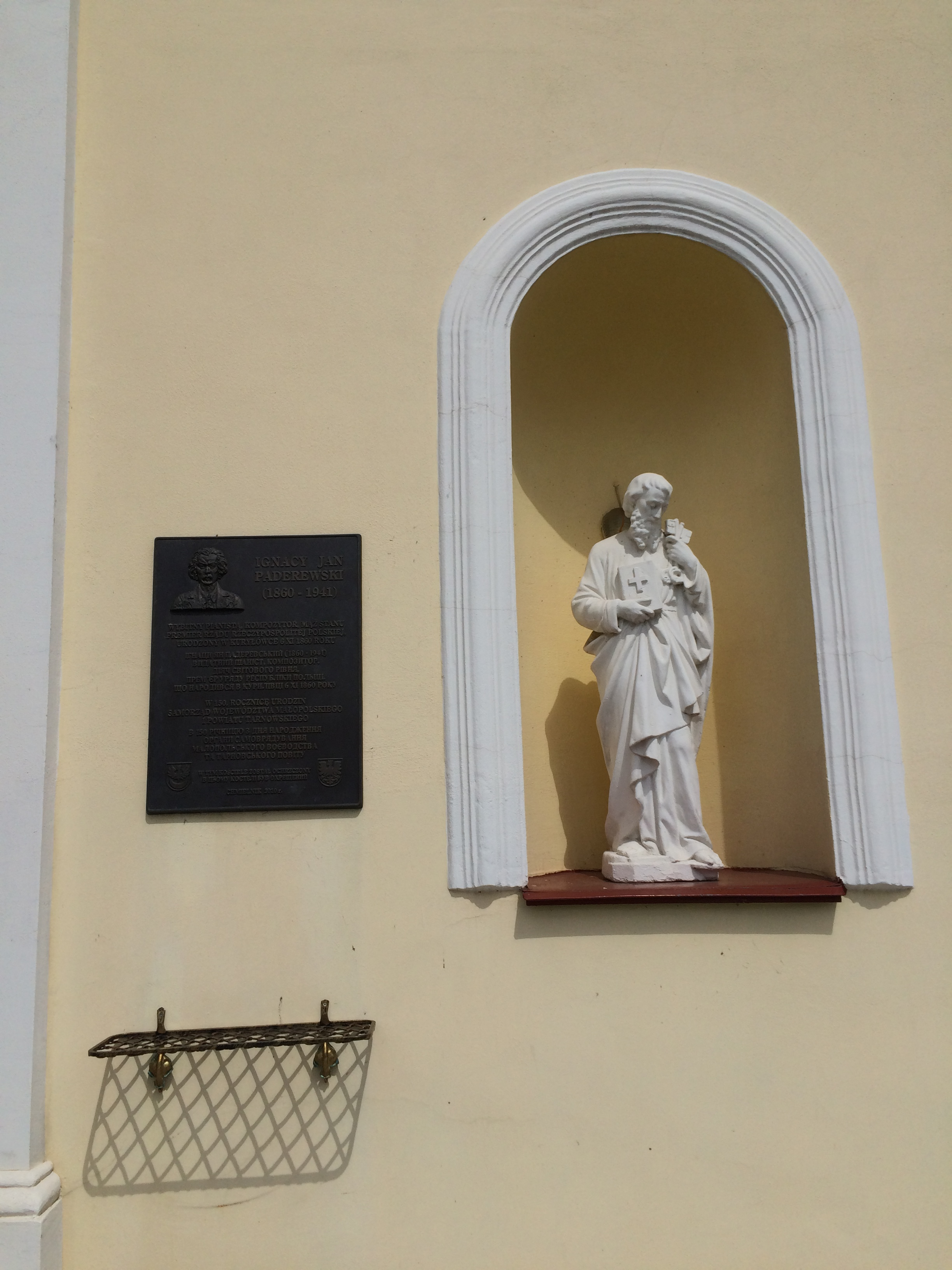
меморіальна дошка І.Я Падеревського

## Пам'ятники
- Тарасові Шевченку (Віктор Стукан, 1991 р.)
- Богдану Хмельницькому (зведений на згадку про визвольну війну українського народу проти польського соціального, національно-релігійного гноблення 1648—1657 рр.)
- меморіал воїнам-хмільничанам, які загинули в роки Другої світової Війни 1941—1945 рр.
- монумент слави на честь героїв громадянської, Другої світової воєн
- обеліск воїнам 18 армії, 71 і 276 стрілецьких дивізій СРСР, які звільнили місто Хмільник від нацистів у березні 1944 р.

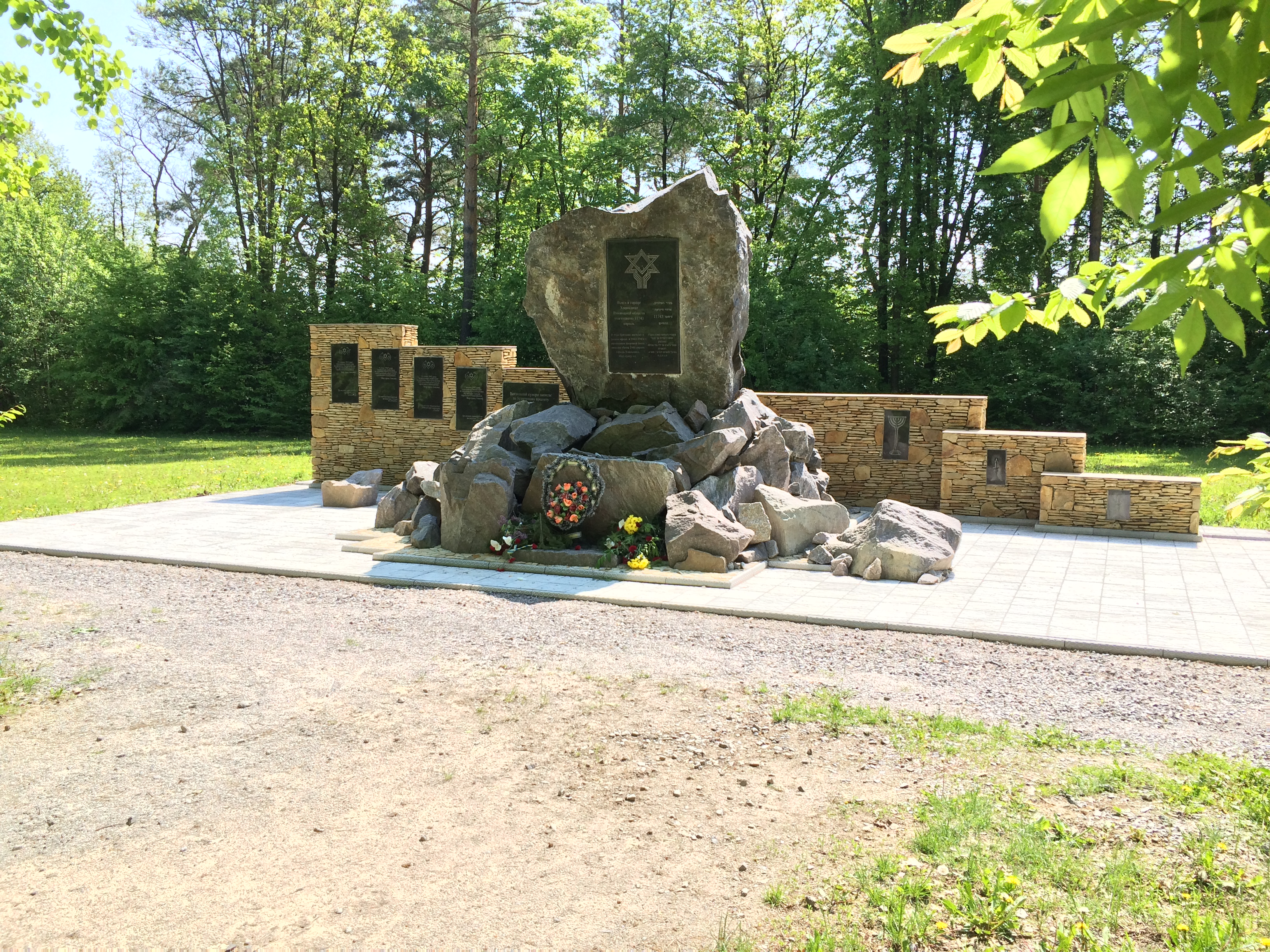
Меморіал у парку пам'яті жертв нацизму
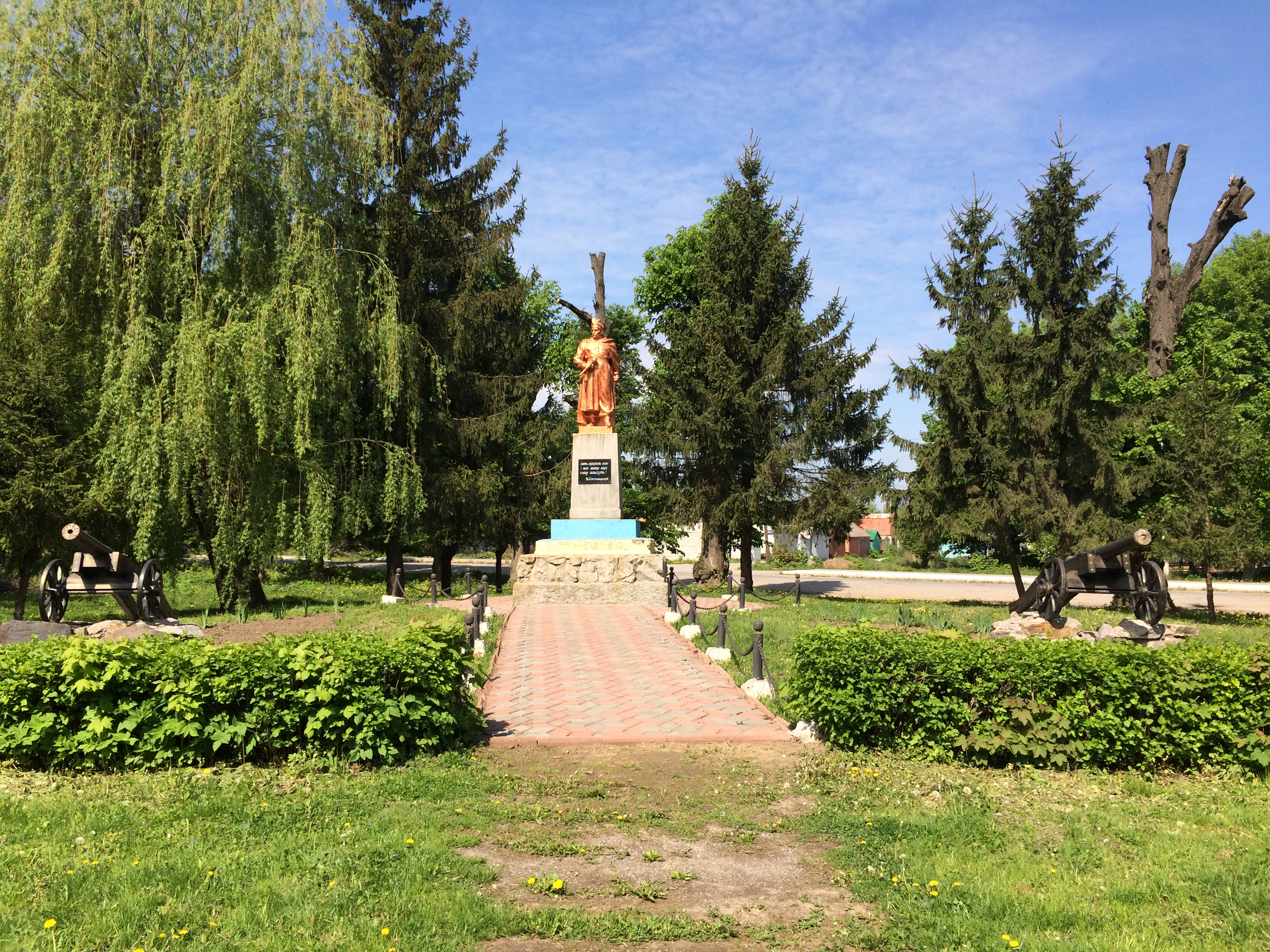
Пам'ятник Богдану Хмельницькому
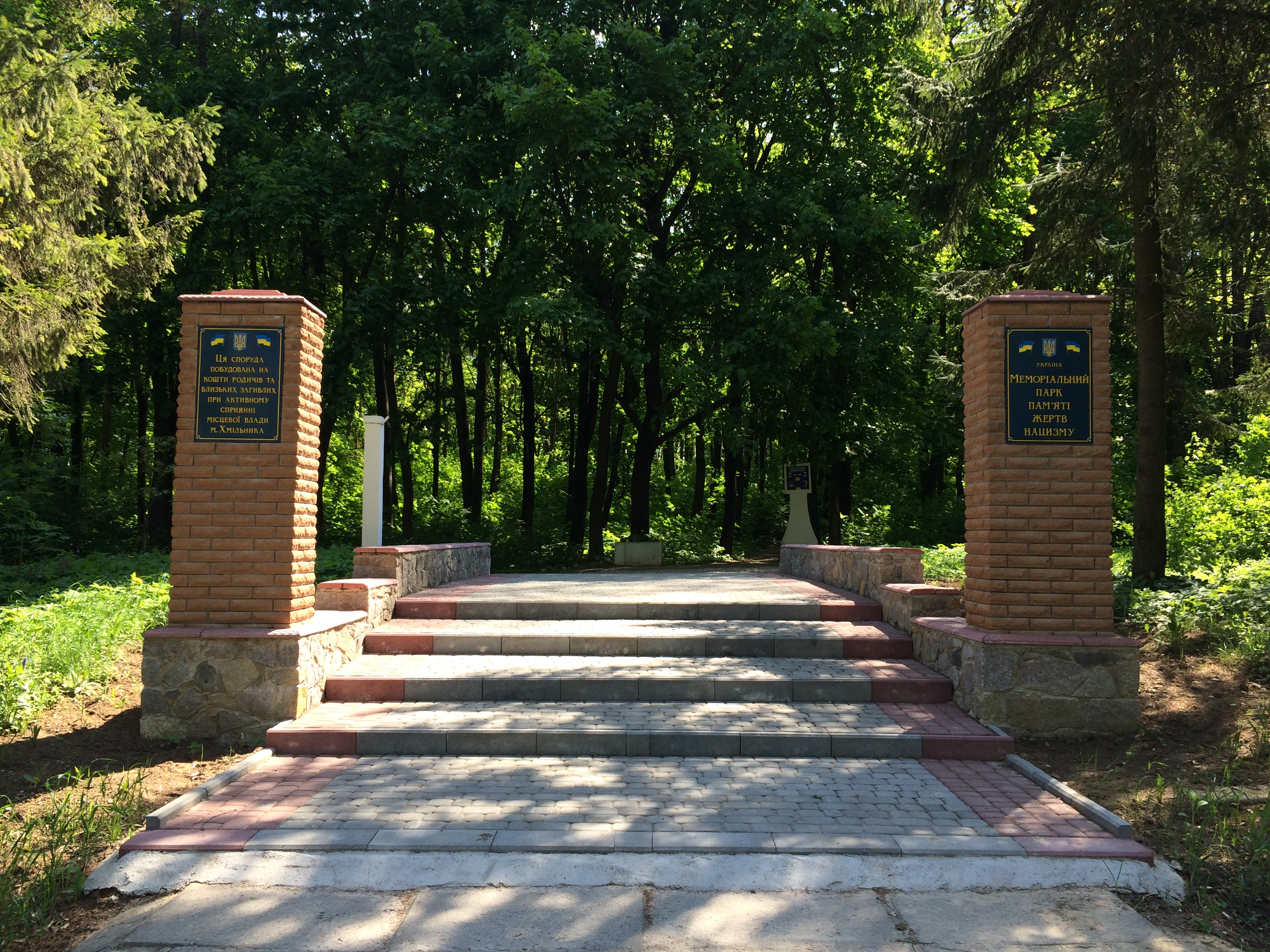
Меморіальний парк пам'яті жертв нацизму
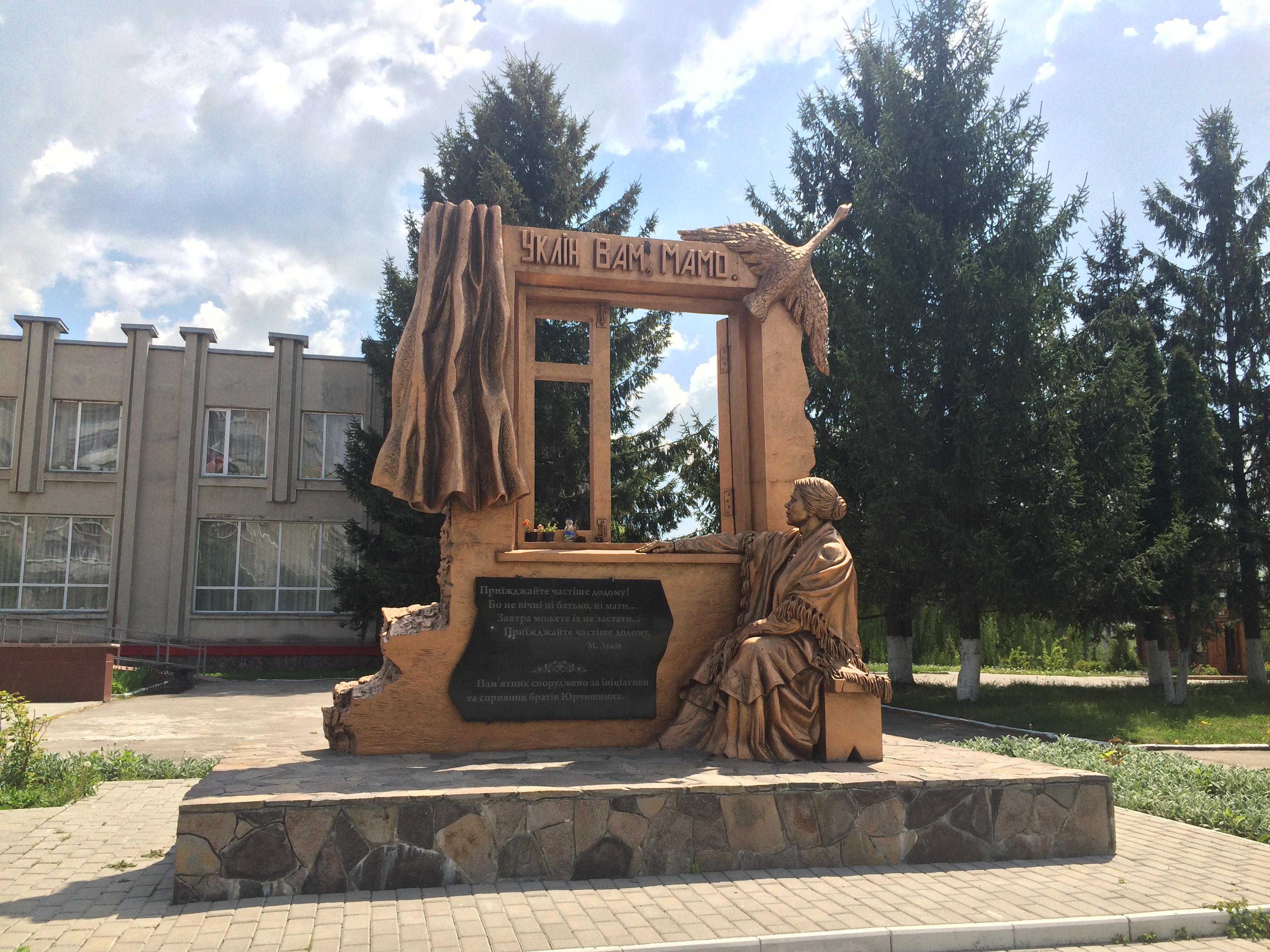
Пам'ятник матері
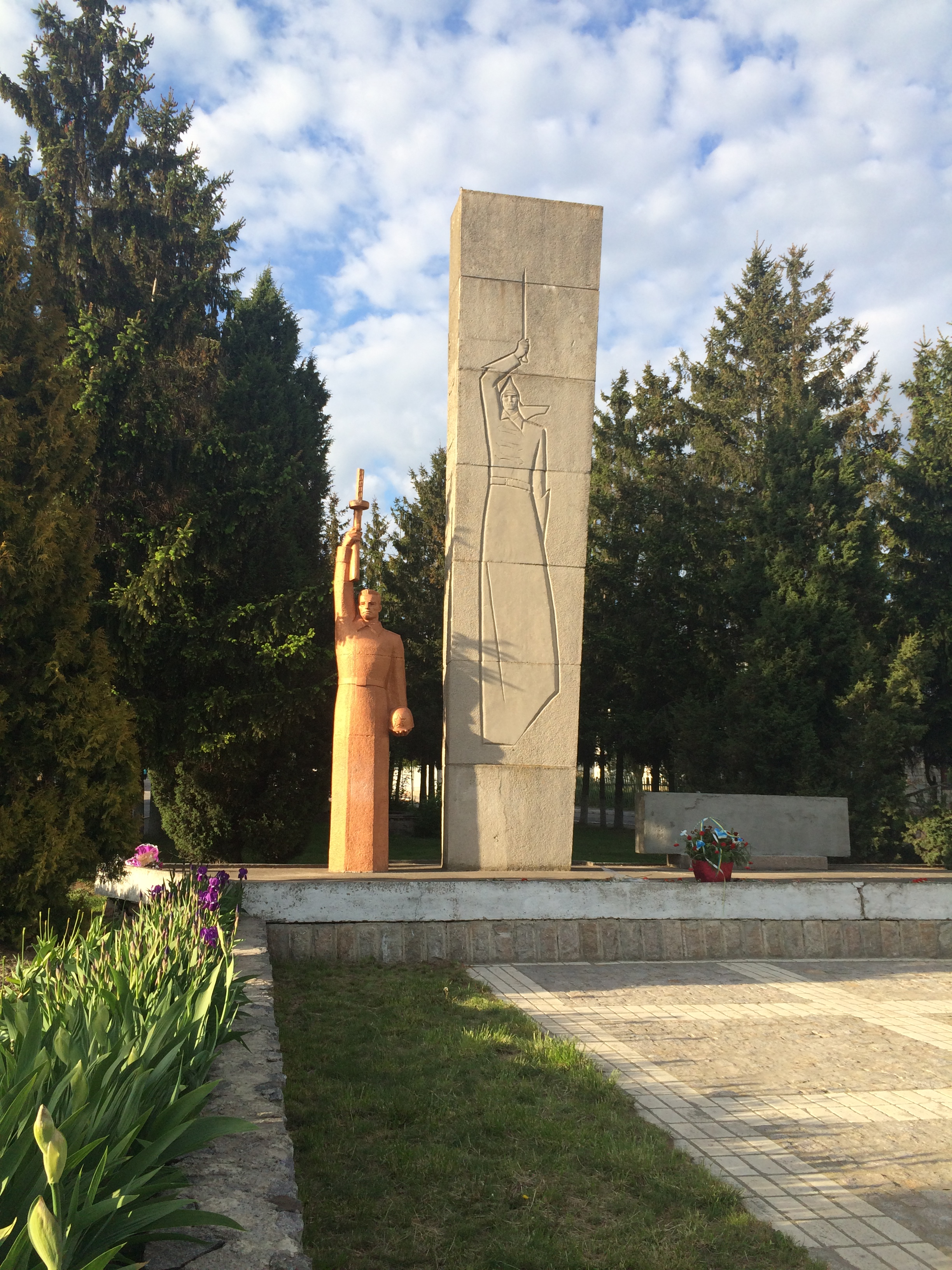
Меморіал героям Великої Вітчизняної війни
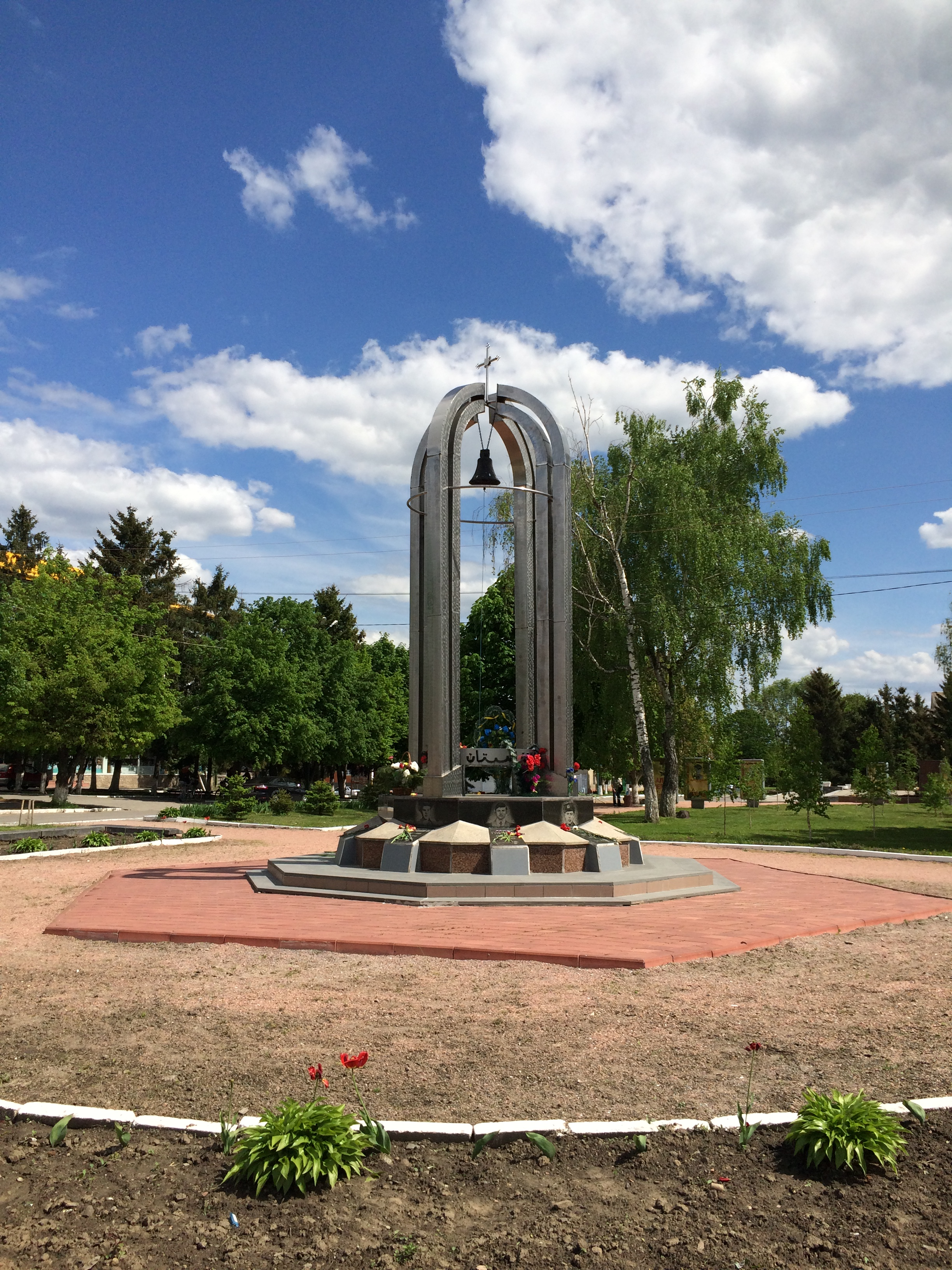
Пам'ятник жителям Хмільника загинувшим в Афганістані
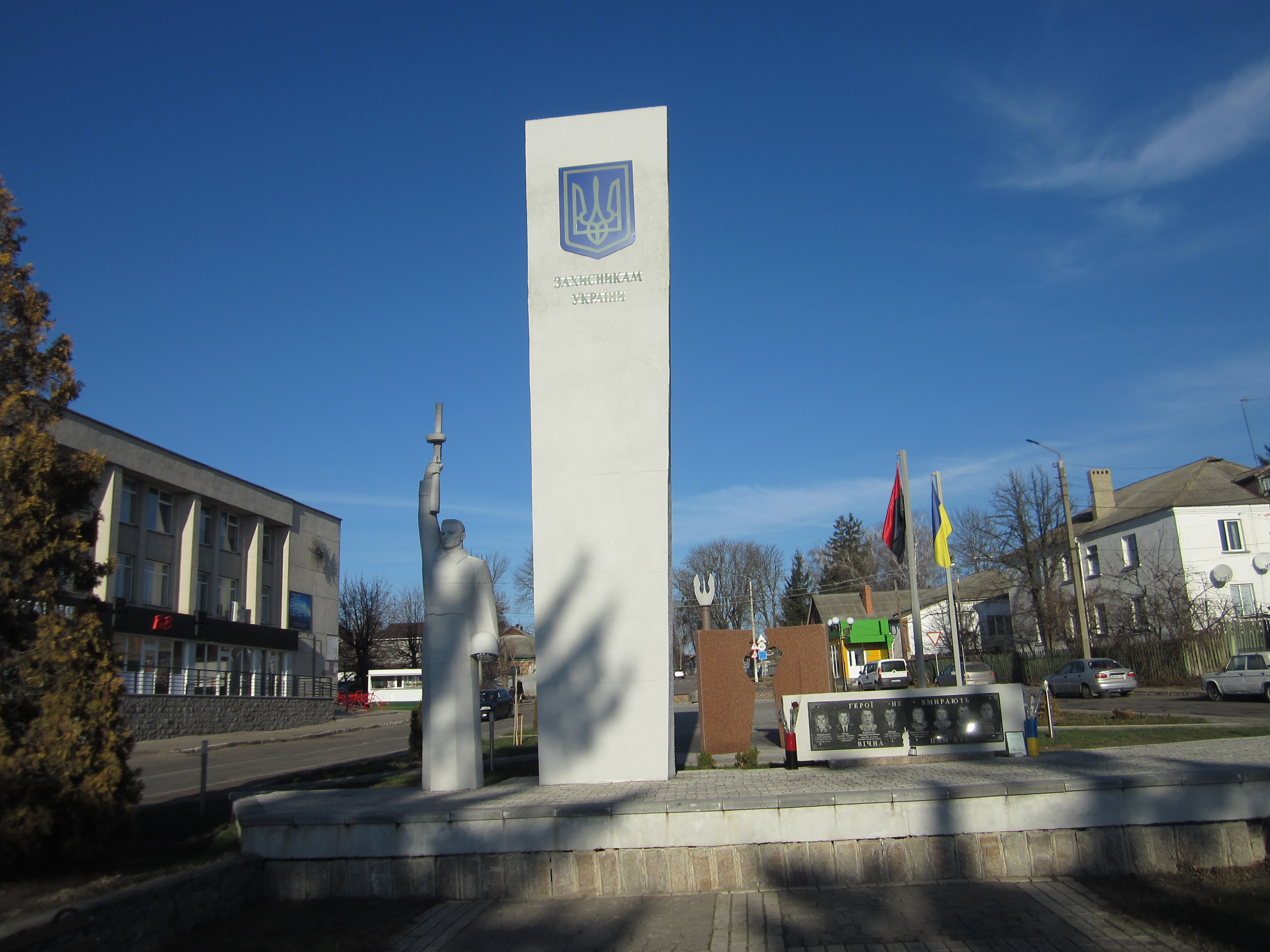
Монумент Захисникам України

## Відомі люди
- Предслав Лянцкоронський (? — 1531) — староста Хмільника, перший низовий гетьман, зять литовського гетьмана Костянтина Острозького.
- Паламарчук Олексій Тимофійович — старшина Армії УНР.
- Веремій Анжела Анатоліївна (* 1951) — українська письменниця.
- Виговський Іван (1657—1659) — гетьман України. Перебував у м. Хмільник.
- Безбородько Олександр Андрійович (1746—1799) — козацький полковник, член Російської Академії, почесний член Академії Мистецтв, царський сенатор, світліший князь Російської імперії, канцлер уряду Катерини II. Власник Хмільницького маєтку.
- Ігнацій Ян Падеревський (1860—1941) — видатний польський піаніст, диригент, композитор, філантроп, політик. Народився поблизу Хмільника у с. Курилівка.
- Бистрицький Андрій Андрійович (1799—1872) — декабрист, похований у м. Хмільник.
- Бабій Павло Петрович (1936—1993) — хірург, заслужений лікар України
- Бартош Пелагея Яківна (1833—1904) — письменниця, педагог, етнограф II половини XIX ст., жила у м. Хмільник.
- Стессель Анатолій Михайлович[ru] (1848—1911) — барон, генерал-ад'ютант, генерал-лейтенант російської царської армії, похований у м. Хмільник.
- Деркач Святослав Вікторович  — видатний український вчений-правник, доктор юридичних наук, професор.
- Paul Krenz (Надкреничний Павло Іванович) — німецький художник українського (нар. у с. Соколова. Хмільницького р-ну. Він обл.) походження. Основоположник художнього стилю «Holzmalerei», де за основу береться природний рисунок дерева[16]
- Вінярський Олександр Анатолійович (1994—2016) — солдат Збройних сил України, учасник російсько-української війни.
- Потєхін Анатолій Миколайович (1969—2017) — капітан Збройних сил України, учасник російсько-української війни.
- Муравський Сергій Сергійович (1994—2014) — старший солдат Збройних сил України, учасник російсько-української війни.
- Новак Денис Олегович (1984—2022) — солдат 80 ОДШБр Збройних сил України, учасник російсько-української війни.
- Бронюк Віктор Володимирович (24 березня 1979 — с. Соколова, Хмільницький район, Вінницька область) — український музикант, лідер гурту ТіК.
- Педаченко Георгій Опанасович (17 липня 1923 — 26 липня 2001) — український нейрохірург, доктор медичних наук (з 1965 року), професор (з 1966 року).

З історією Хмільника пов'язана діяльність відомого вченого Л. І. Копиці, письменників О. С. Корнійчука, М. П. Стельмаха, поетів Я. Г. Шпорти, В. С. Колодія, національного героя Франції і Героя Радянського Союзу В. В. Порика, народних артистів І. С. Козловського, Н. М. Ужвій, академіка генерал-полковника Грабіна, польського композитора і політичного діяча Ігнація Яна Падеревського. В наші дні у м. Хмільник жив і працював письменник, драматург, журналіст, член Національної спілки письменників України, автор багатьох книг Василь Дмитрович Остапов (11.03.1950 — 9.03.2009).
- Українець Владислав Петрович (1999—2022) — лейтенант Збройних Сил України, учасник російсько-української війни, Герой України (посмертно).

### Старости Хмільника
- Станіслав Лянцкоронський (пом. 1489)
- Якуб Струсь[17]
- Ян Струсь — (1518)
- Предслав Лянцкоронський (пом. 1531) — перший низовий гетьман, зять великого литовського гетьмана Костянтина Острозького
- Ян Амор Тарновський — коронний гетьман, сприяв зміцненню Хмільницького замку, обнесенню його валом
- Єжи Язловецький (1571) — коронний гетьман
- Міхал Язловецький (пом. 1582) — син попереднього
- Якуб Потоцький (1638—1671) — староста тлумацький[17]
- Домінік Потоцький (пом. 1683) — молодший брат Якуба[17]
- Якуб Потоцький (пом. перед 1711 р.), дружина — Катажина з Кросновських Потоцька (шлюб 1705 р., померла 1731 р.).[18]
- Юзеф Понятовський
- Францішек Максиміліян Оссоліньський — староста сандомирський etc., зять Яна Станіслава Яблоновського[19]
- граф Юзеф Оссолінський — волинський воєвода, сандомирський староста[19]
- граф Юзеф Салезій Оссолінський — підляський воєвода, сандомирський староста[19]
- граф Безбородько.

## Галерея

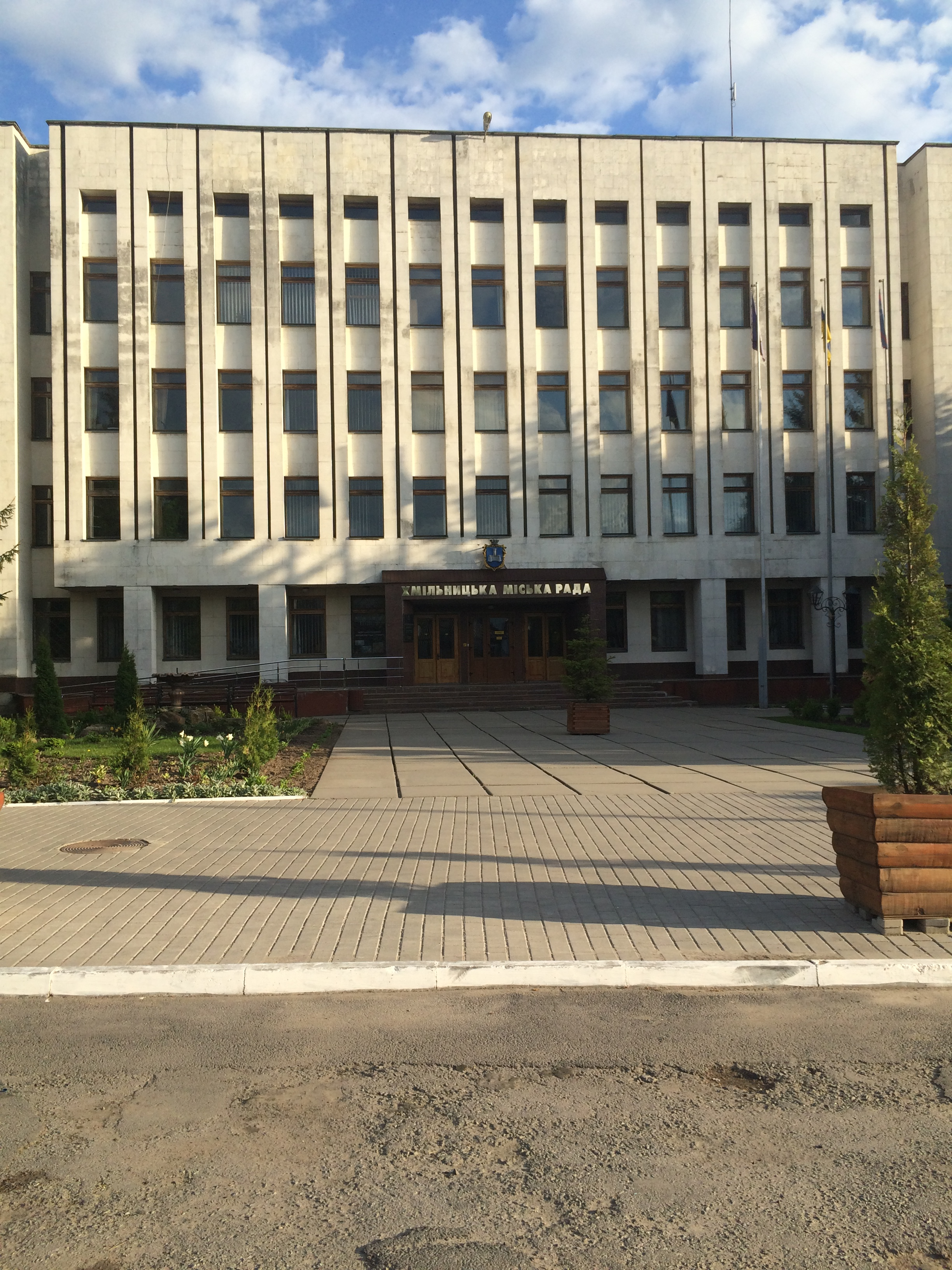
Хмільницька міська рада
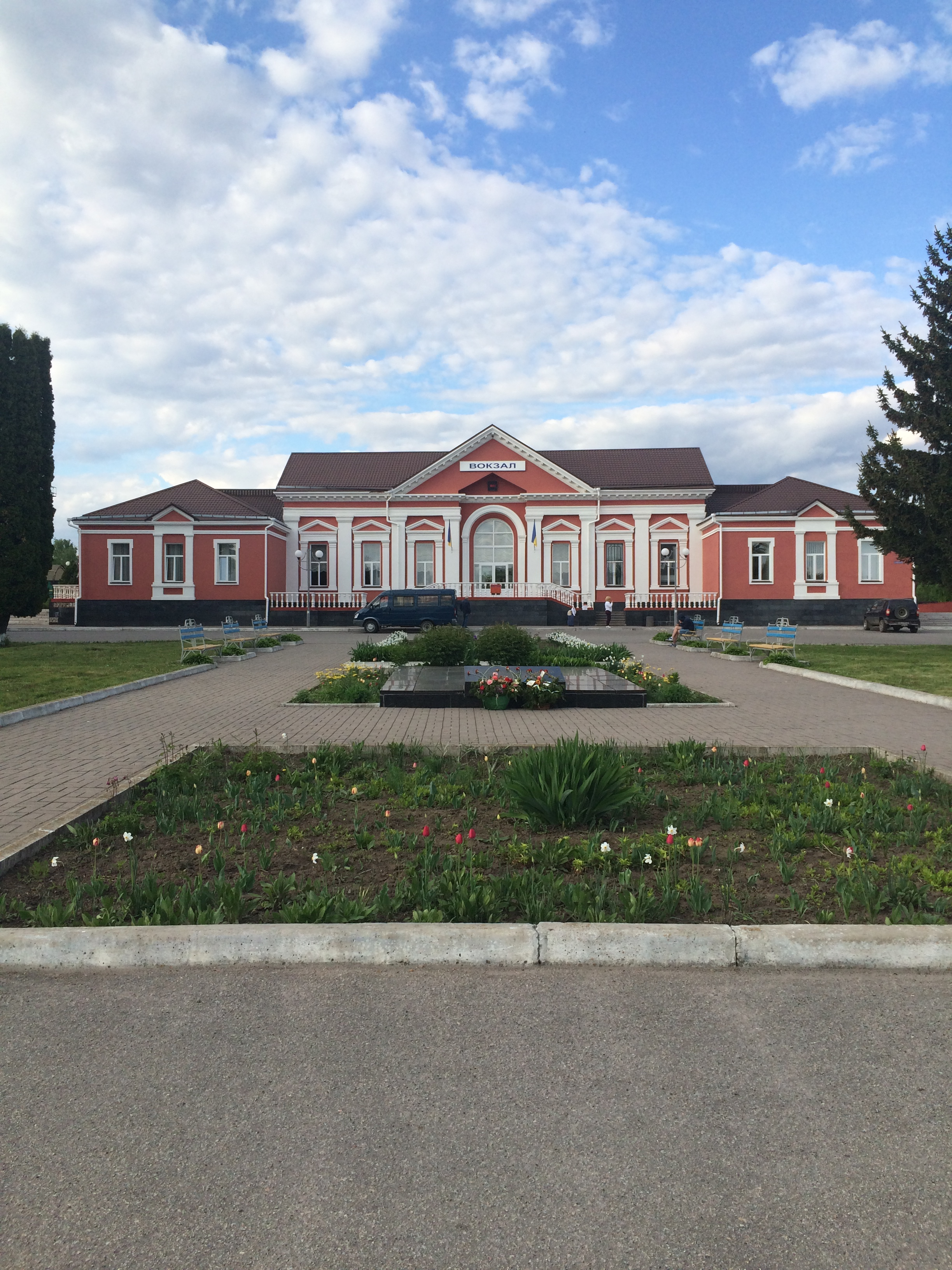
залізничний вокзал
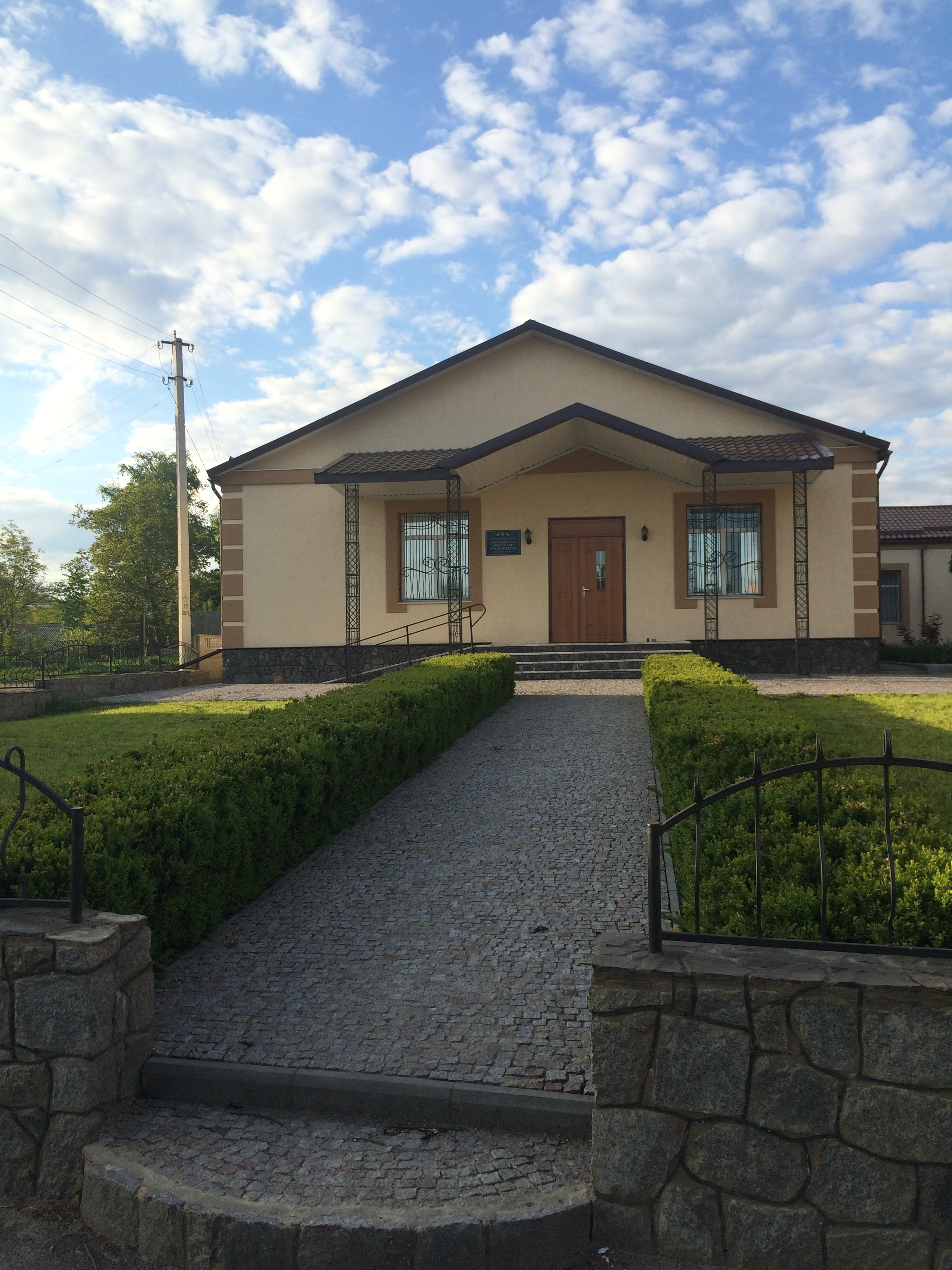
прокуратура
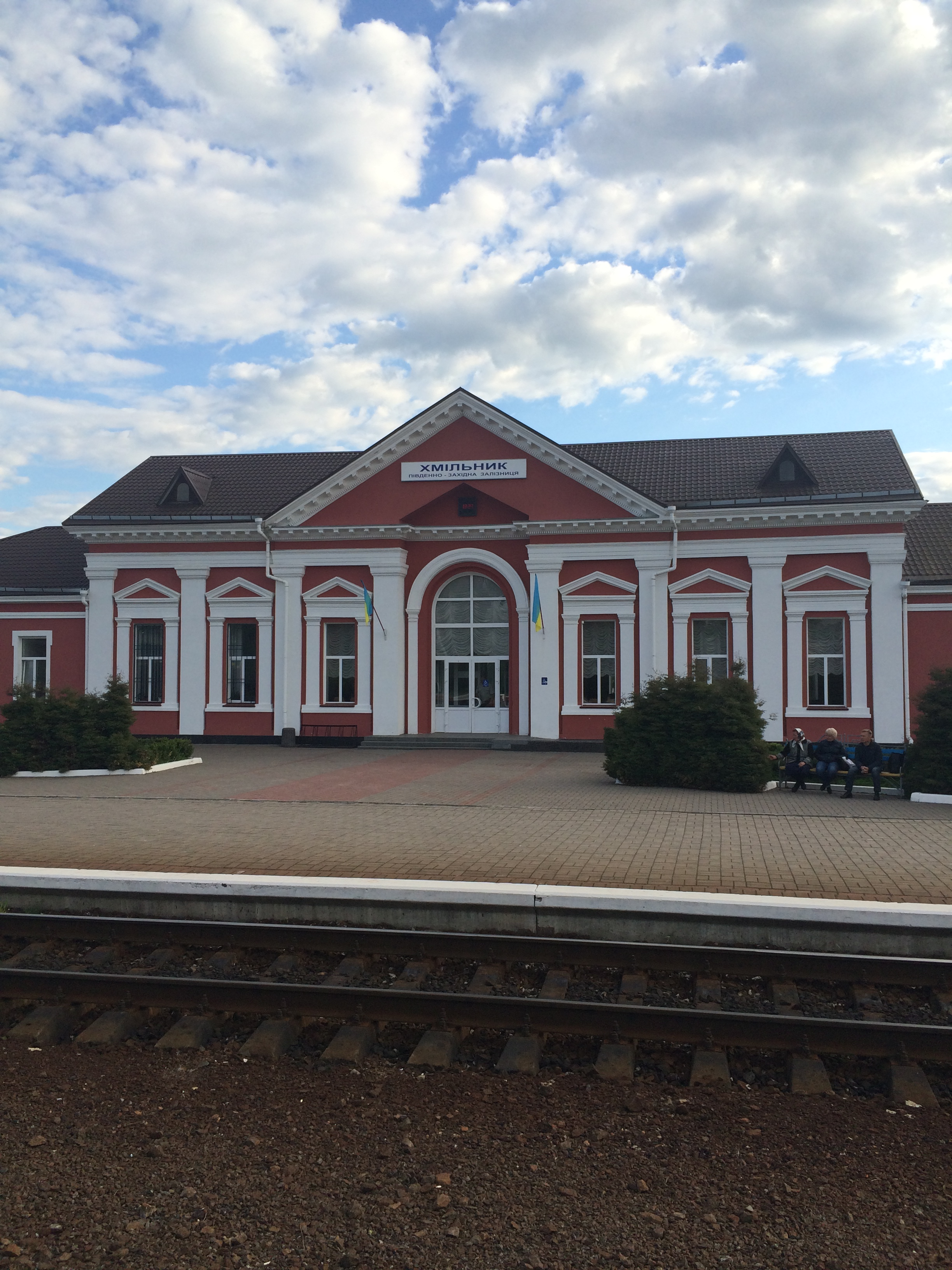
Південно-західна залізниця